# Escultura en España

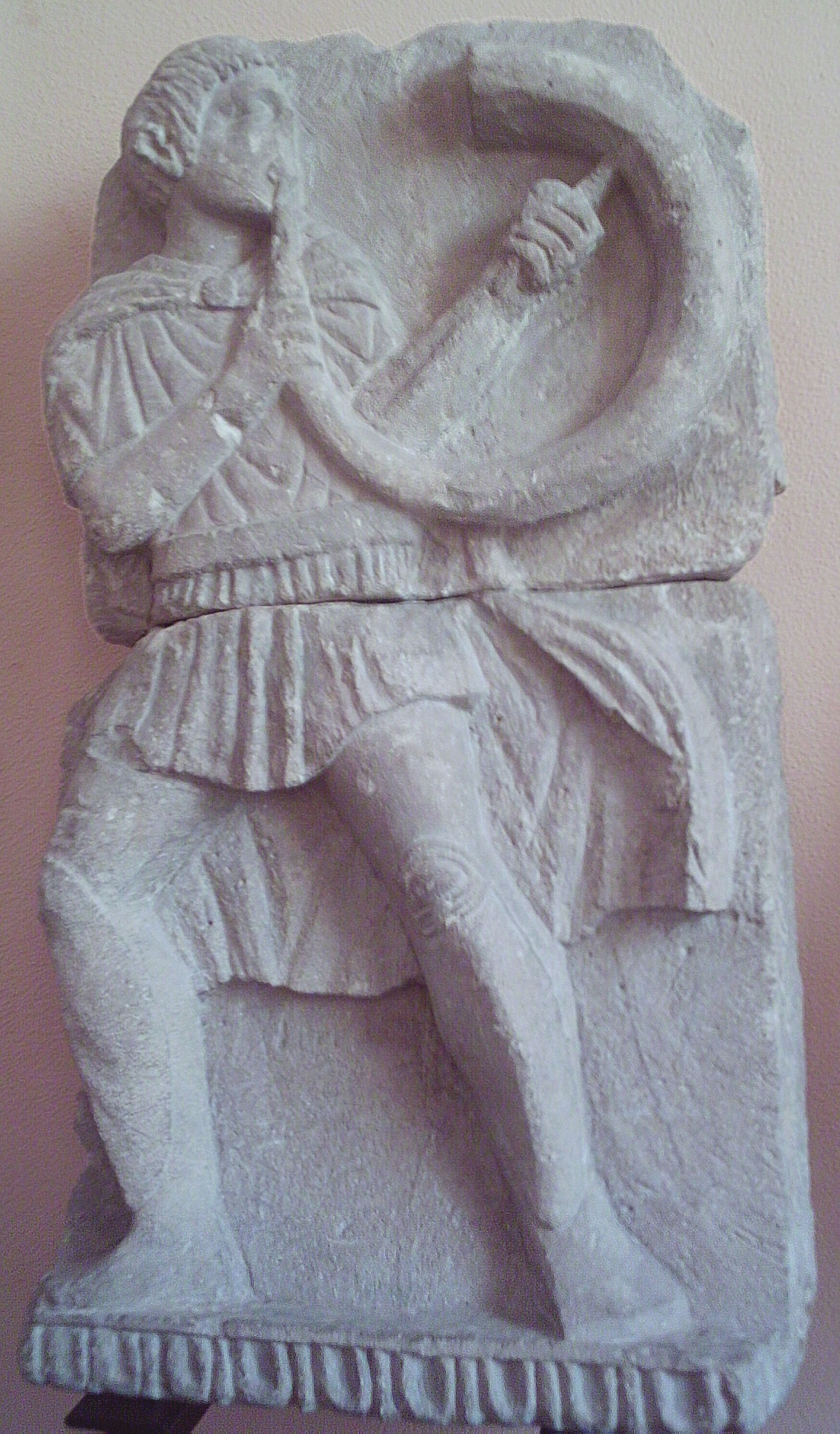
Relieve de las llamadas "esculturas de Osuna", procedentes de la ciudad turdetana de Urso (actual Osuna), siglos III al I a. C.

Escultura en España o española son denominaciones historiográficas para las producciones escultóricas del arte en España a lo largo de su historia. El uso de la expresión "escuela española de escultura" es más ambiguo, pero también se da en la bibliografía.

## Prehistoria
Con la excepción de la llamada Dama de Arlanpe (una representación esquemática de unos 17.500 años de antigüedad grabada en una cueva de Vizcaya, sobre un bloque de caliza de 70 kg., que sería uno de los ejemplos más antiguos del tipo Gönnersdorf-Lalinde), no se han encontrado en la parte española de la zona franco-cantábrica más muestras de las "venus paleolíticas", pero sí abundan otros tipos de manifestaciones escultóricas, tanto en relieve como en bulto redondo, y en distintos materiales.

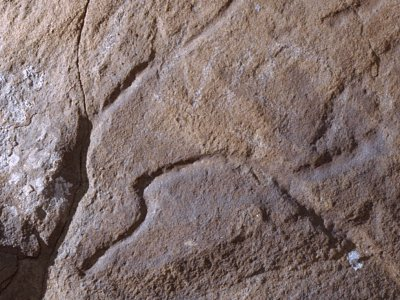
Relieve rupestre que representa una cabeza de caballo, Cueva del Moro (Tarifa, actual provincia de Cádiz)
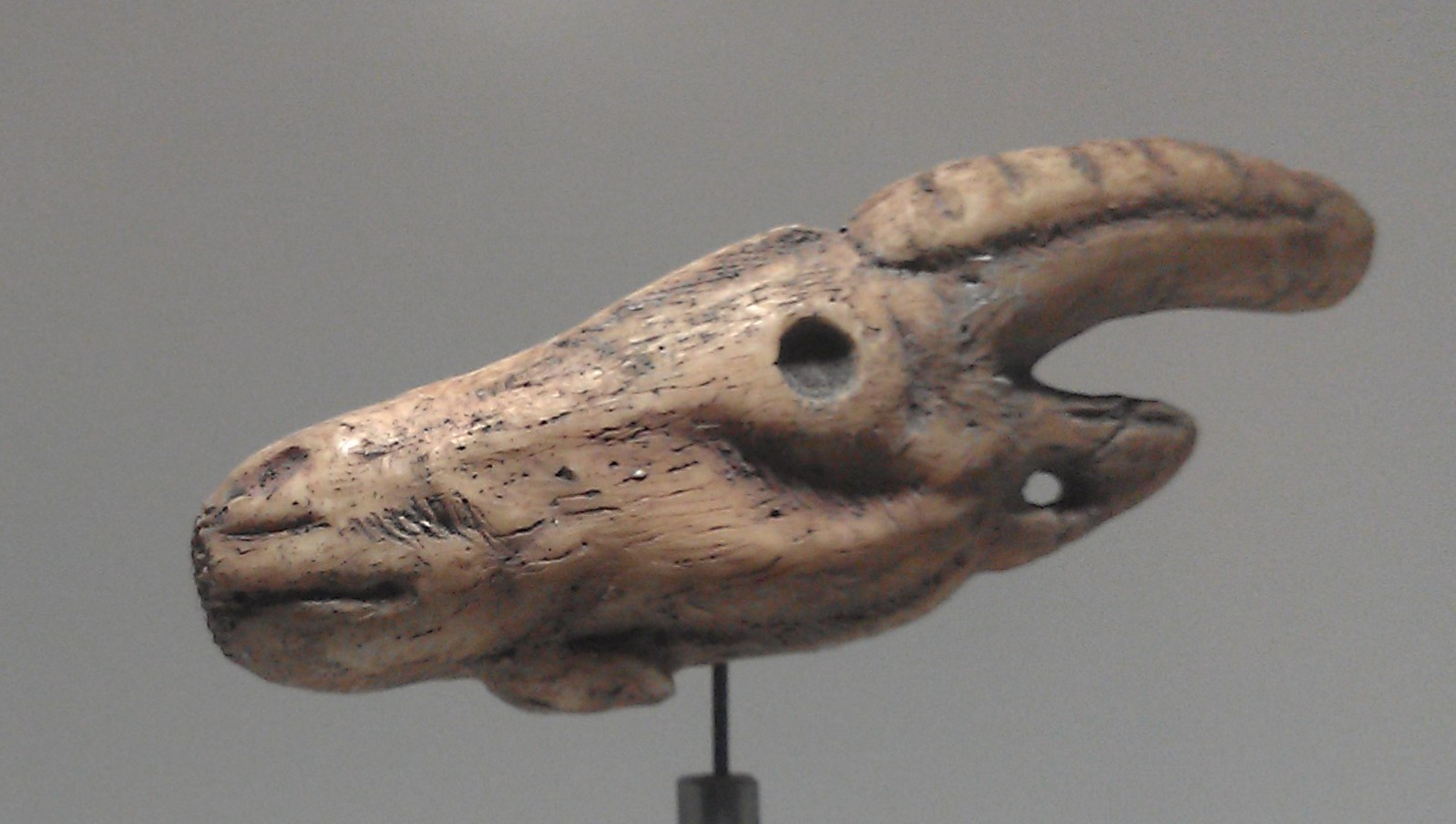
Bulto redondo en asta de ciervo, Cueva de Tito Bustillo (Ribadesella, actual Asturias)
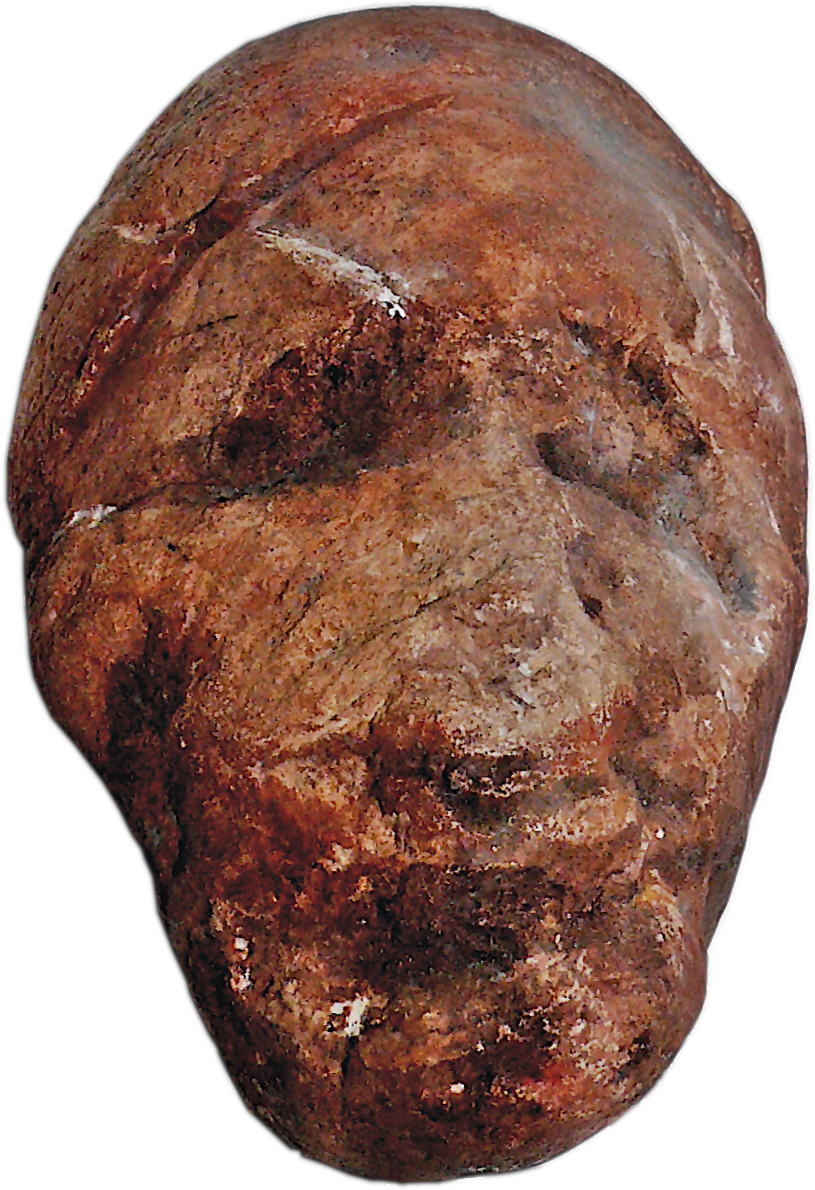
Bulto redondo en cuarcita, Abrigo de Entrefoces
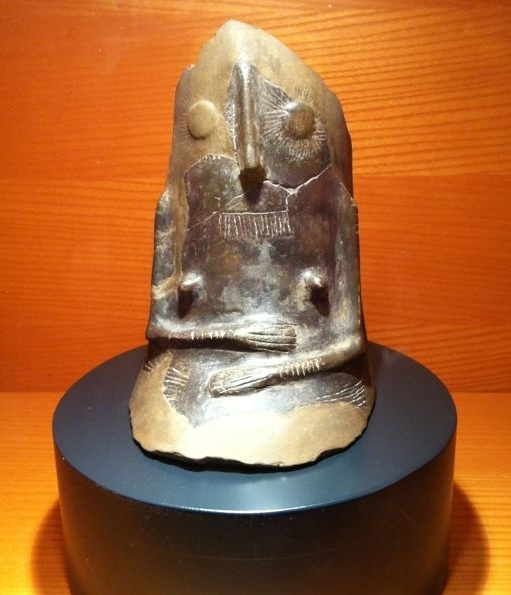
Venus de Gavá.

## Edad Antigua

### Escultura prerromana

#### Pueblos indígenas

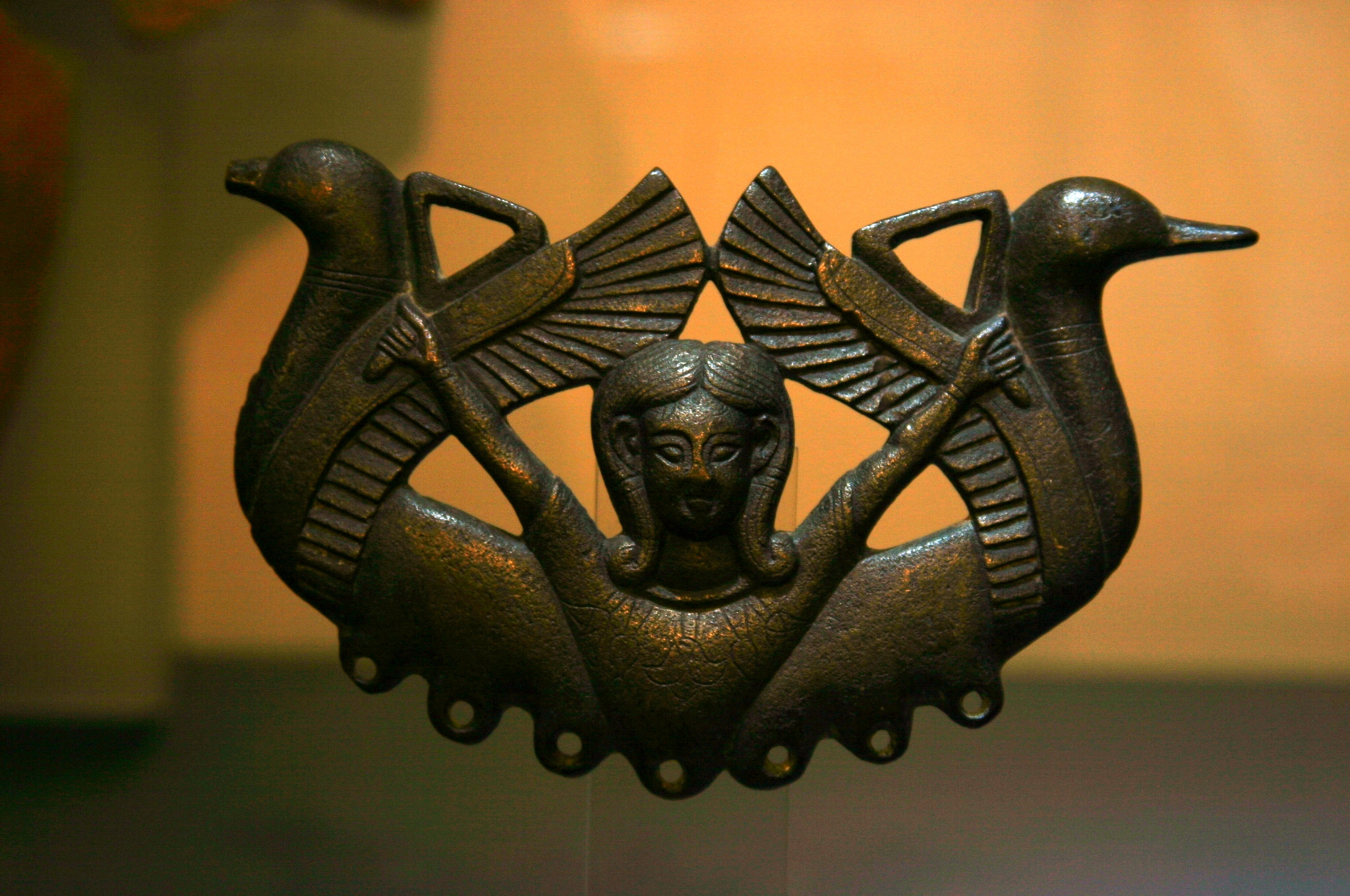
Bronce Carriazo, tartésico.

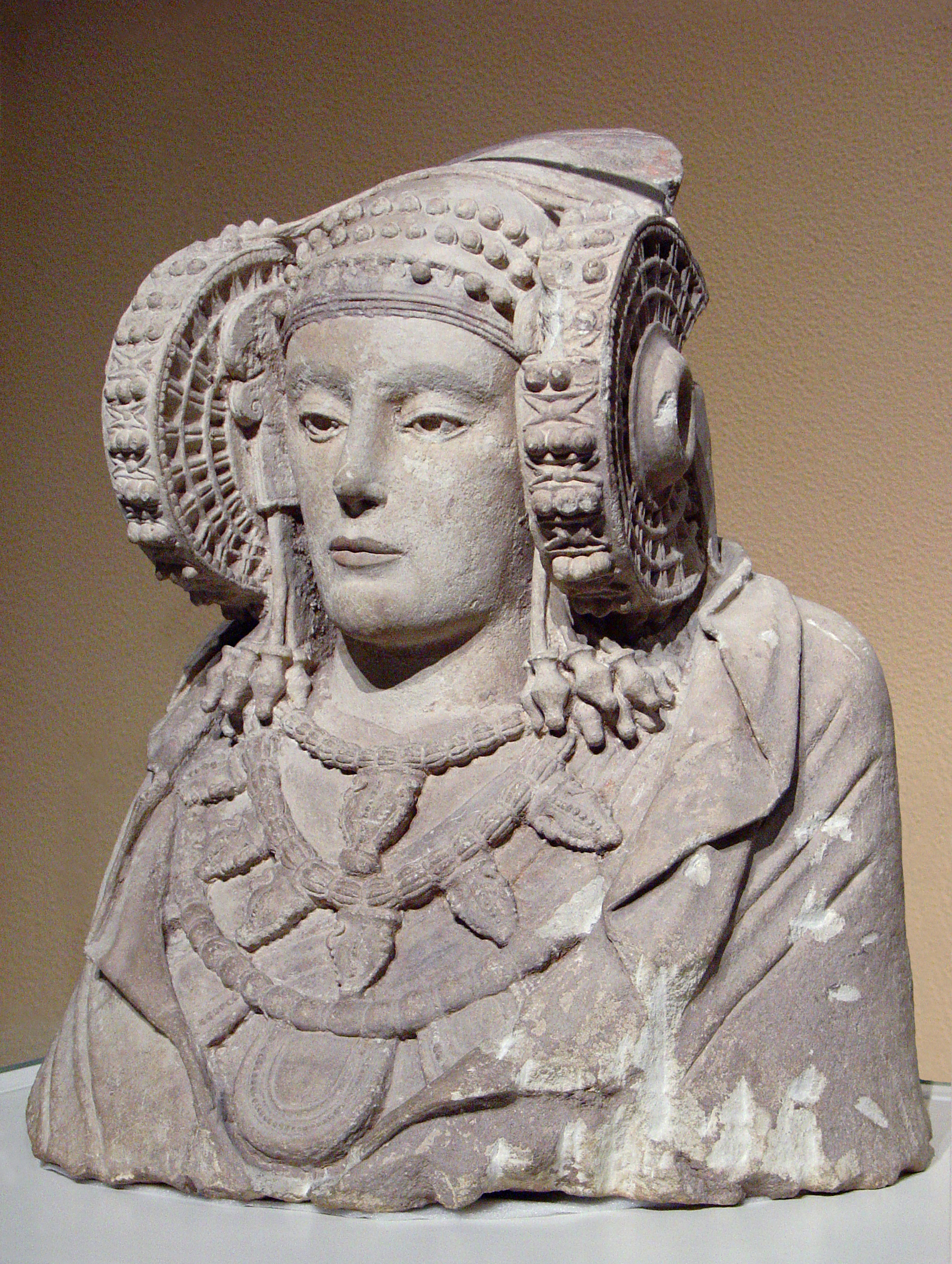
Dama de Elche.

Relacionadas con la escultura fenicia están las escasas pero refinadas muestras conservadas de la tartésica en el suroeste peninsular, que serían las más antiguas producciones escultóricas de una civilización protohistórica en España.
En el norte peninsular se han conservado los petroglifos galaico portugueses (de datación controvertida, pues derivan de una tradición mantenida en la zona desde época postpaleolítica) y las estelas cántabras.
La escultura celta de la zona centro-occidental está representada fundamentalmente por los verracos, figuras de animales que se asemejan a toros, protectores de la ganadería. Son característicos los Toros de Guisando (actual provincia de Ávila).
Más desarrollo tuvo la escultura entre los iberos, que además de tener también escultura animalista (Bicha de Balazote, Pozo Moro), tiene como piezas principales las llamadas "damas ibéricas", representaciones de diosas o sacerdotisas, ricamente ataviadas, como la célebre Dama de Elche o la Dama de Baza. Es dudosa la determinación de la influencia púnica en estas esculturas, del sureste peninsular, así como su cronología; mientras que no hay duda alguna del carácter púnico de las procedentes de las necrópolis cartaginesas en Ibiza.

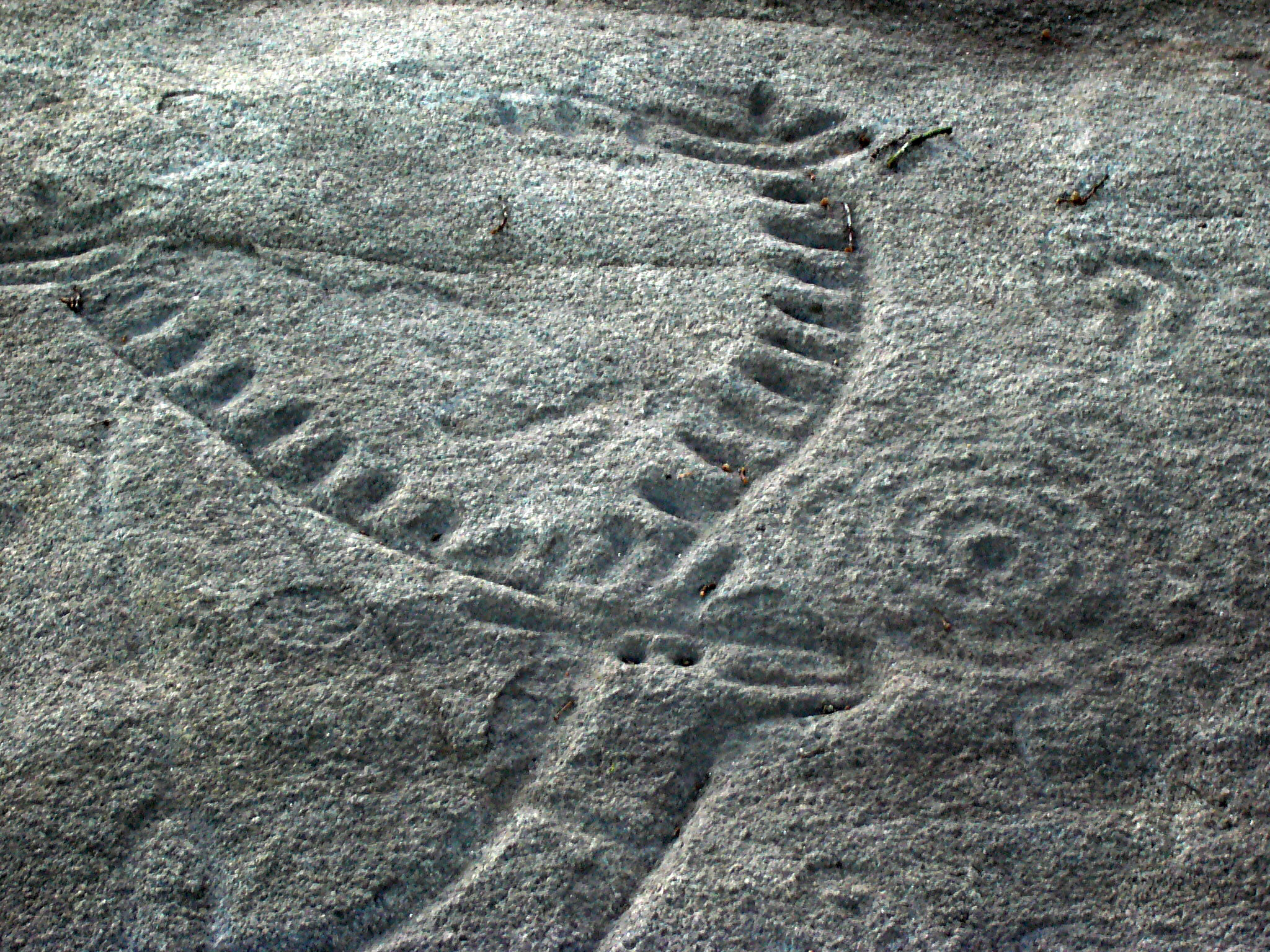
Ciervo de Laxe dos Carballos (Campo Lameiro).
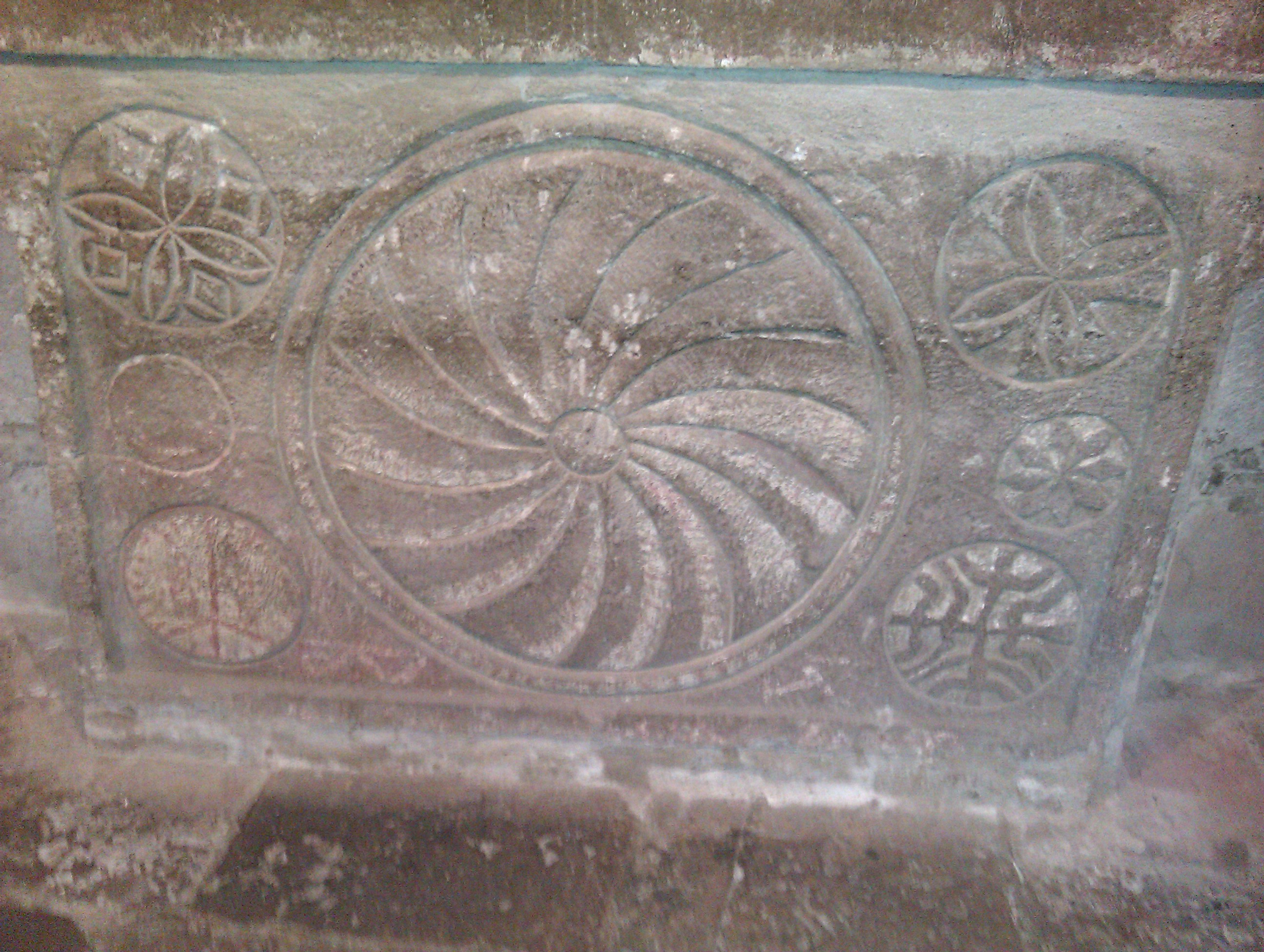
Estela cántabra reutilizada para un altar cristiano en la iglesia de Santa María de Lebeña.
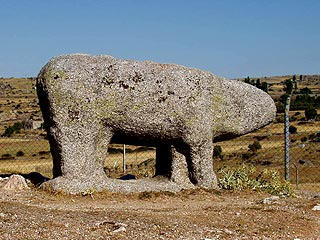
Verraco de Mingorría.
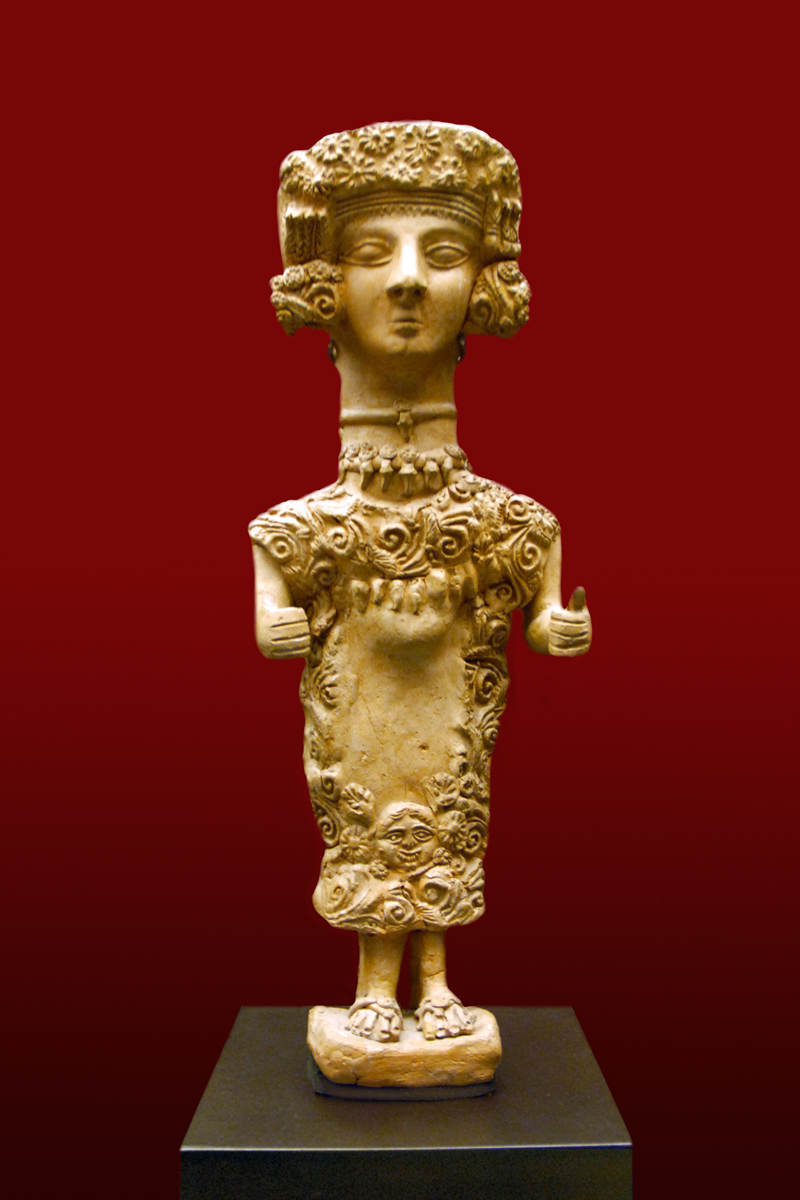
Dama de Ibiza.
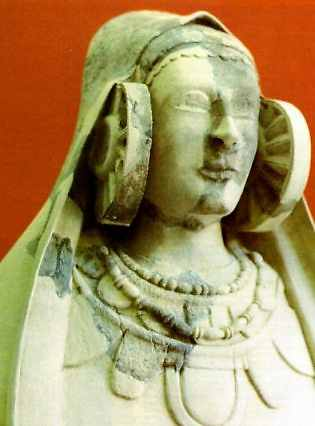
Dama de Guardamar o de Cabezo Lucero.
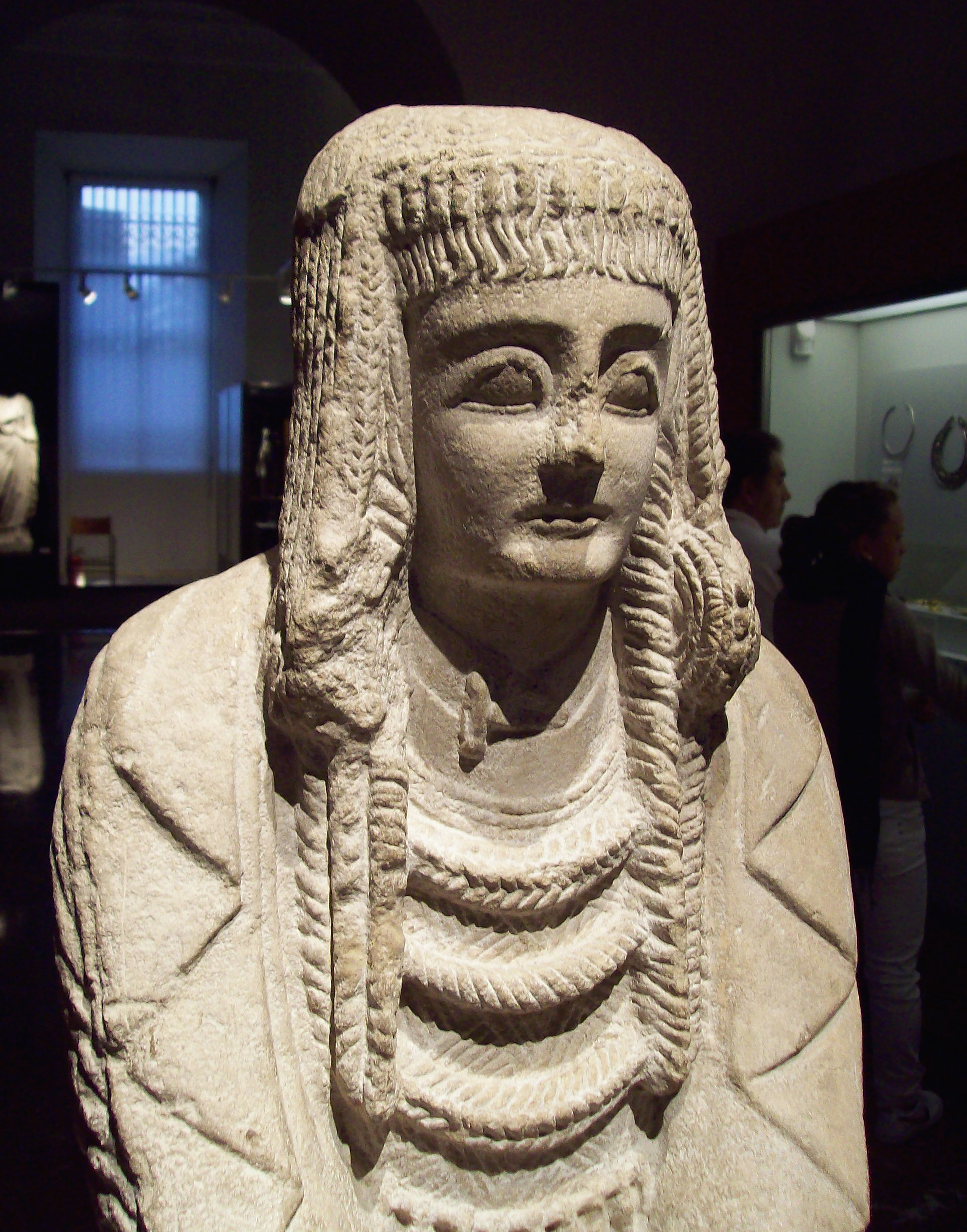
Gran Dama Oferente del Cerro de los Santos.
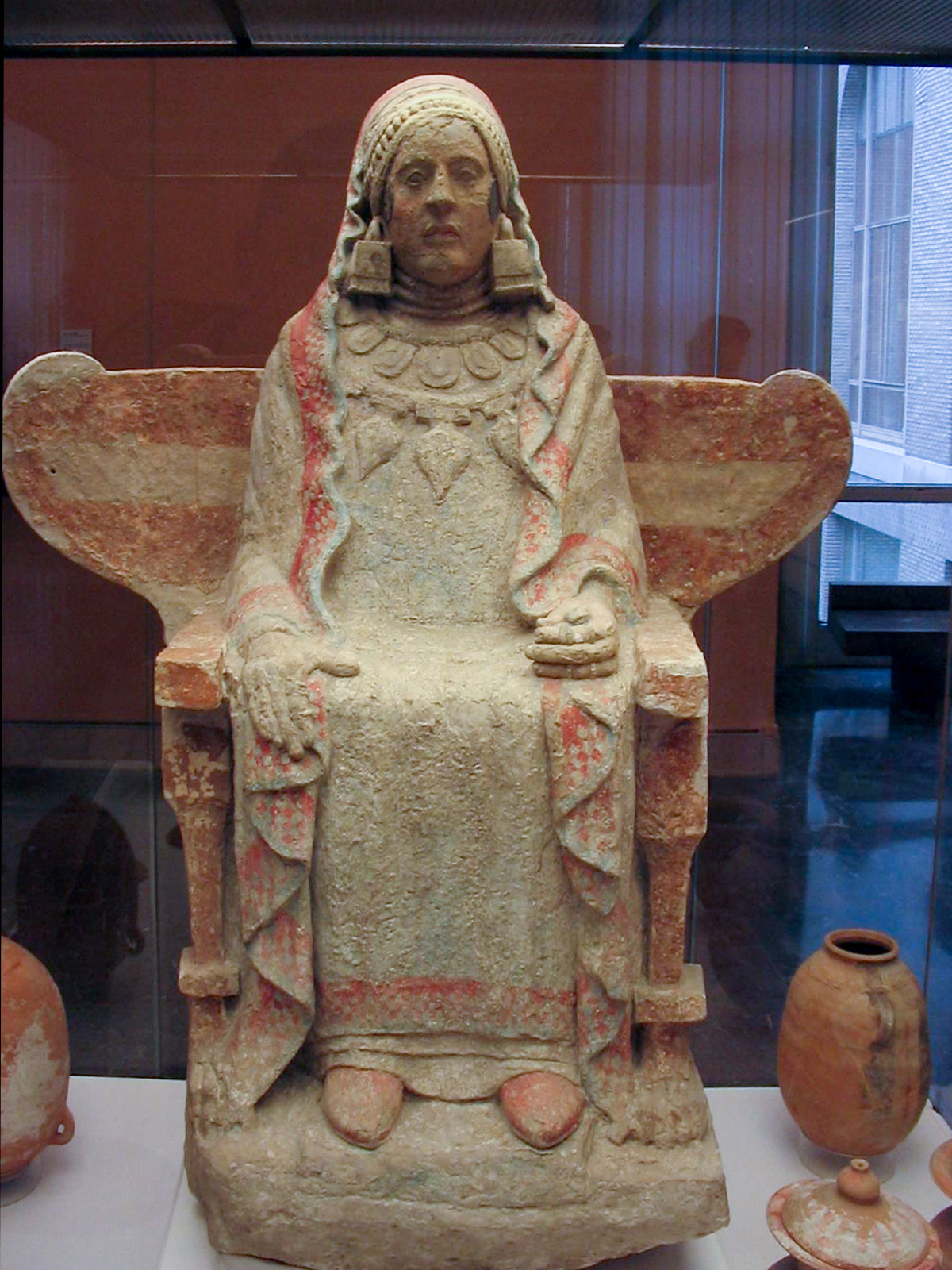
Dama de Baza.

#### Pueblos colonizadores

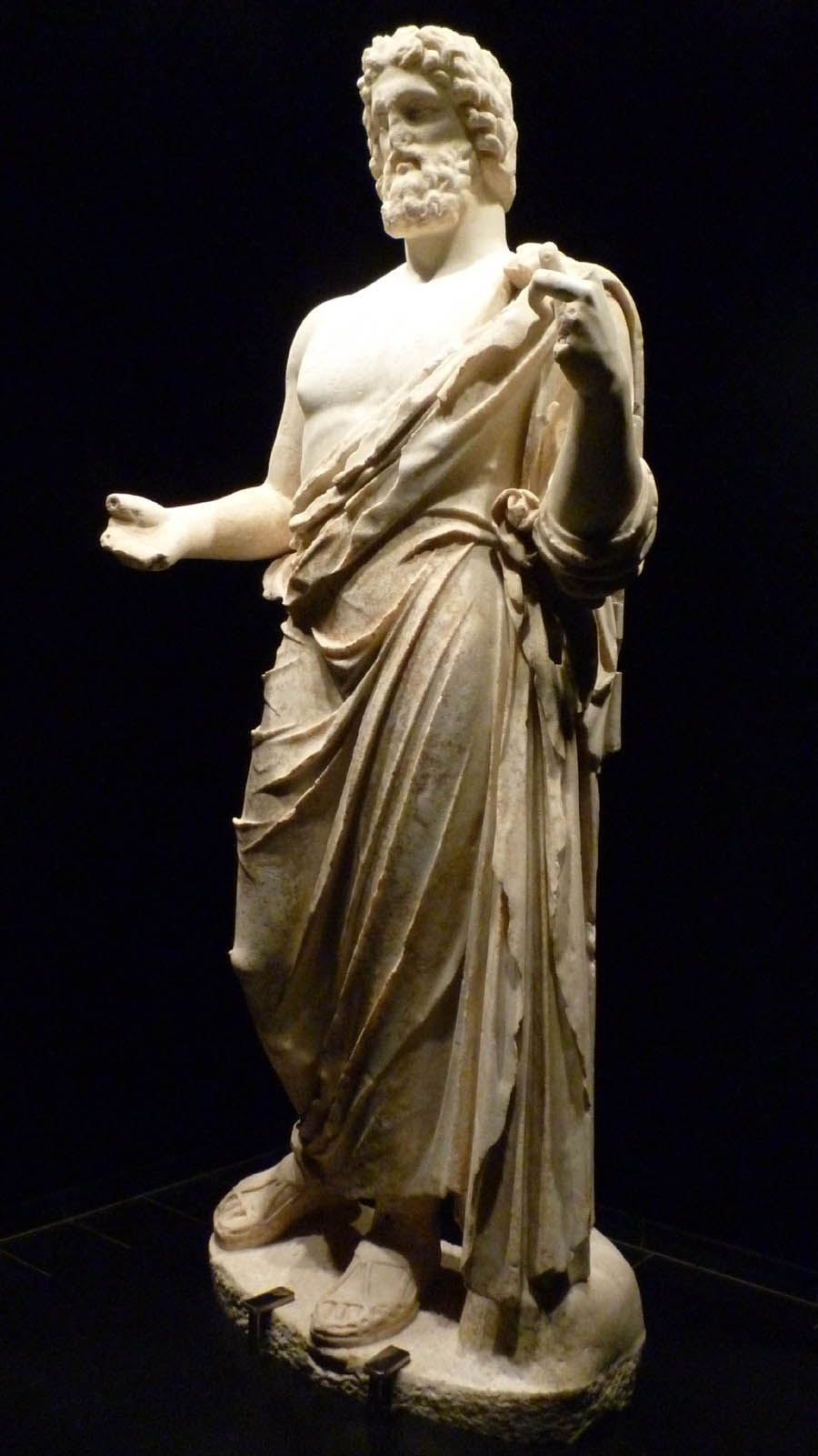
El Asclepios de Mérida, siglo III a. C., actualmente identificado como Serapis. Se le considera "la mejor escultura griega en piedra del Mediterráneo occidental, y la única de grandes proporciones encontrada en la Península Ibérica".
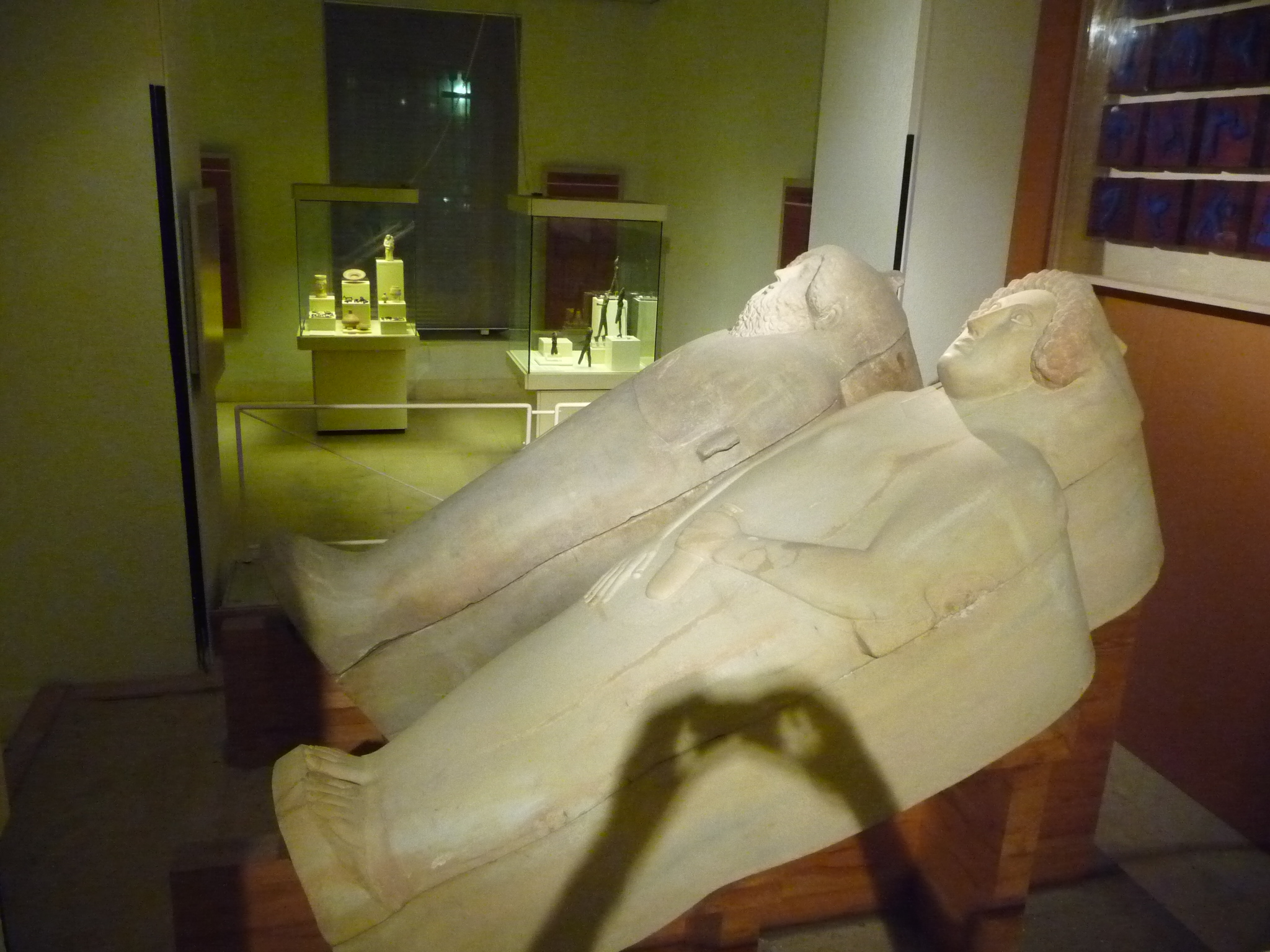
Sarcófagos antromorfos fenicios de Cádiz, siglo V a. C.; que solo tienen parangón en otros hallados en Palermo (Sicilia). No está establecido si son obra de un taller local o una importación del Mediterráneo Central u Oriental.

### Escultura romana

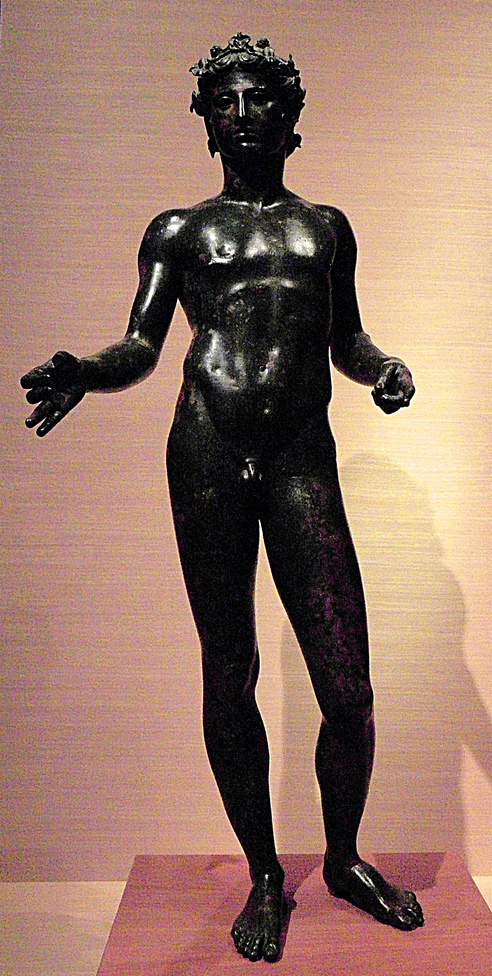
Efebo de Antequera, Posiblemente es una copia romana de un original griego de época clásica. Para Antonio García Bellido es la "pieza antigua más hermosa salida de suelo peninsular".

Durante los mejores tiempos de la dominación romana se tallaron en la Península notables imitaciones de las clásicas esculturas mitológicas de Grecia y Roma y acabados retratos de emperadores en busto y en estatua así como preciosos relieves en algunos sarcófagos y bellísimos entalles en piedras finas de joyería (especialmente, en la antigua Clunia de donde se han extraído gran cantidad) según lo demuestran los frecuentes hallazgos que figuran en diferentes Museos españoles. Sobresalen entre estas obras:
- la Diana Cazadora, el Vertumno y el Mercurio de Itálica.[17]
- la Ceres, las estatuas togadas y el Vaso de Baco, de ágata, de Mérida.[18]
- los bustos de Trajano, Adriano, Vero y Cómodo en Tarraco.[19]
- la estatua sedente de Adriano con hábito de Júpiter en Burgos.

.

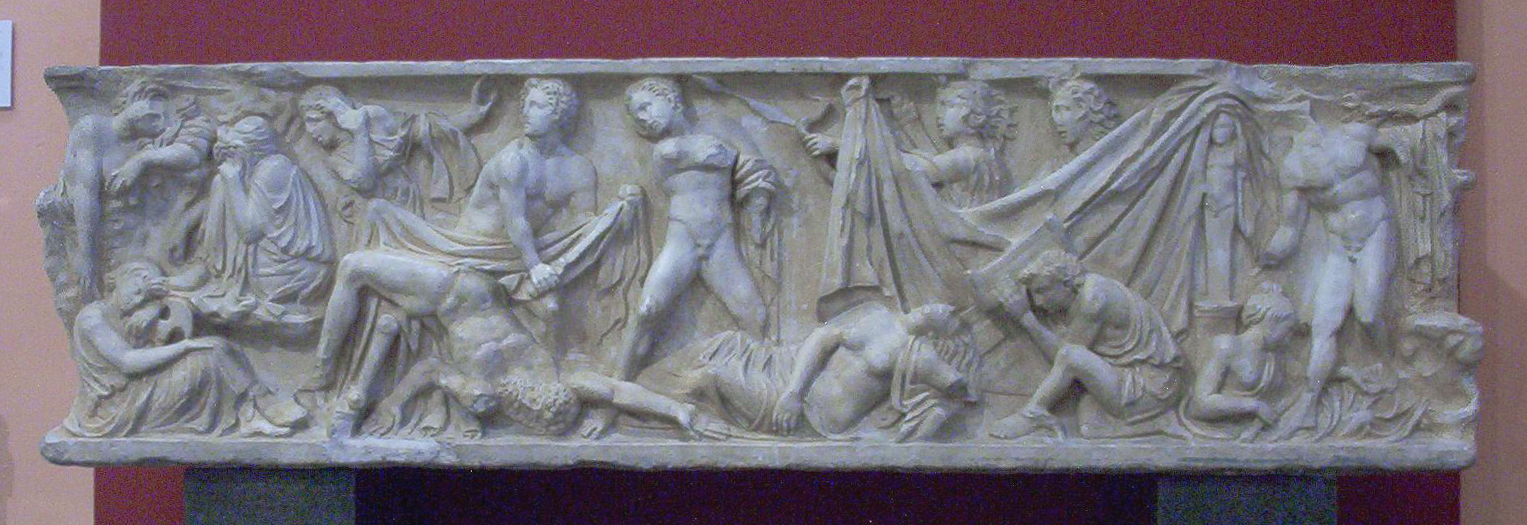
Sarcófago de la Orestíada de Husillos

Se han encontrado, además, en toda la Península numerosos idolillos de bronce y de barro cocido representando generalmente a Hércules y Mercurio con sus respectivos atributos y otros varios objetos de pura ornamentación escultórica.
El más notable sarcófago es el de Husillos (actual provincia de Palencia), con relieves mitológicos. El sarcófago de Covarrubias, que algunos han considerado como cristiano, es un bisomo de mármol de sabor pagano que puede remontarse al siglo III. En su frente lleva el retrato de los difuntos (dos cónyuges) en un clípeo central, flanqueado por curvas llamadas estrígiles; en los extremos de la misma cara se representan escenas pastoriles. Sirvió de sepulcro desde el siglo X a Sancha de Pamplona, mujer del conde Fernán González.

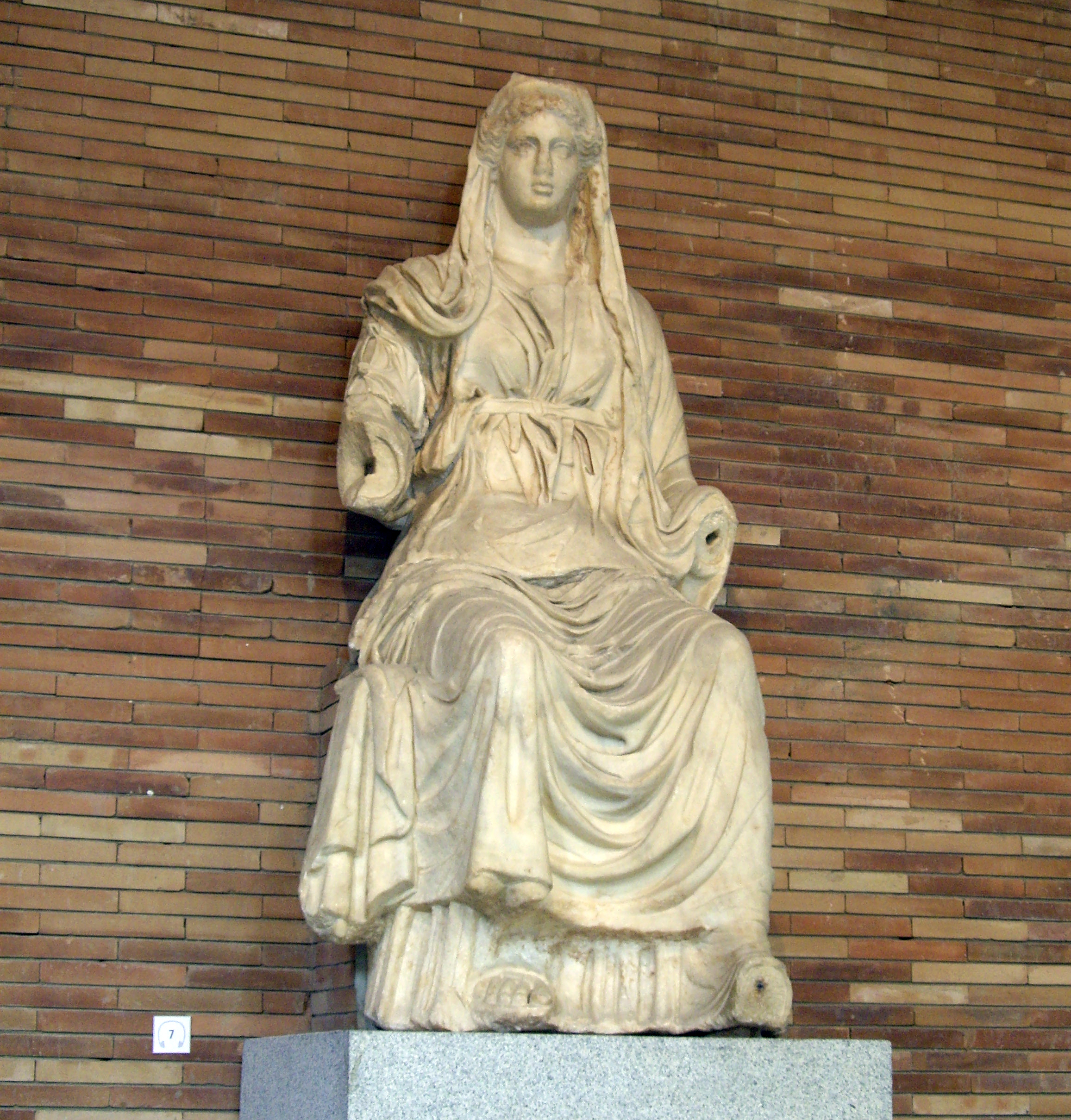
Diosa Ceres, siglo I d. C., Museo Nacional de Arte Romano, Mérida.
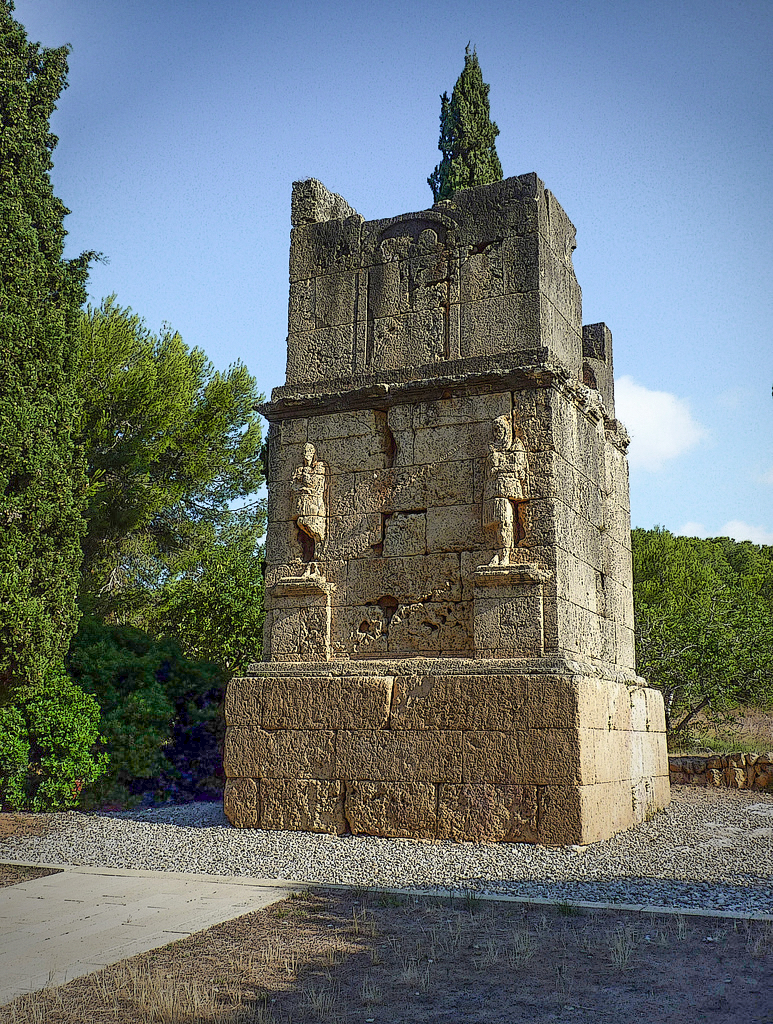
Torre de los Escipiones, Tarraco.
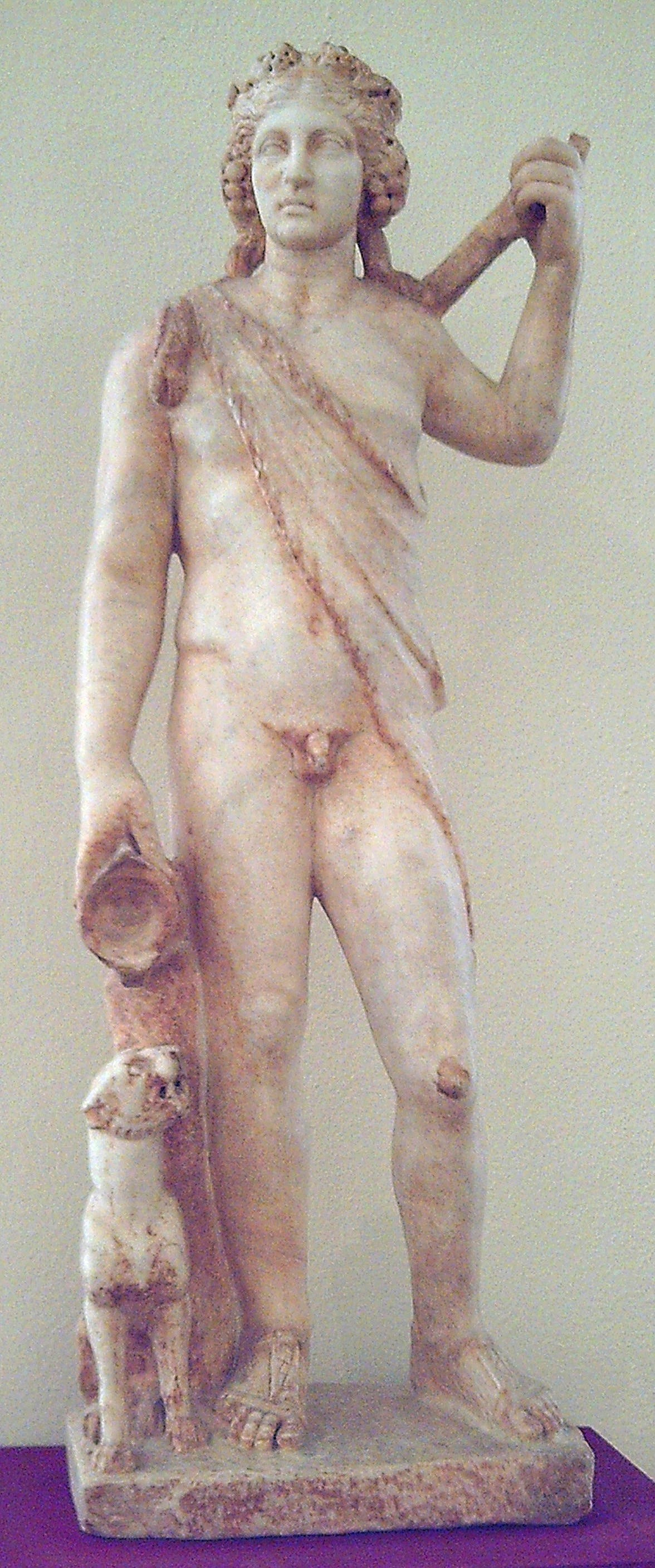
Baco de Aldaya.
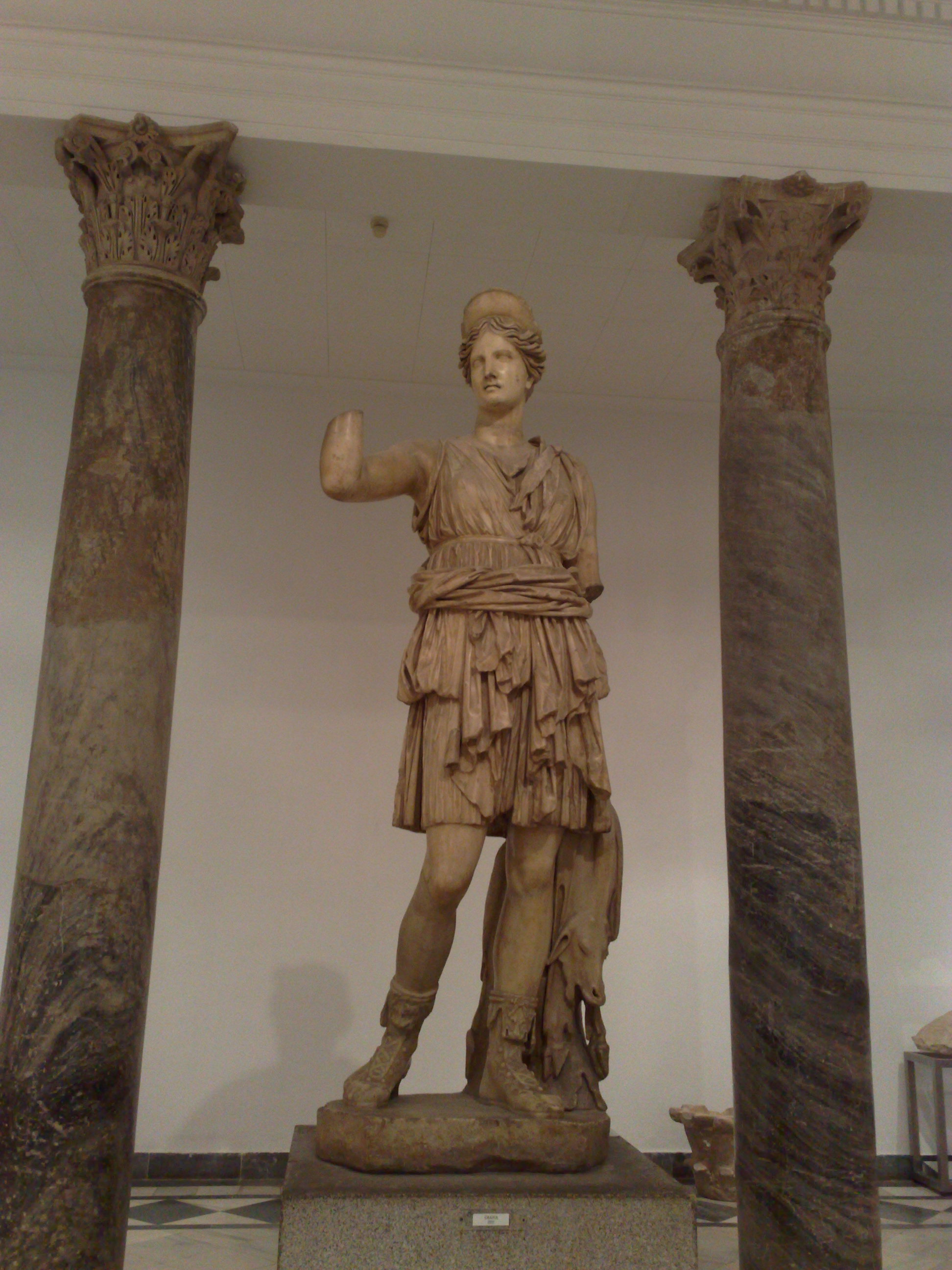
Diana cazadora, Itálica.
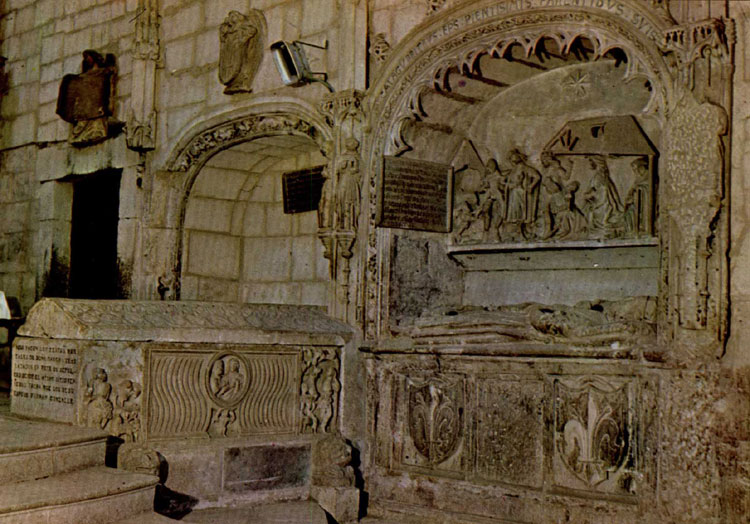
El sepulcro de Doña Sancha entre otros (medievales) de la Colegiata de Covarrubias.
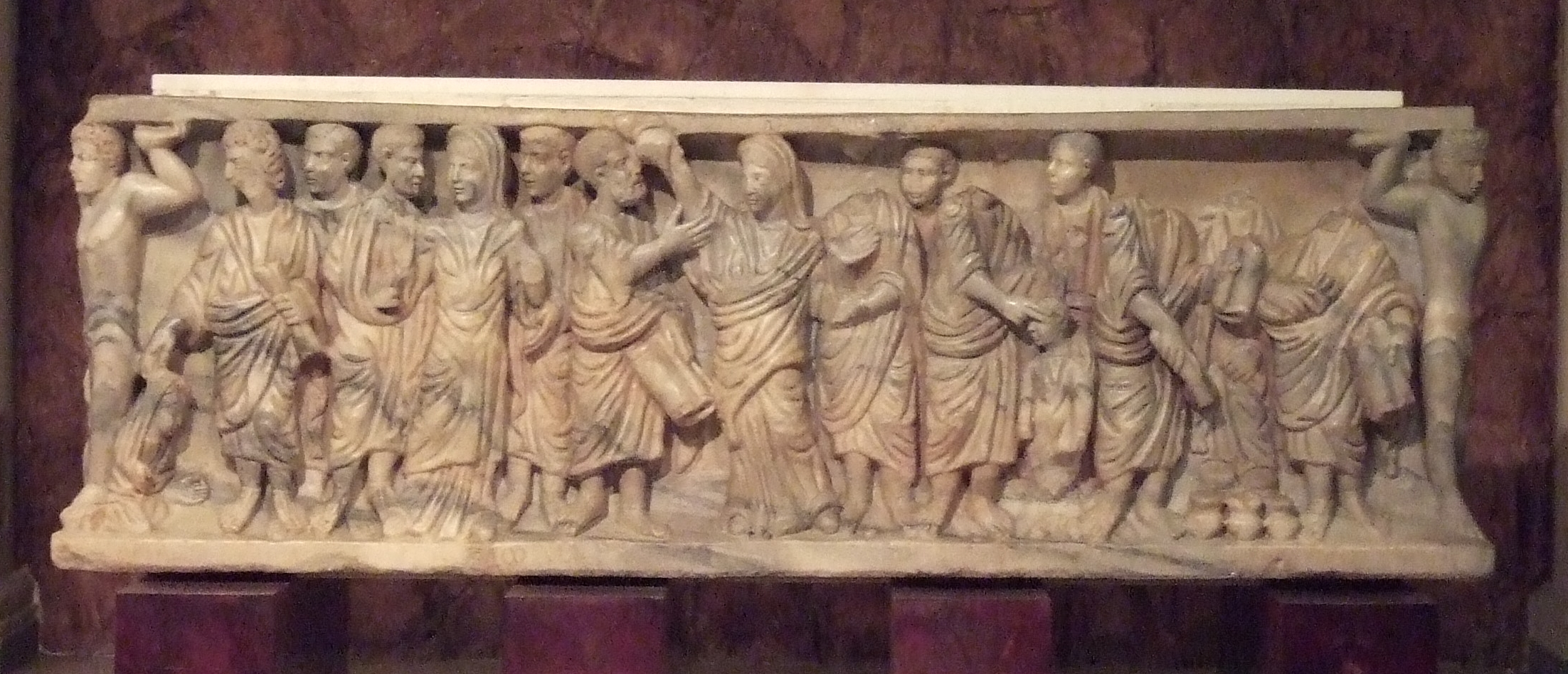
Sarcófago llamado Receptio animae o de la Asunción, 330-350.
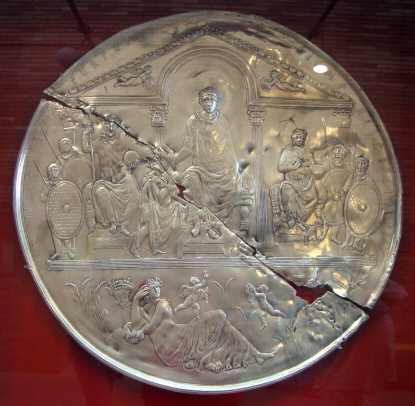
Disco de Teodosio, 388 o 393.

### Escultura paleocristiana
La escultura paleocristiana se halla especialmente representada por los sarcófagos, ricamente decorados muchos de ellos con estrígilos, escenas bíblicas y representaciones alegóricas. Destacan el de Leocadius en Tarragona y el de la iglesia basílica de Santa Engracia en Zaragoza. También se conservan algunas estatuas exentas, como varias con el tema del Buen Pastor, laudas sepulcrales y mosaicos que por su técnica y sentido del color siguen los modelos romanos.

## Edad Media

### Escultura prerrománica
Preliminares remotos de la escultura románica española fueron los relieves visigodos y los de las construcciones asturianas de tosca factura.

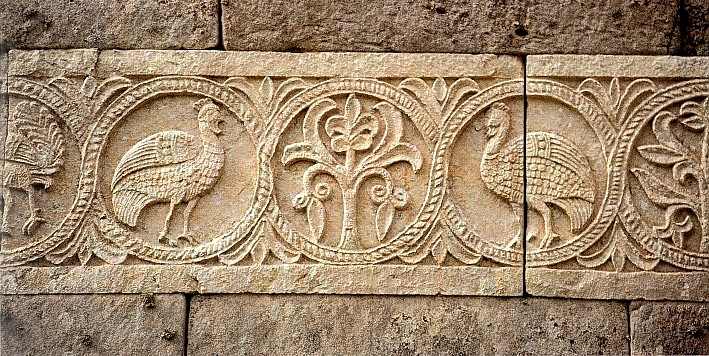
Relieve visigodo de la ermita de Santa María (Quintanilla de las Viñas)
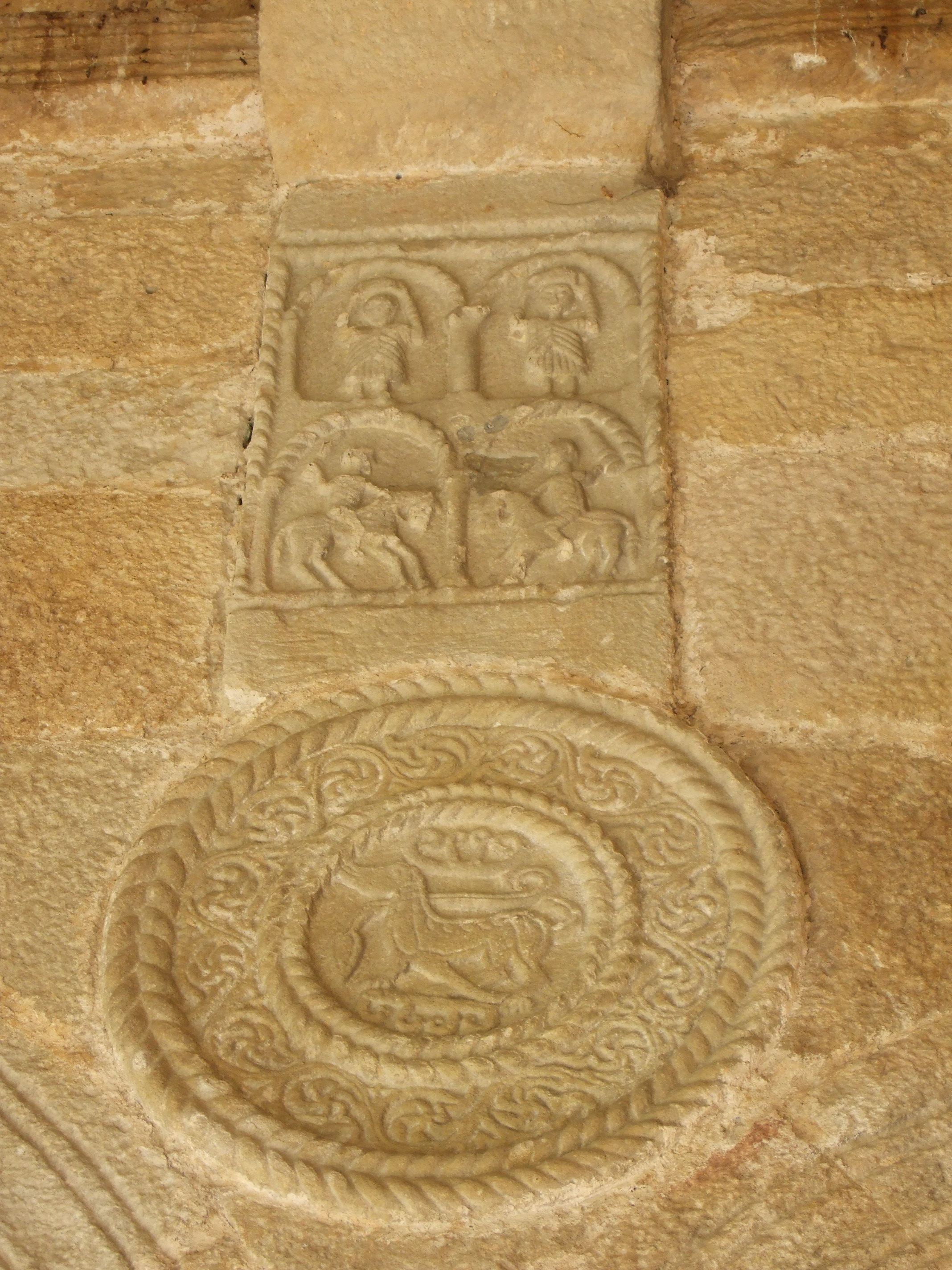
Relieve del interior de Santa María del Naranco
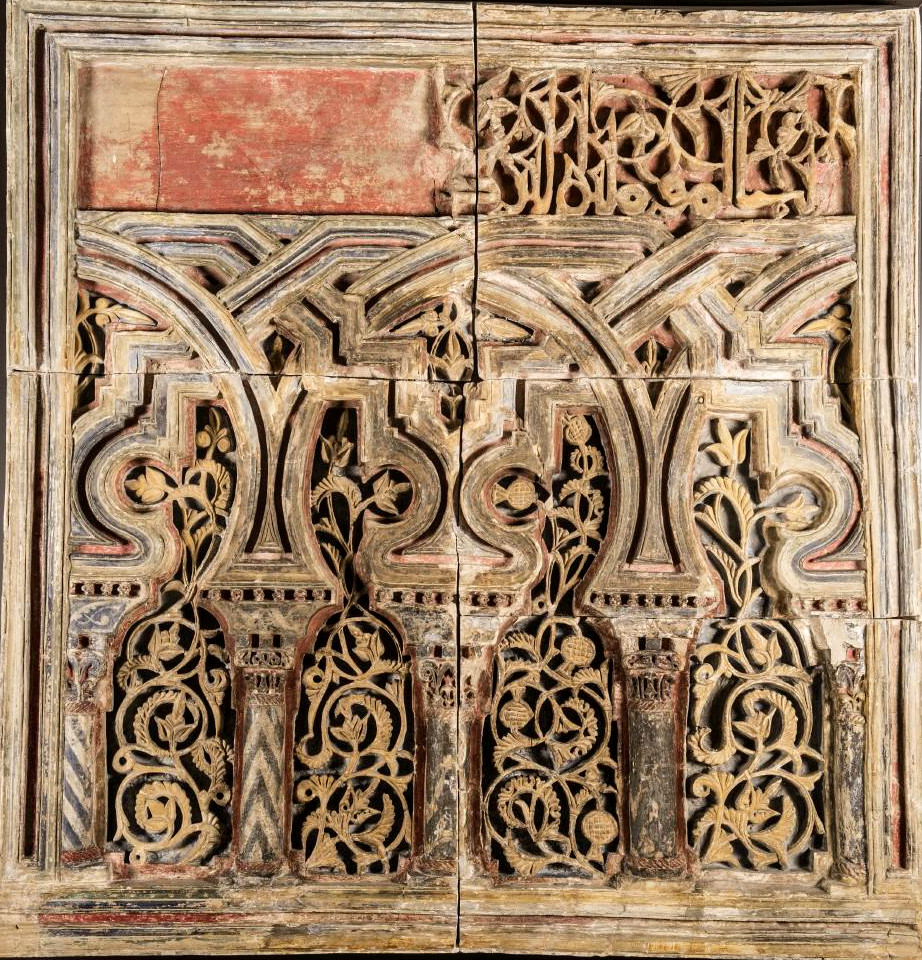
Friso del Salón Dorado del palacio de la Aljafería, arte taifa
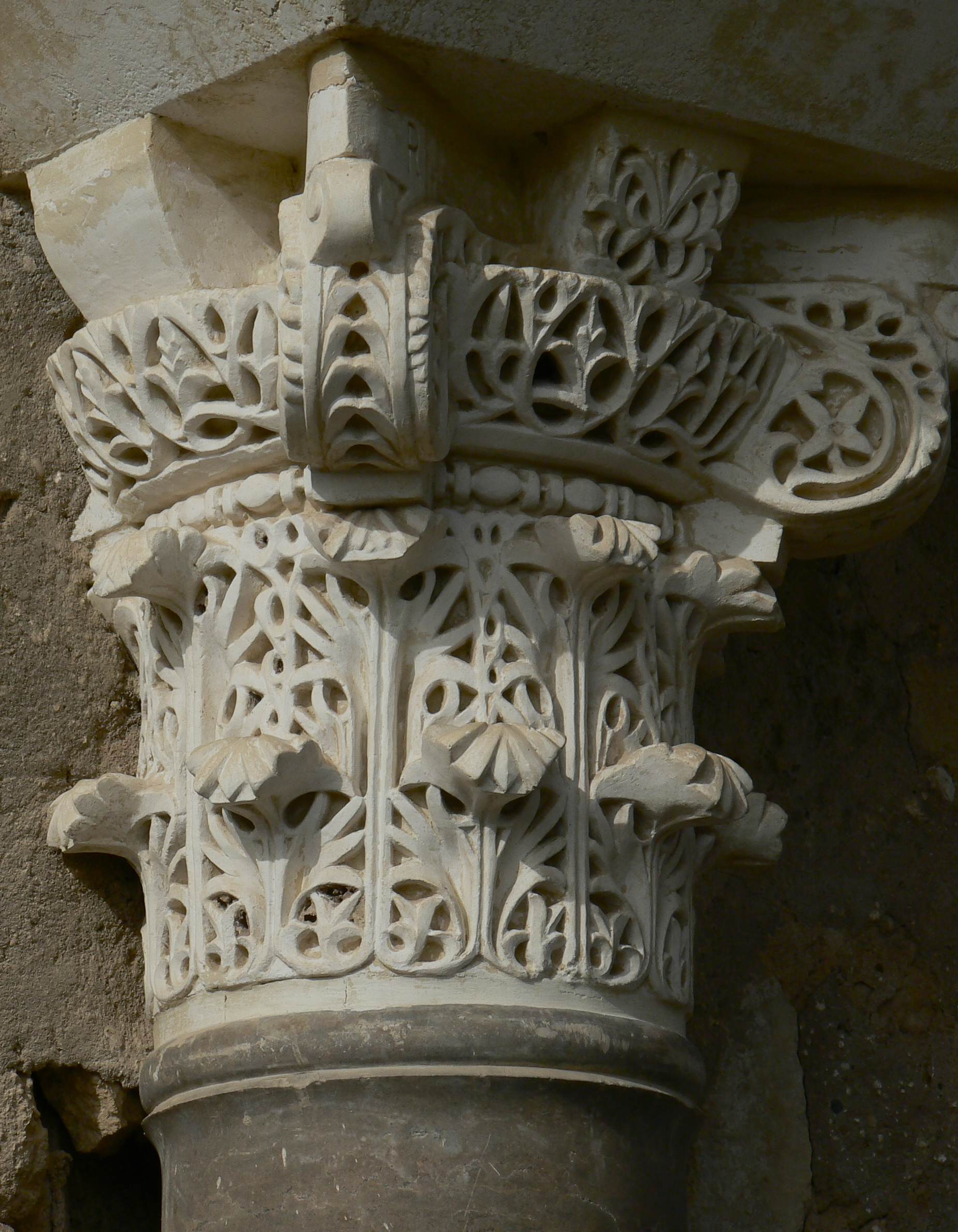
Capitel de Medina Azahara, arte califal

### Escultura andalusí

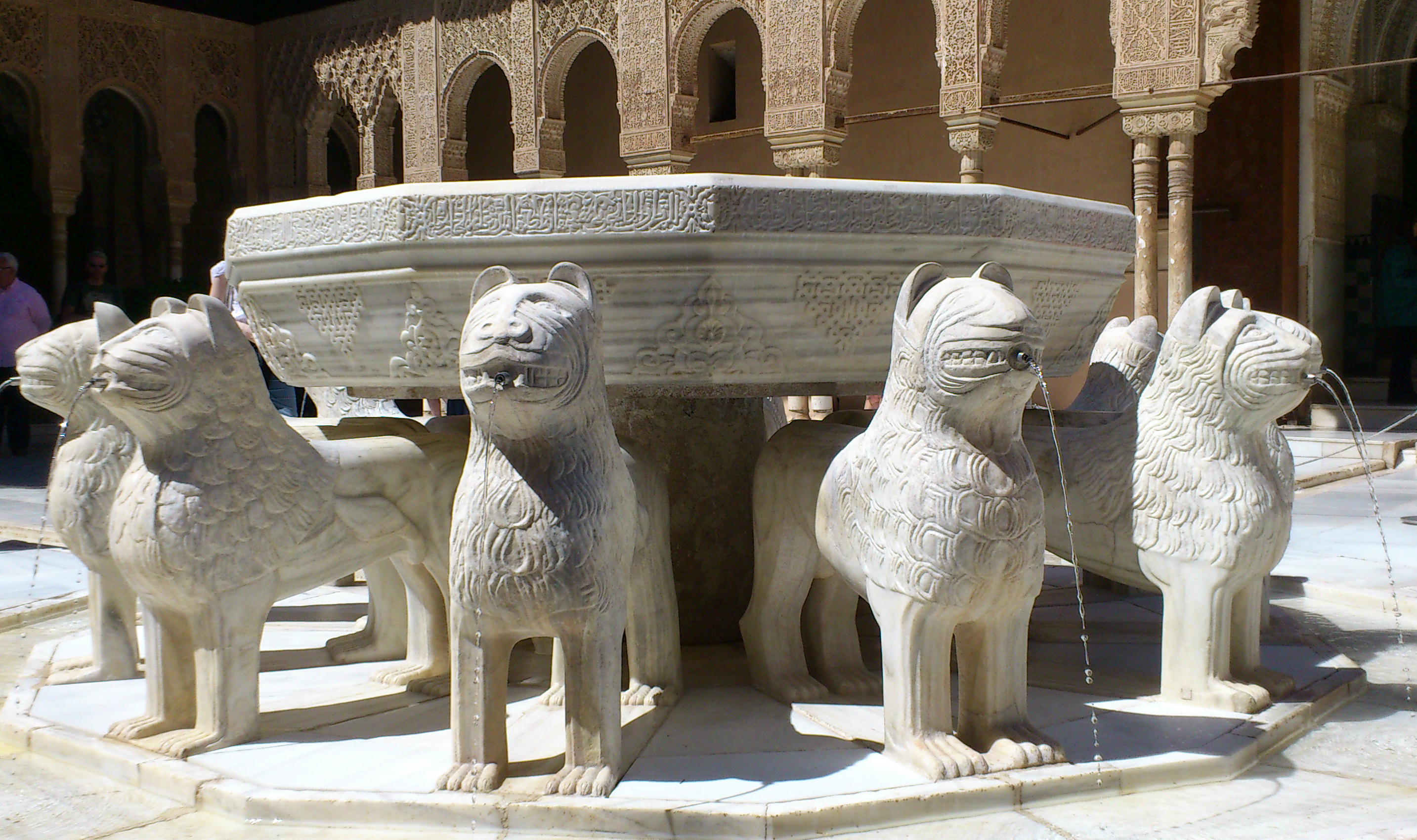
Fuente de los Leones en La Alhambra, arte nazarí.

La escultura andalusí tuvo un desarrollo muy limitado a causa del aniconismo islámico, pero aun así hay algunas producciones figurativas. Lo que sí está muy presente es la decoración geométrica o vegetal en frisos y relieves.

### Escultura románica
Las corrientes artísticas de todas las procedencias que invadieron España en los siglos de la Reconquista, sobre todo, en los siglos XI y XII dieron por resultado un espléndido florecimiento del arte escultórico. Pero tomó éste un carácter tan variado y ecléctico que es muy difícil distinguir en cada monumento las filiaciones o influencias a que debe su origen artístico y la parte que en él haya tenido la inventiva local. Por lo mismo, en vez de escuelas artísticas se puede hablar de grupos regionales. 
En general, se nota que las obras españolas de alguna importancia ofrecen una mayor tendencia al realismo o imitación de la naturaleza y al detalle individual que sus similares del extranjero, además del eclecticismo que forma su carácter. Y para evitar equivocaciones en la cronología de los monumentos, conviene tener presente que no era raro en aquella época labrar los capiteles y otros relieves de los edificios mucho tiempo después de la construcción de éstos durante la cual se dejaban con alguna frecuencia los capiteles simplemente desbastados para después trabajarlos con mayor calma. 

#### Cataluña

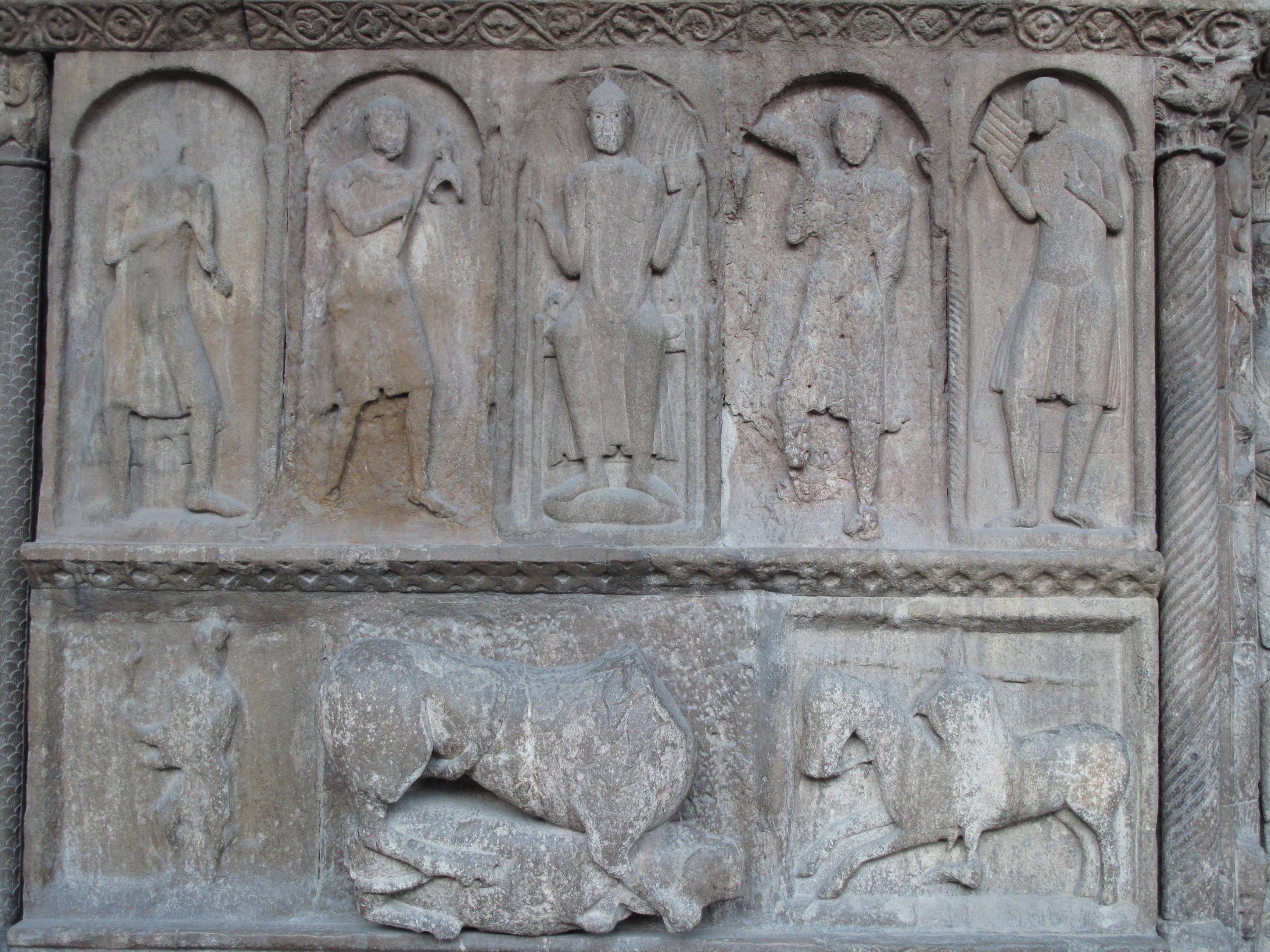
Detalle del pórtico de Ripoll.

En la región catalana, se observan visibles influencias de las escuelas de Toulouse y provenzal en las figuras que adornan los capiteles y en otros relieves de los claustros, sobre todo, en el de la catedral de Gerona y en el de San Cugat del Vallés. Pero no se descubren tales injerencias sino que más bien debe reconocerse un tipo excepcional, en la soberbia portada del monasterio de Ripoll, acaso de filiación lombarda. Este precioso monumento, que en su labor escultórica parece datar de finales del siglo XI a pesar de su relativa perfección o bien de la segunda mitad del siglo XII, presenta zonas horizontales de relieves figurando pasajes o episodios bíblicos en el paramento en que se abre el arco abocinado de la puerta, el cual, a su vez ostenta variados relieves y se apea en columnillas ornamentadas y en sendas estatuas-columnas. De principios del siglo XIII son ya las labores románicas del claustro catedralicio de Tarragona y las de la catedral vieja de Lérida (continuadas a lo largo del mencionado siglo) ambos monumentos de tipo ecléctico sin exclusión de influencias musulmanas.

Friso en el claustro de la catedral de Gerona.Friso en el claustro de la catedral de Gerona.
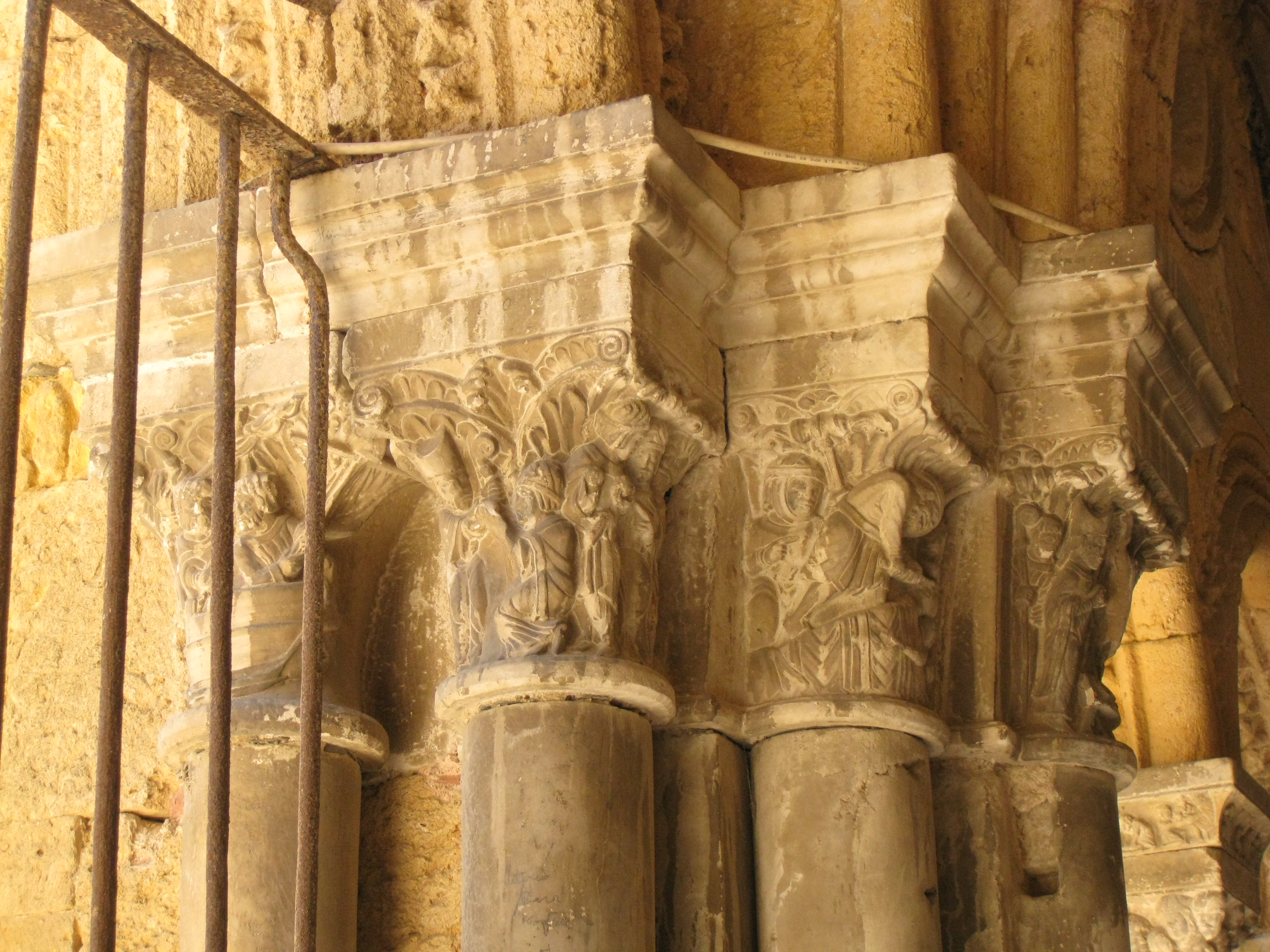
Capiteles del claustro de la catedral de Tarragona.
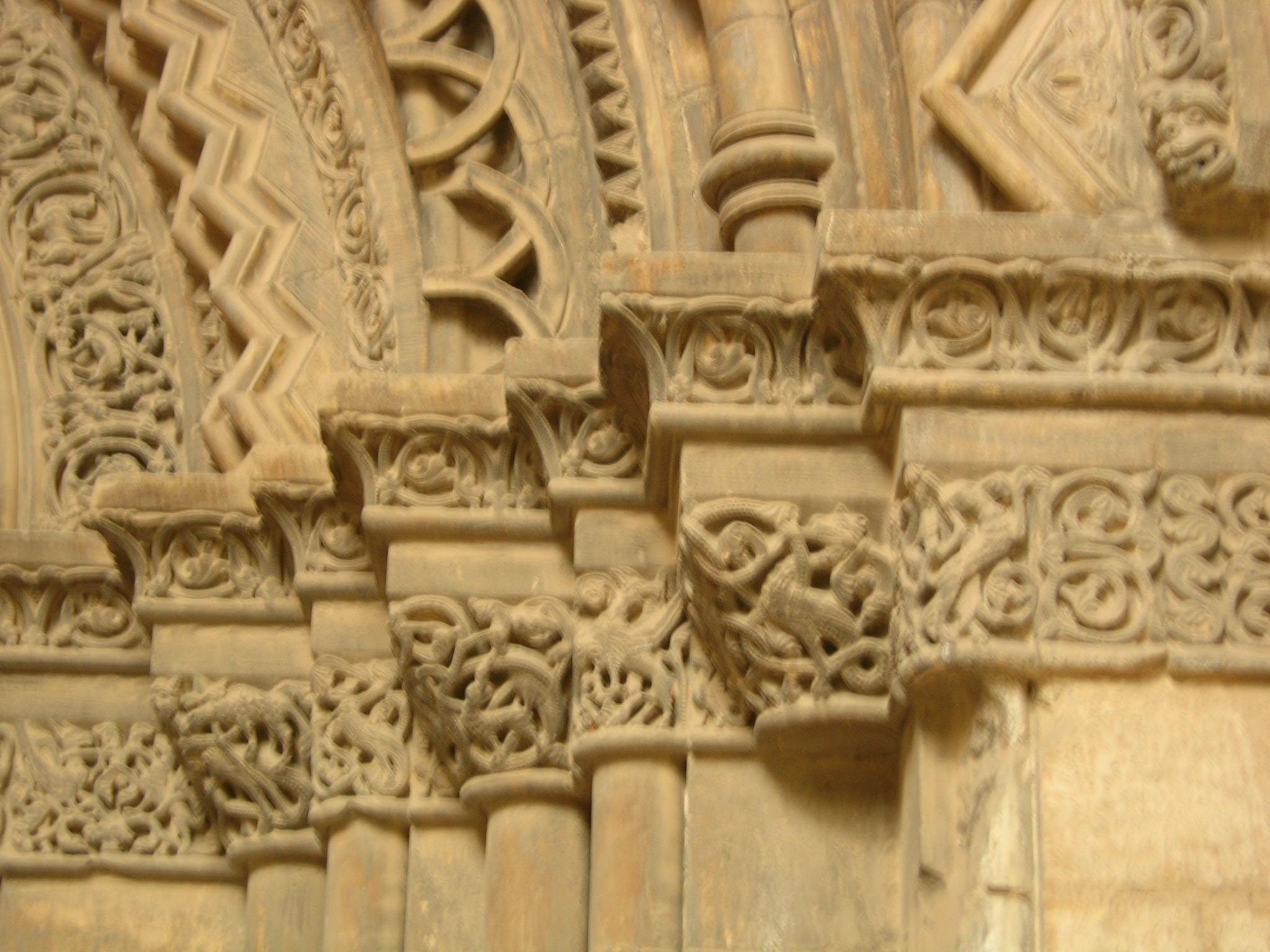
Detalle del pórtico del claustro de la catedral vieja de Lérida.

#### Aragón
La catedral de Jaca (siglos XI-XII), con su rica y compleja iconografía, marcó el despertar de la escultura románica aragonesa y aun conserva un rico muestrario de escultura en capiteles y ménsulas.  Grabado sobre el tímpano de la puerta principal es un bajorrelieve que está presidido por un crismón y flanqueado por dos leones en cuyas garras aparecen sendas figuras humanas. Se trata de una pieza románica excepcional por la calidad de la escultura, sus grandes dimensiones y, ante todo, por su significado iconográfico que, en este caso, está reforzado por textos latinos que figuran en el crismón, en cada uno de los leones y en el dintel. El crismón será un elemento característico del románico de la zona. 
Destaca, por su buen sentido de la composición y esmerada talla, el Maestro del Sárcofago de doña Sancha, de posible origen italiano, cuyo estilo se aprecia en dos capiteles del antiguo claustro de Jaca, o en la Anunciación de la iglesia de Santa María (Santa Cruz de la Serós). Del maestro Esteban, se conservan  hermosos capiteles historiados en la cripta de la iglesia de san Esteban en Sos del Rey Católico.
En la región también sobresalen los claustros de los monasterios de San Juan de la Peña y de San Pedro el Viejo, ambos del siglo XII, con  esculturas en sus capiteles, muy vigorosas pero de tosca ejecución y con alguna influencia de la escuela de Toulouse. En el claustro de San Pedro el Viejo, con galerías de arcos de medio punto y columnas dobles, hay 38 elaborados capiteles, de los que 18 son originales y los veinte restantes son reproducciones que sustituyeron a los originales deteriorados con motivo de la restauración realizada a finales del siglo XIX; una parte de los sustituidos se muestra en el museo de Huesca. Los capiteles se atribuyen al maestro de San Juan de la Peña y representan la vida de Jesús, así como escenas de carácter alegórico e histórico. 
Se puede apreciar una insólita iconografía en varios capiteles del claustro de la colegiata de Alquézar: una Trinidad tricéfala creando a Adán, un Dios alado, o el sacrificio de Isaac, con claras reminiscencias del arte irlandés y carolingio.
En el siglo XII, el llamado Maestro de San Juan de la Peña (conocido también como maestro de Agüero), aunque con estilo algo arcaico, muestra su interés por el realismo en un rico repertorio bíblico de Epifanías, composiciones de danzantes, músicos, y animales fantásticos, de marcada influencia castellana septentrional.
En la comarca de las Cinco Villas (al norte de la actual provincia de Zaragoza) son evidentes los recuerdos de las escuelas de Borgoña y de Poitou en algunas portadas de iglesias parroquiales del siglo XII y principios del siglo XIII como la de Santa María de Uncastillo. En palabras de Huizinga, es en Uncastillo donde el románico aragonés expresará «una euforia carnavalesca, un llanto y crujir de dientes».
- Esculturas románicas de Aragón
- Capitel del claustro de la colegiata de Alquézar. Trinidad tricéfala
- Colegiata de Alquézar. Sacrificio de Isaac
- San Juan de la Peña. Entrada en Jerusalén
- La Catedral de Jaca. Historia de San Sixto
- Detalle de la portada de la  iglesia de Santa María la Mayor (Uncastillo)

- Crismones románicas de Aragón
- Tímpano con crismón en el monasterio de San Pedro el Viejo, en Huesca
- Tímpano en el portal oeste de la iglesia de Santa María (Santa Cruz de la Serós), mostrando chrismón y leones
- Tímpano con crismón en la catedral de Jaca

#### Navarra

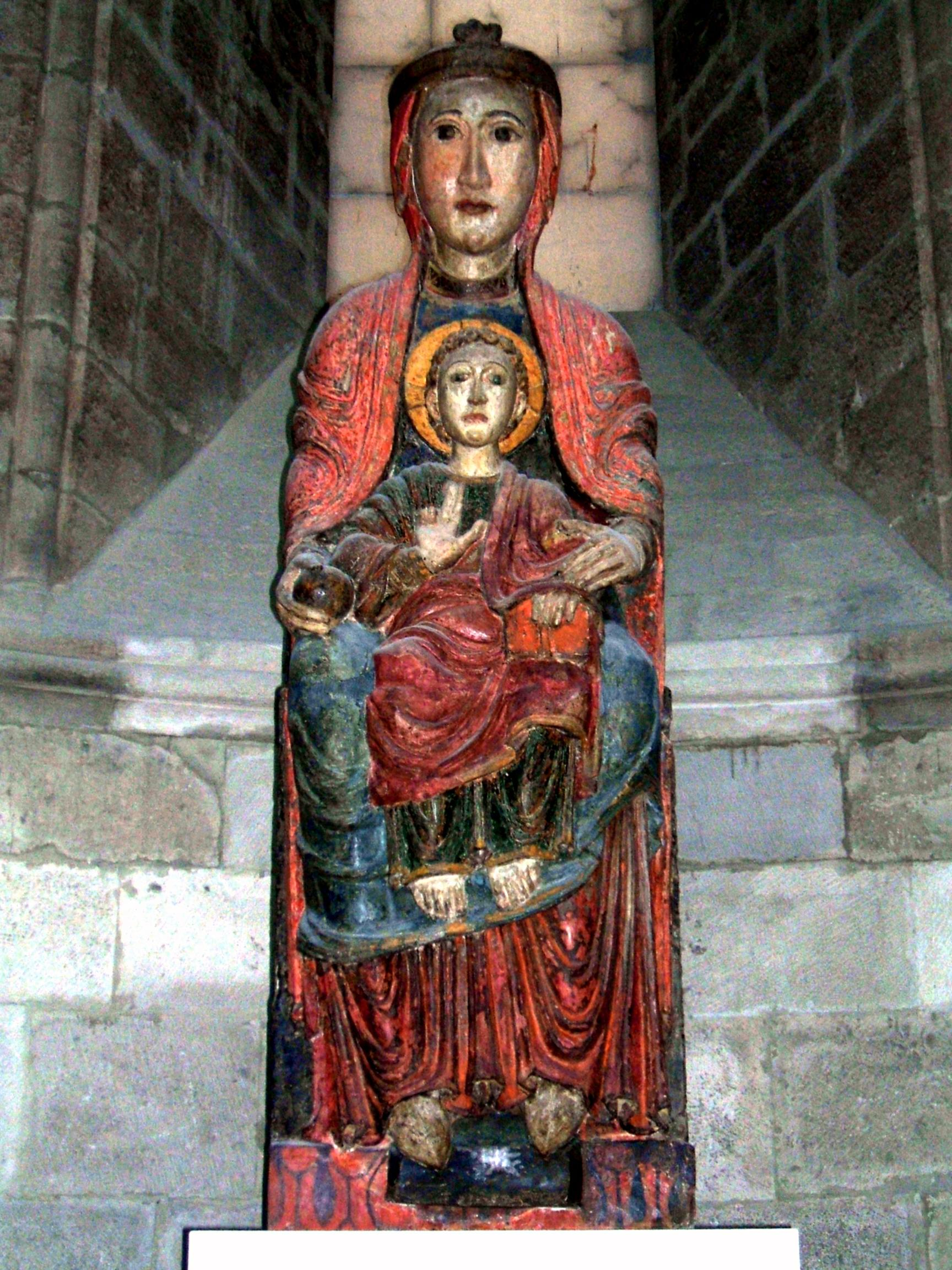
Virgen Blanca de la catedral de Tudela,.

La región de Navarra se vio poderosamente influida por el arte de los benedictinos franceses, tosco en el siglo XI y primera mitad del XII, como lo manifiestan el pórtico de Gazólaz y algunas obras de los monasterios de Leyre e Irache. Pero muy espléndido en lo restante del último siglo y en el siguiente, como lo prueban algunas ricas portadas que denuncian la influencia de la escuela de Saintonge y la de Borgoña. Se atribuye a los monjes cluniacenses el florecimiento escultórico de Navarra y se observa la oposición artística entre ellos y los cistercienses tan sobrios en ornamentación figurada, siendo el monasterio de Leyre (que pasó por alternativas de dominio de unos a otros) el que resume todas las vicisitudes del arte plástico en Navarra desde el siglo IX hasta el XIII inclusive. Los relieves de la magnífica portada de la catedral de Tudela labrados en la primera mitad del siglo XIII, pueden considerarse ya como góticos, aunque de sabor arcaico.

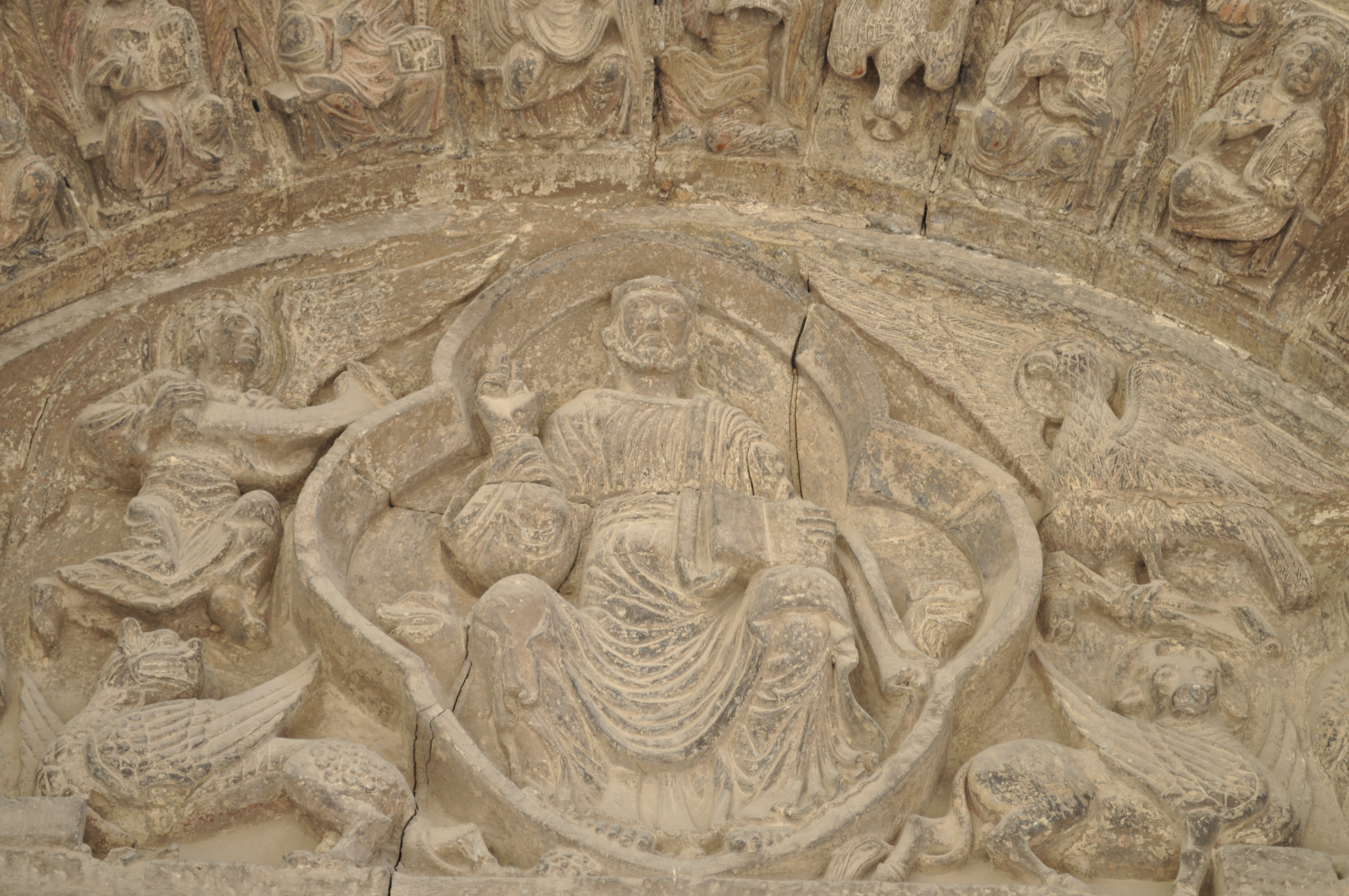
Tímpano del pórtico de la iglesia de Santa María Magdalena (Tudela)
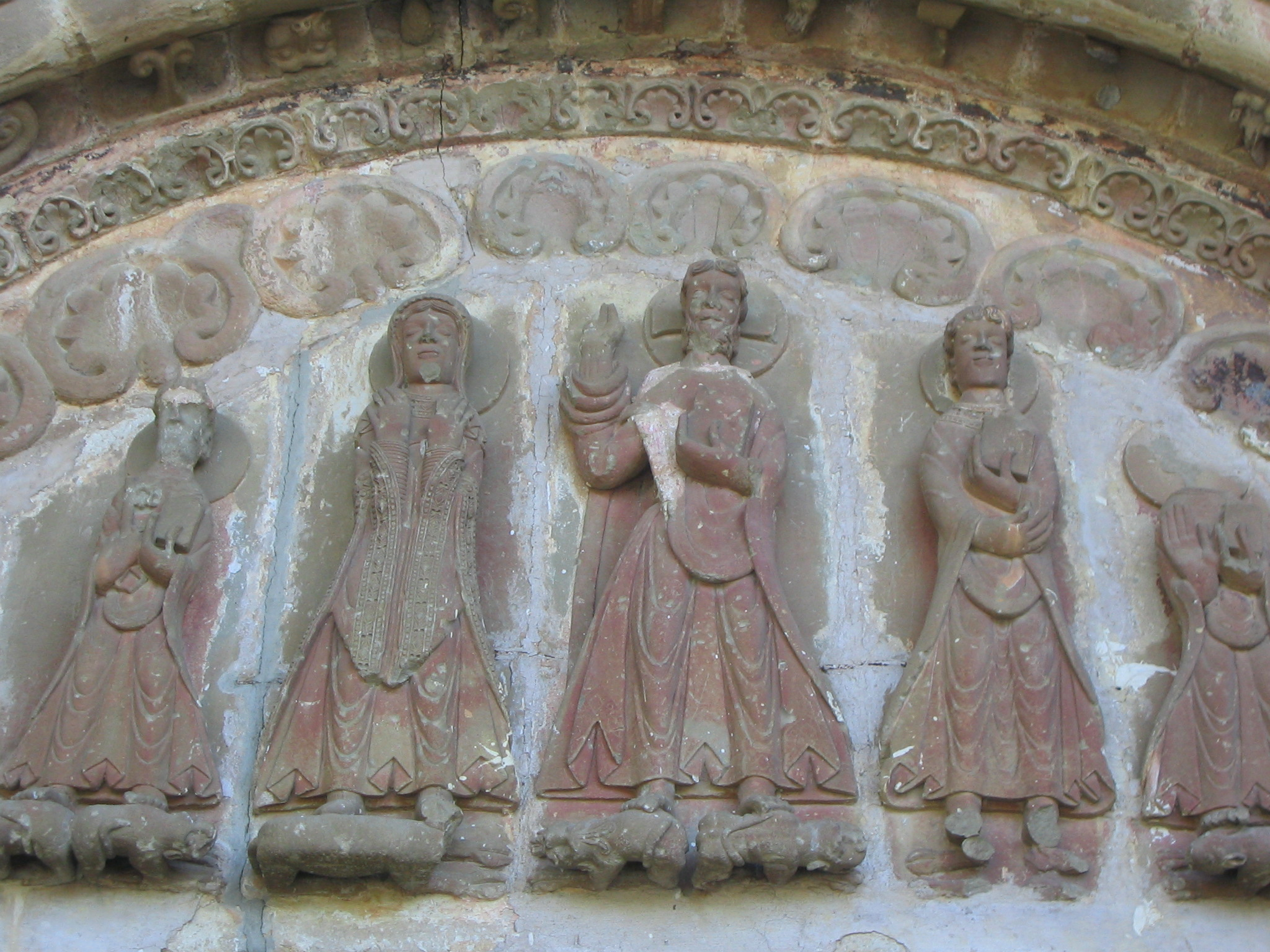
Detalle del tímpano de la Porta Speciosa de la iglesia del monasterio de Leyre.
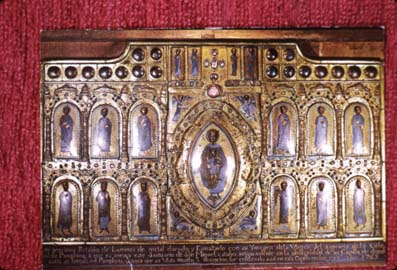
Retablo o frente de altar de San Miguel de Aralar, en esmalte.

Portadas románicas en Navarra
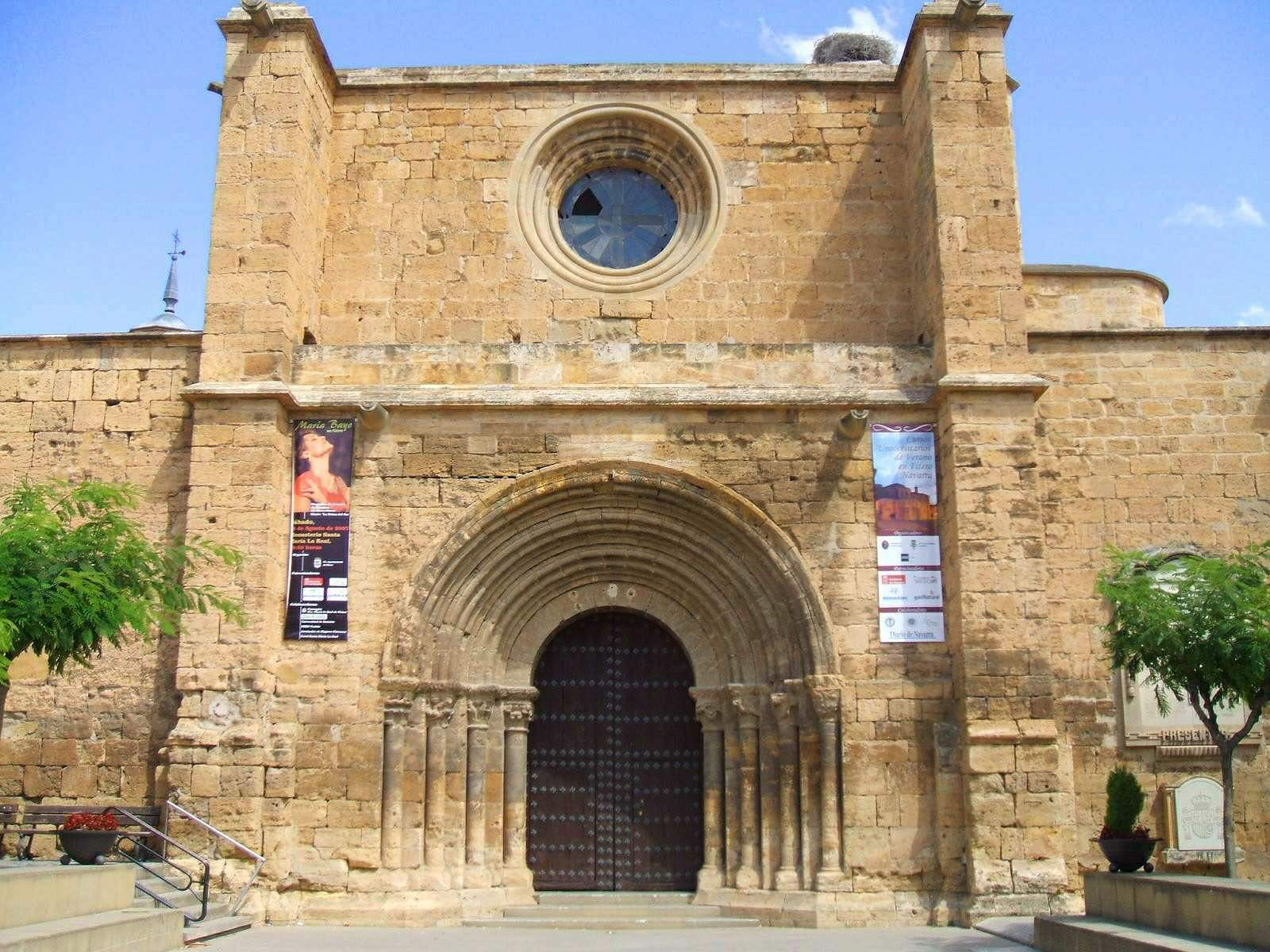
Portada de la iglesia del monasterio de Fitero
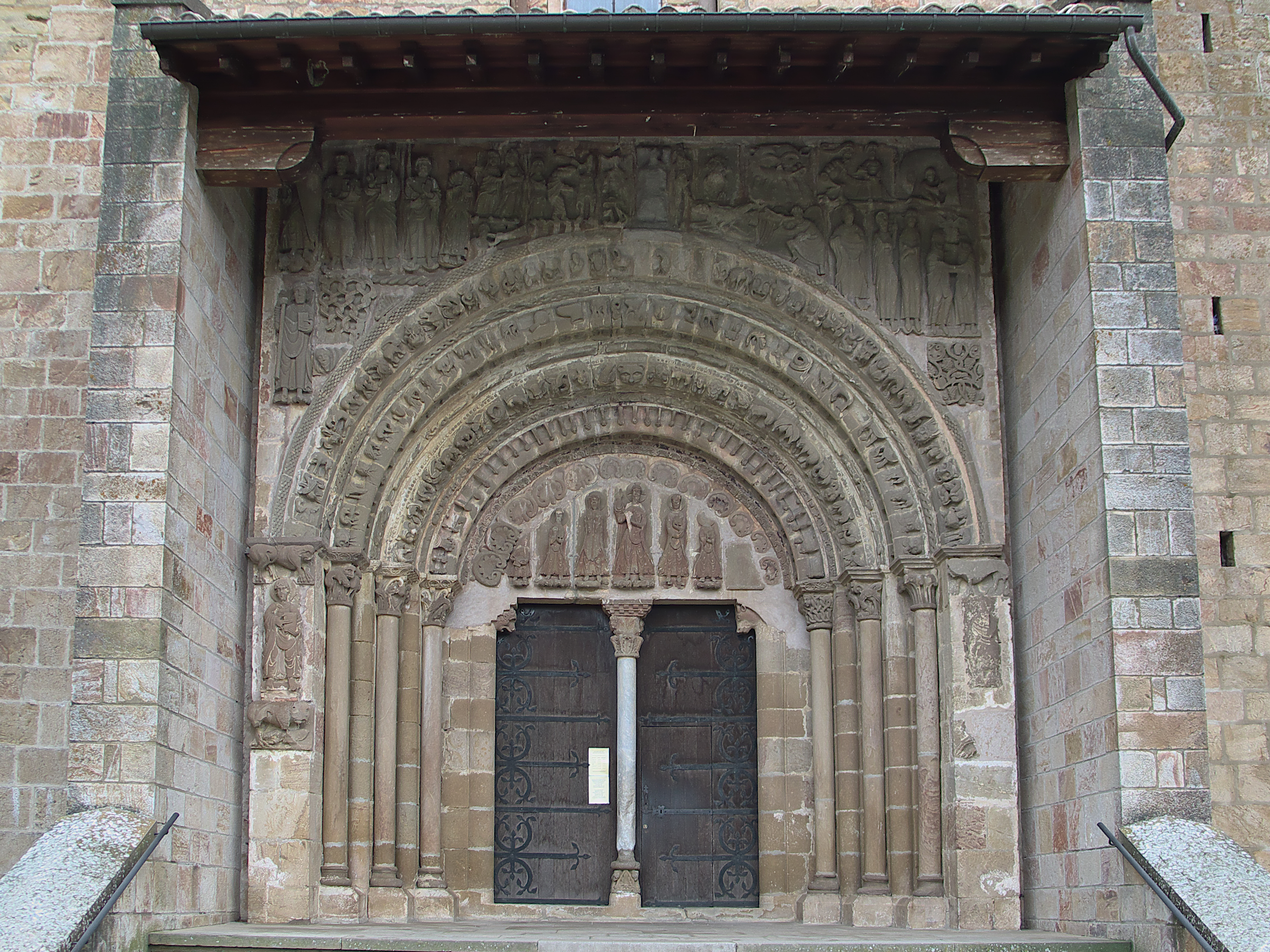
Porta Speciosa. Monasterio de Leyre
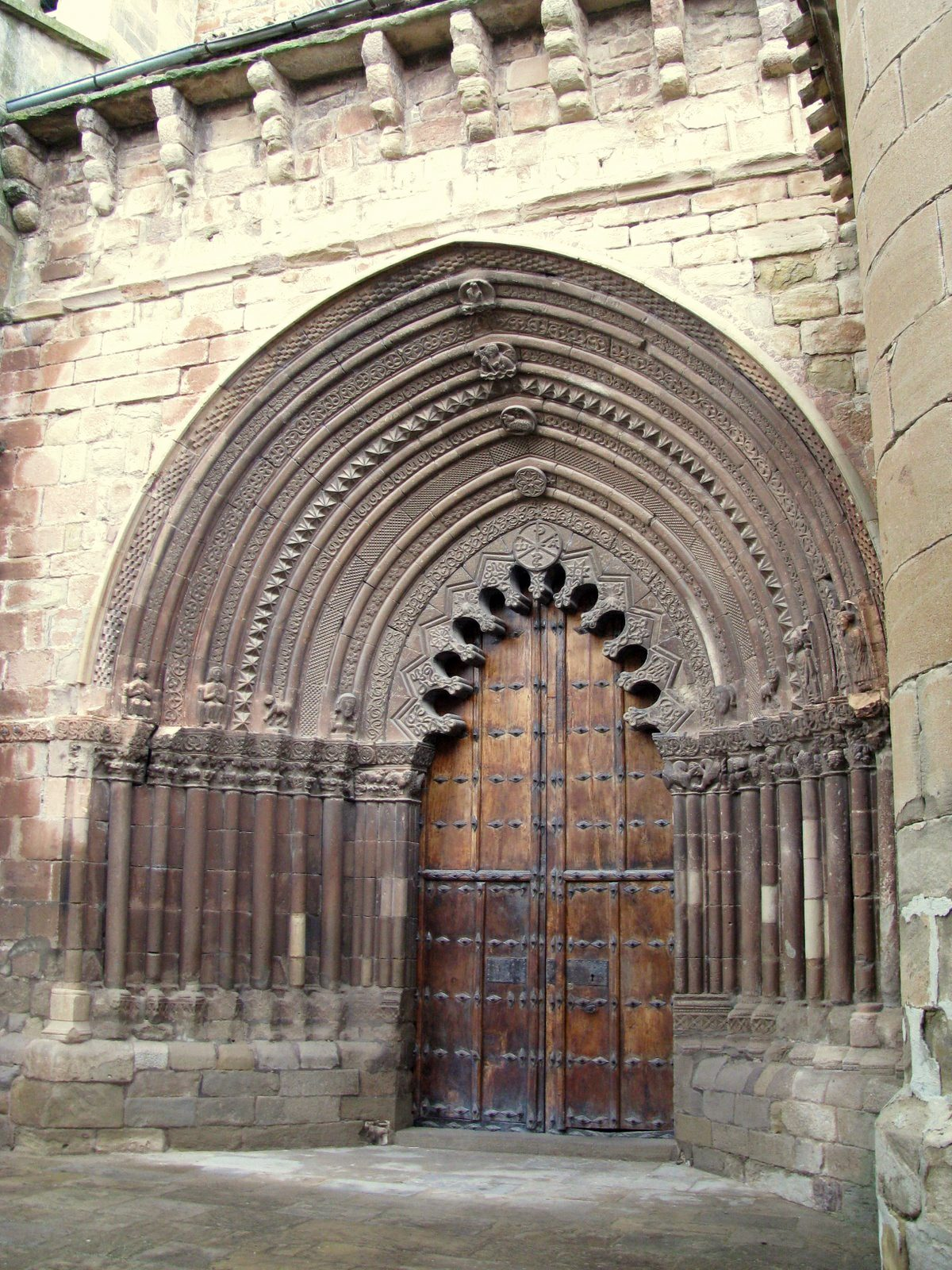
Portada de la iglesia de San Román (Cirauqui)
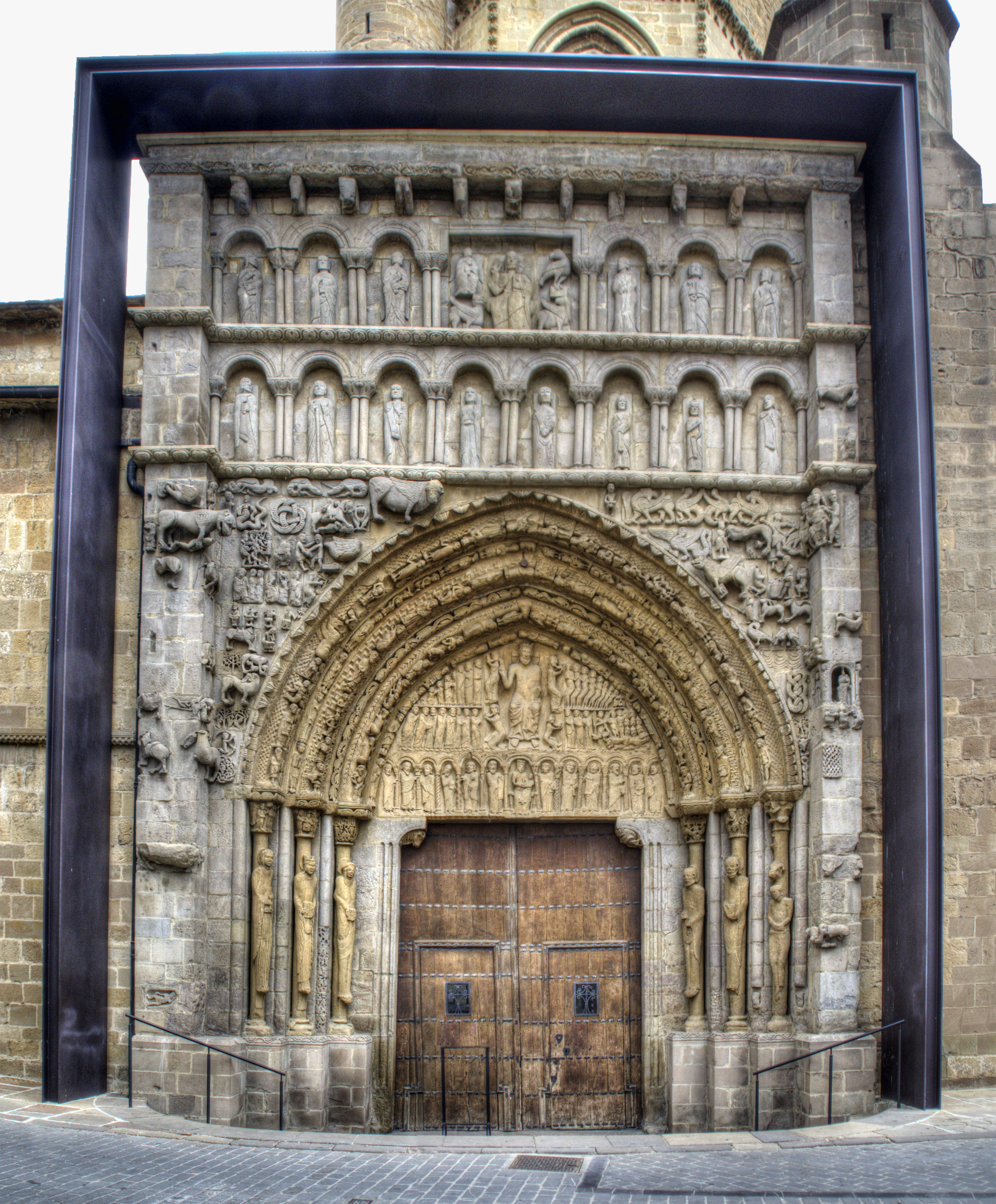
Portada de Santa María la Real de Sangüesa
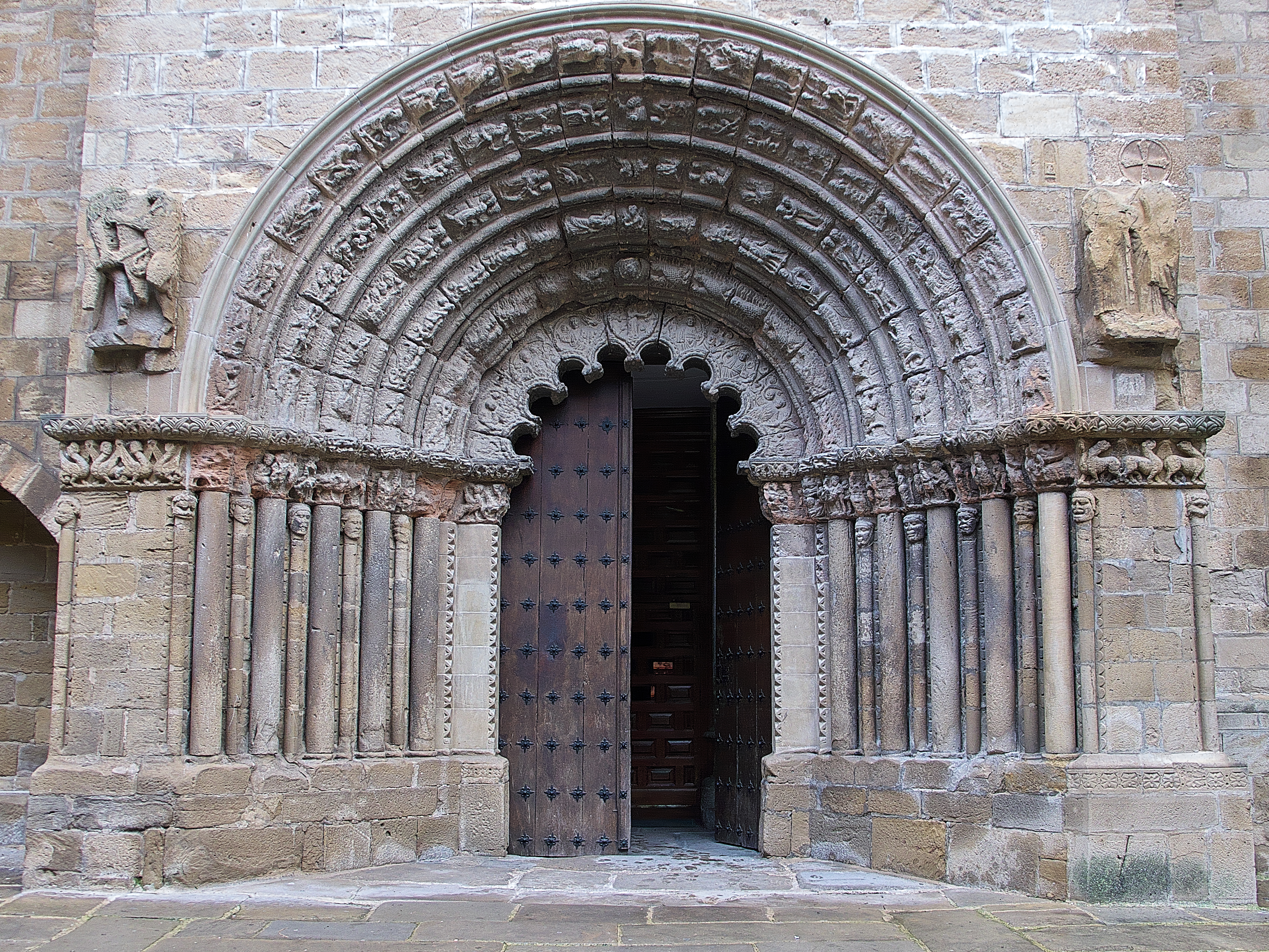
Iglesia de Santiago, Puente la Reina
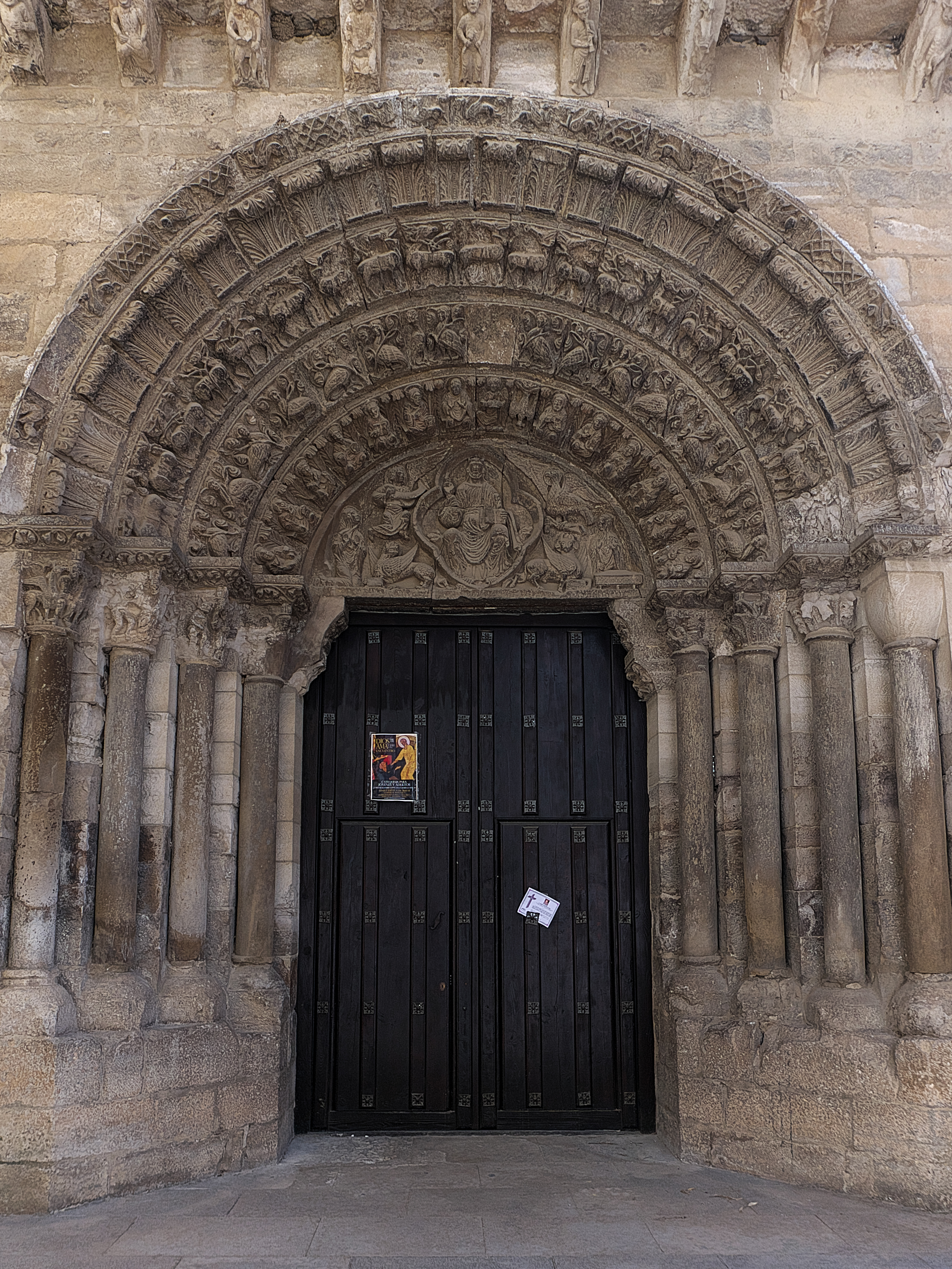
Iglesia de Santa María Magdalena (Tudela)

#### León y Castilla

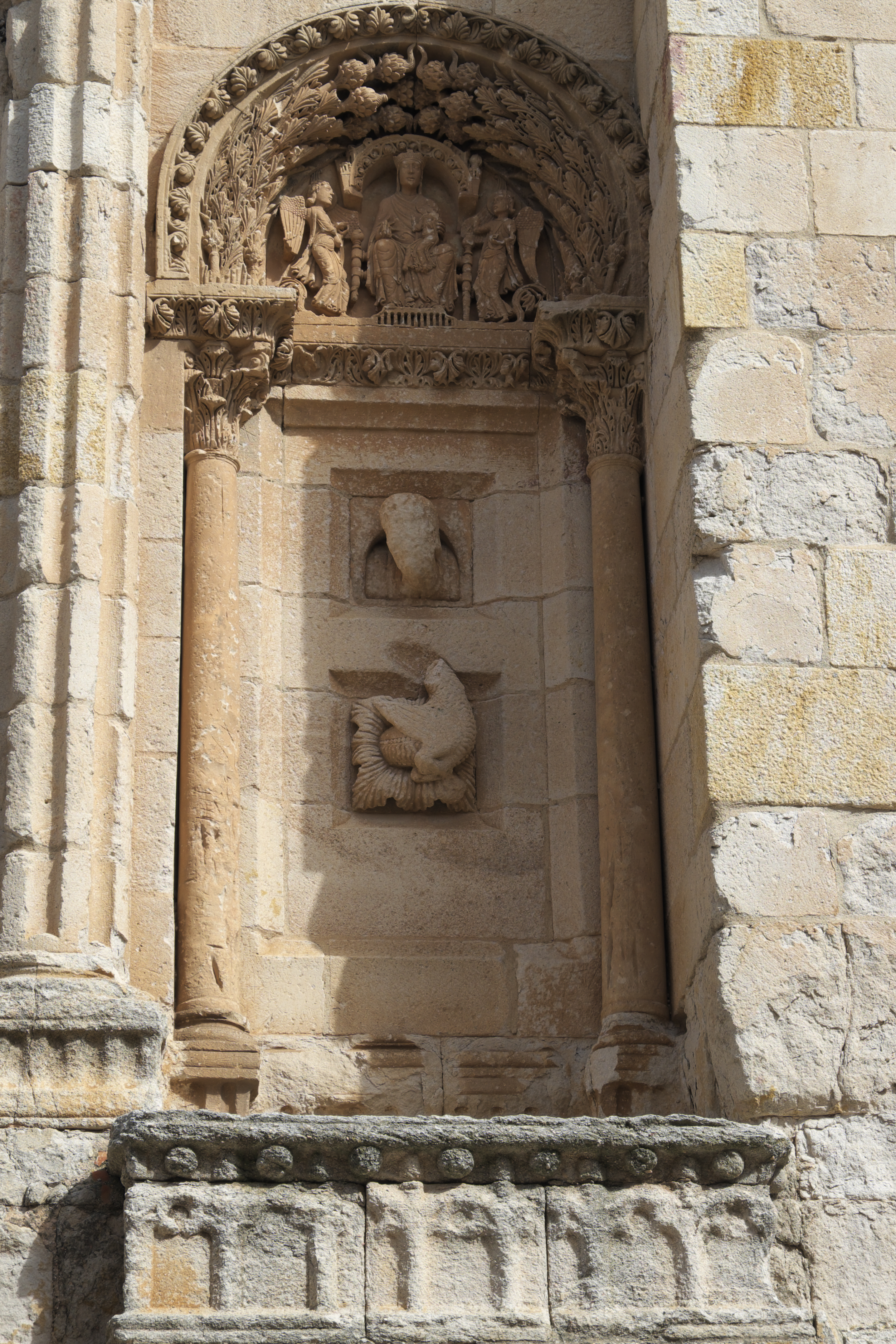
Detalle de la puerta del Obispo de la catedral de Zamora.

En los reinos de León y Castilla fue determinante para la proliferación del estilo románico el paso del Camino de Santiago, que atravesaba de este a oeste la submeseta Norte. Desde aquí se extenderán los influjos de este arte a regiones más apartadas, gracias a los monasterios benedictinos que se fundaron en gran número protegidos por los reyes leoneses y castellanos. Varios fueron los núcleos y focos destacados del románico castellano, destacándose los de Segovia, Ávila (donde será muy influyente la obra de la Basílica de San Vicente y su sepulcro), Soria, Palencia (muy destacable la iglesia de San Martín de Frómista con valiosos capiteles, y la cercana Carrión de los Condes), Burgos, donde el Monasterio de Silos creará una escuela autóctona, Salamanca y Zamora con sus catedrales como centros irradiadores, y el gran centro que fue la basílica de San Isidoro de León, donde trabajaron algunos de los más originales artistas del Románico hispano.

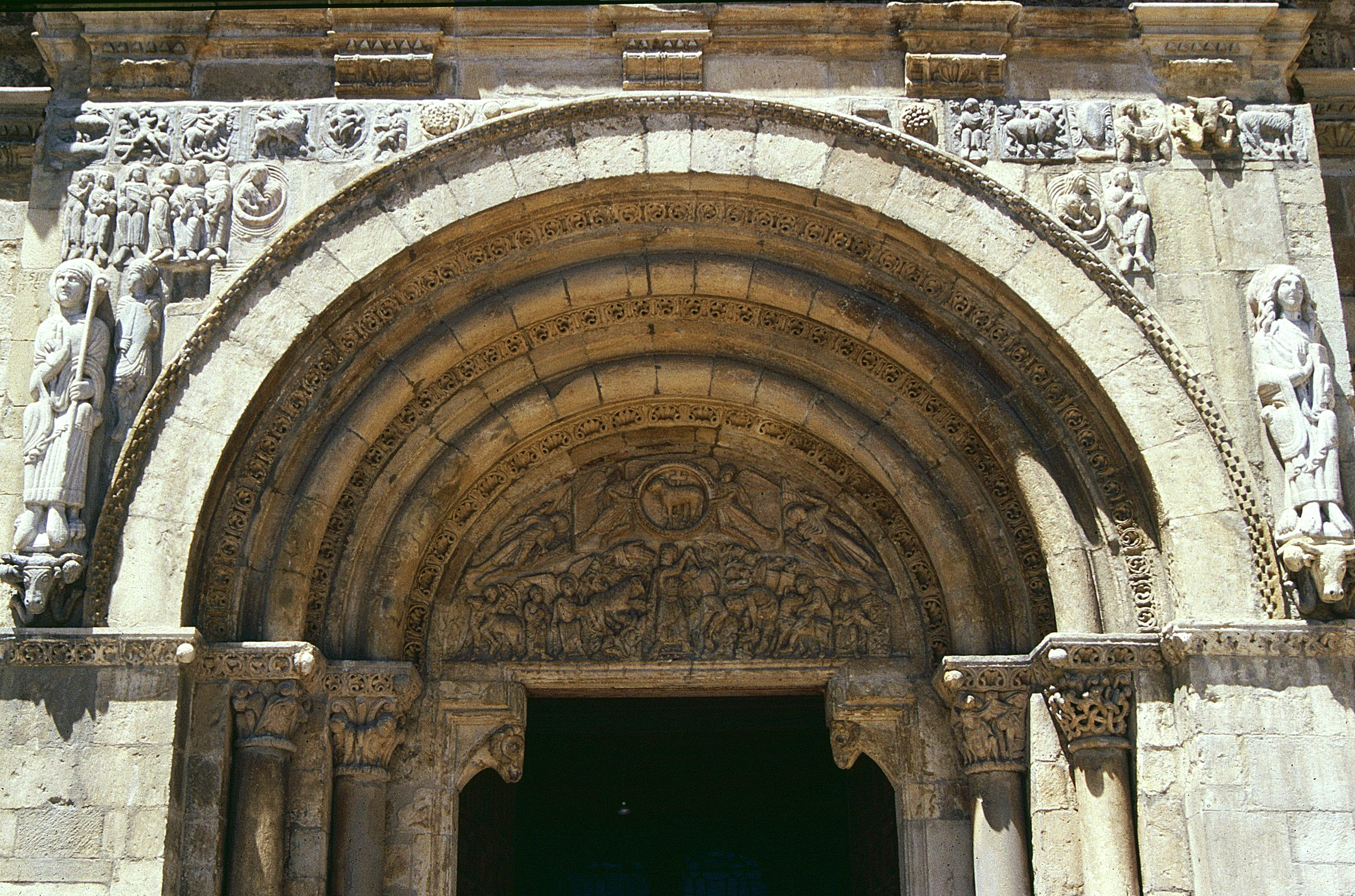
Puerta del Cordero de la basílica de San Isidoro de León
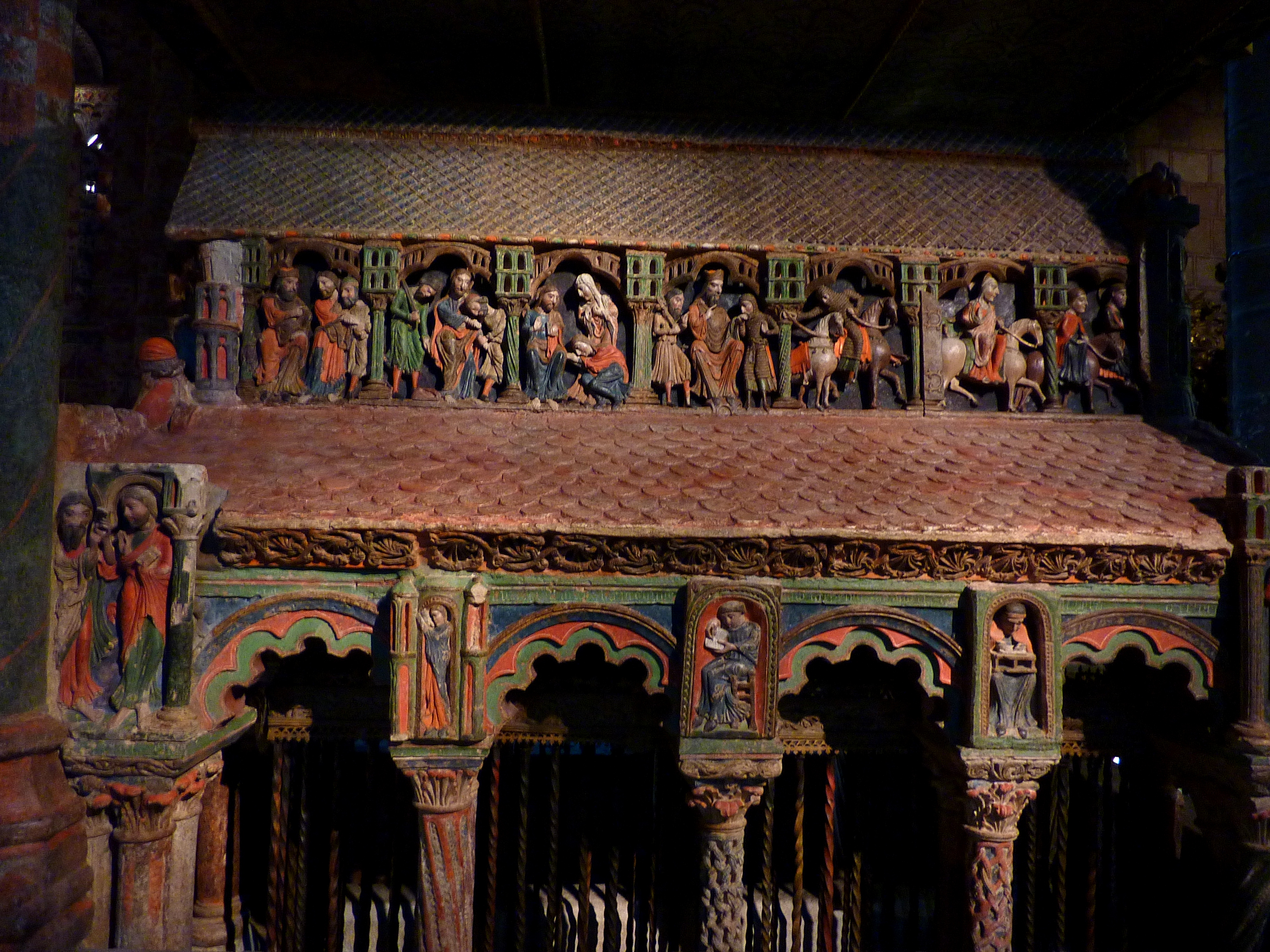
Cenotafio de los santos Vicente, Sabina y Cristeta en la basílica de San Vicente de Ávila.
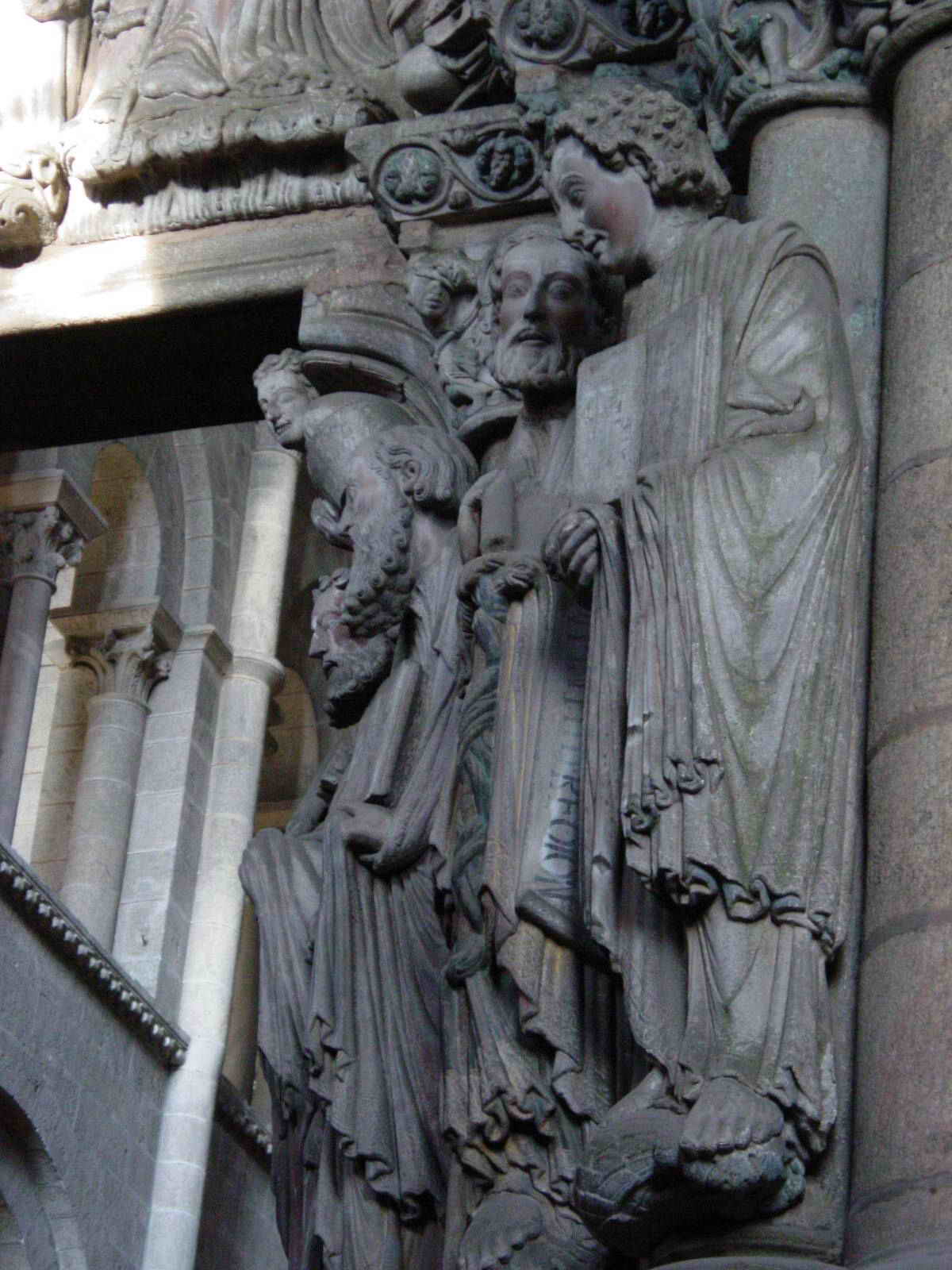
Detalle del Pórtico de la Gloria, catedral de Santiago de Compostela, Maestro Mateo
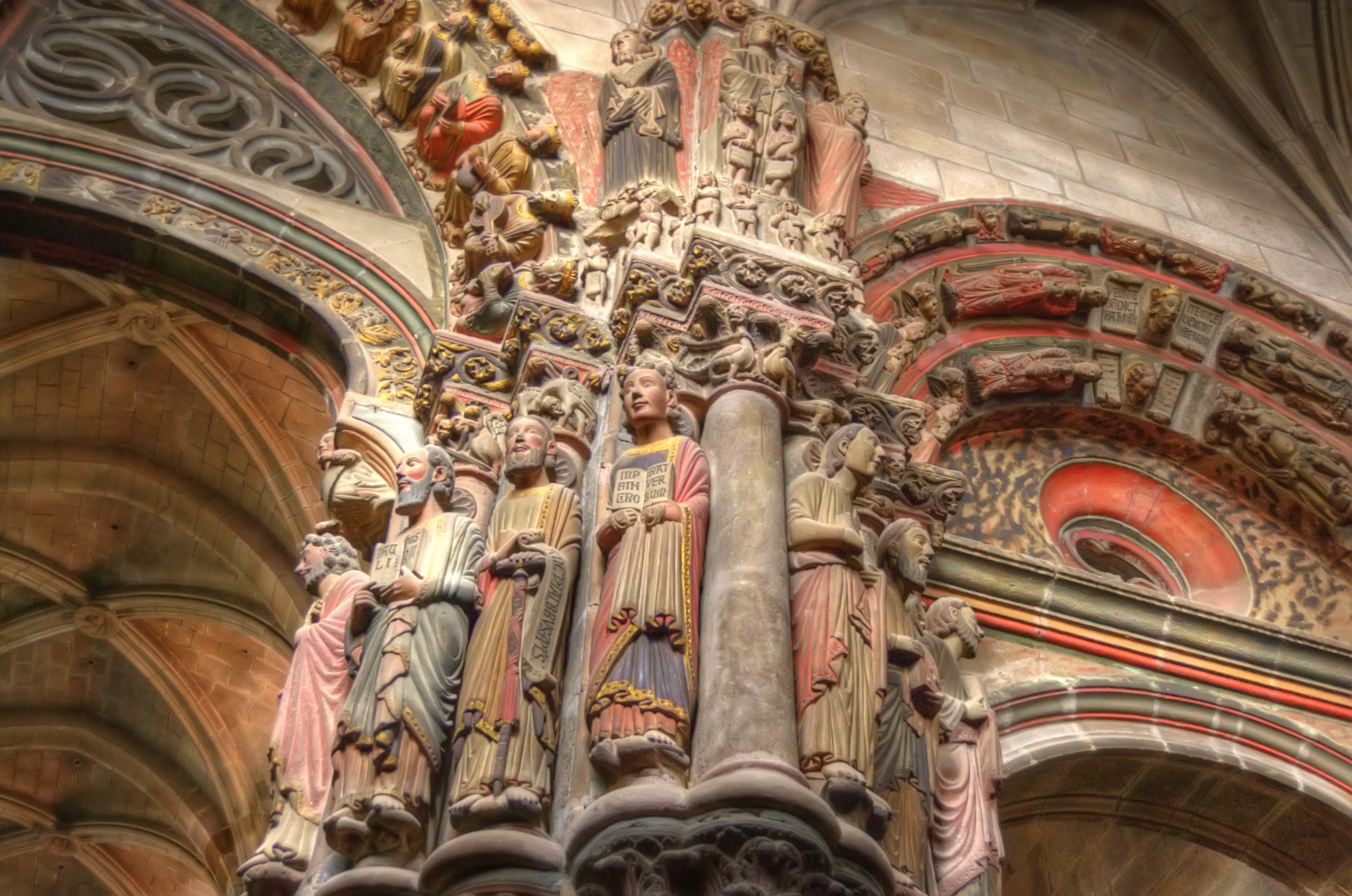
Pórtico del Paraíso, catedral de Orense
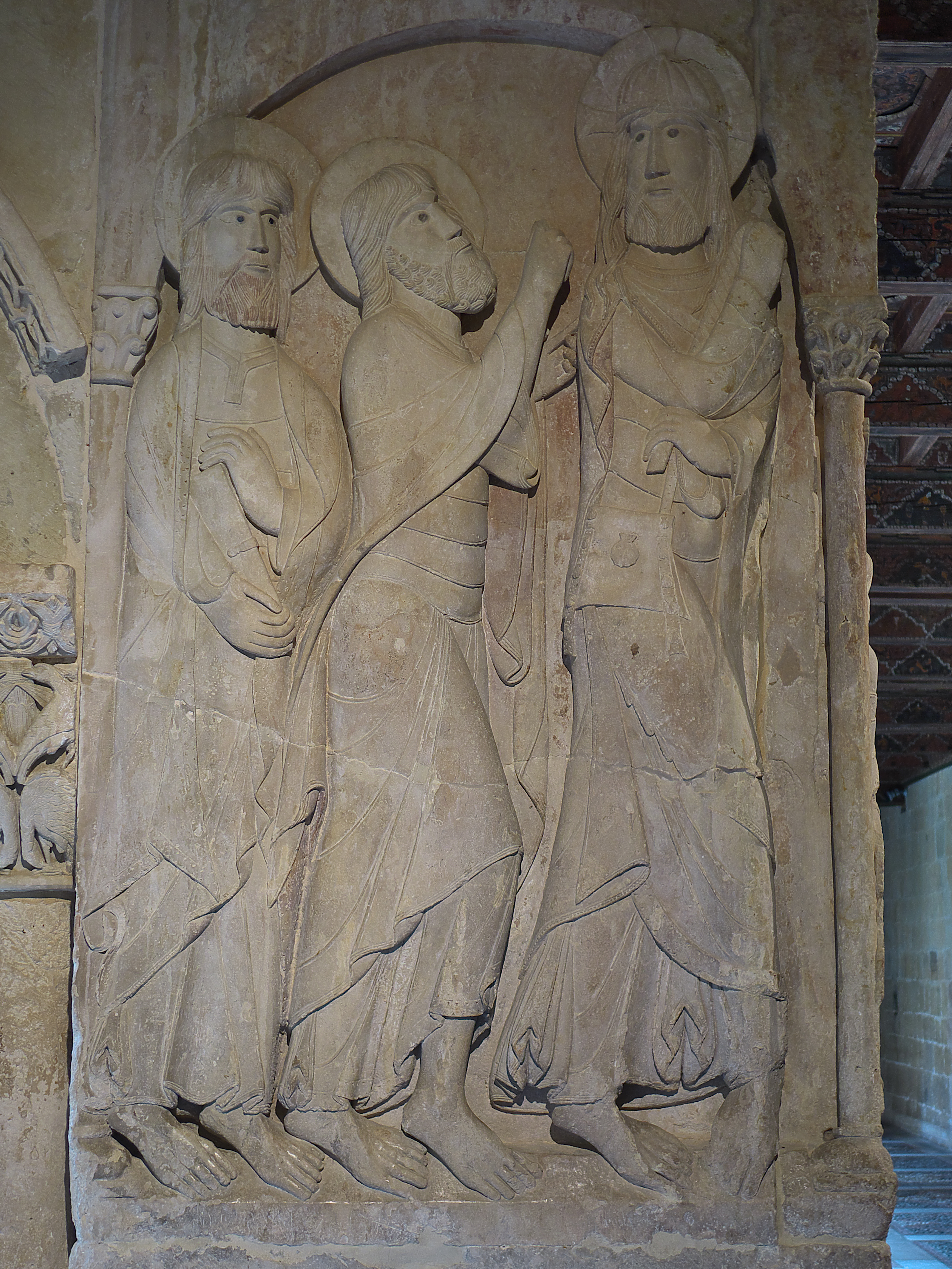
Los discípulos de Emaús, relieve del claustro del monasterio de Santo Domingo de Silos.

#### Galicia

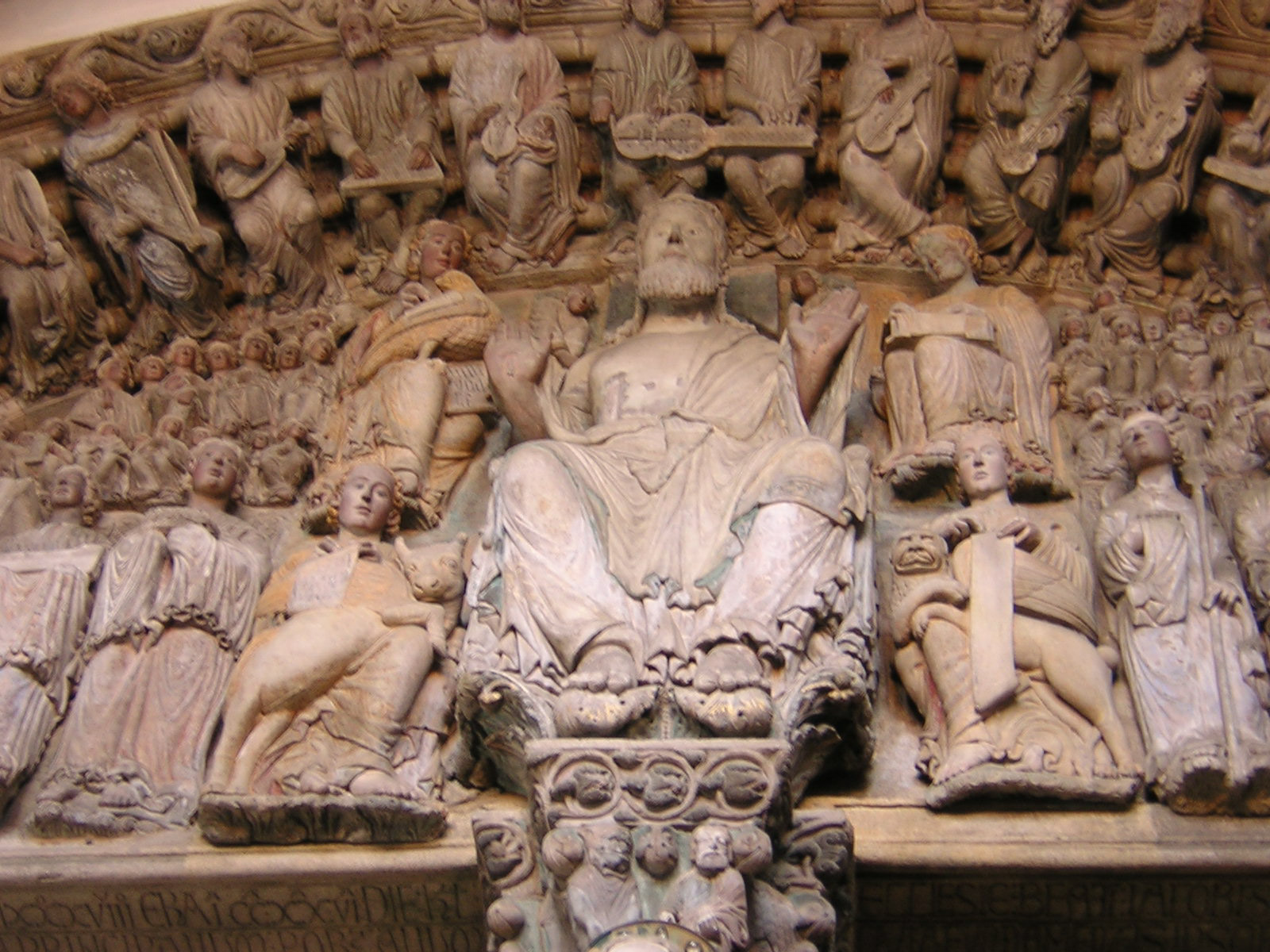
Pantocrator del pórtico de la Gloria en Santiago de Compostela

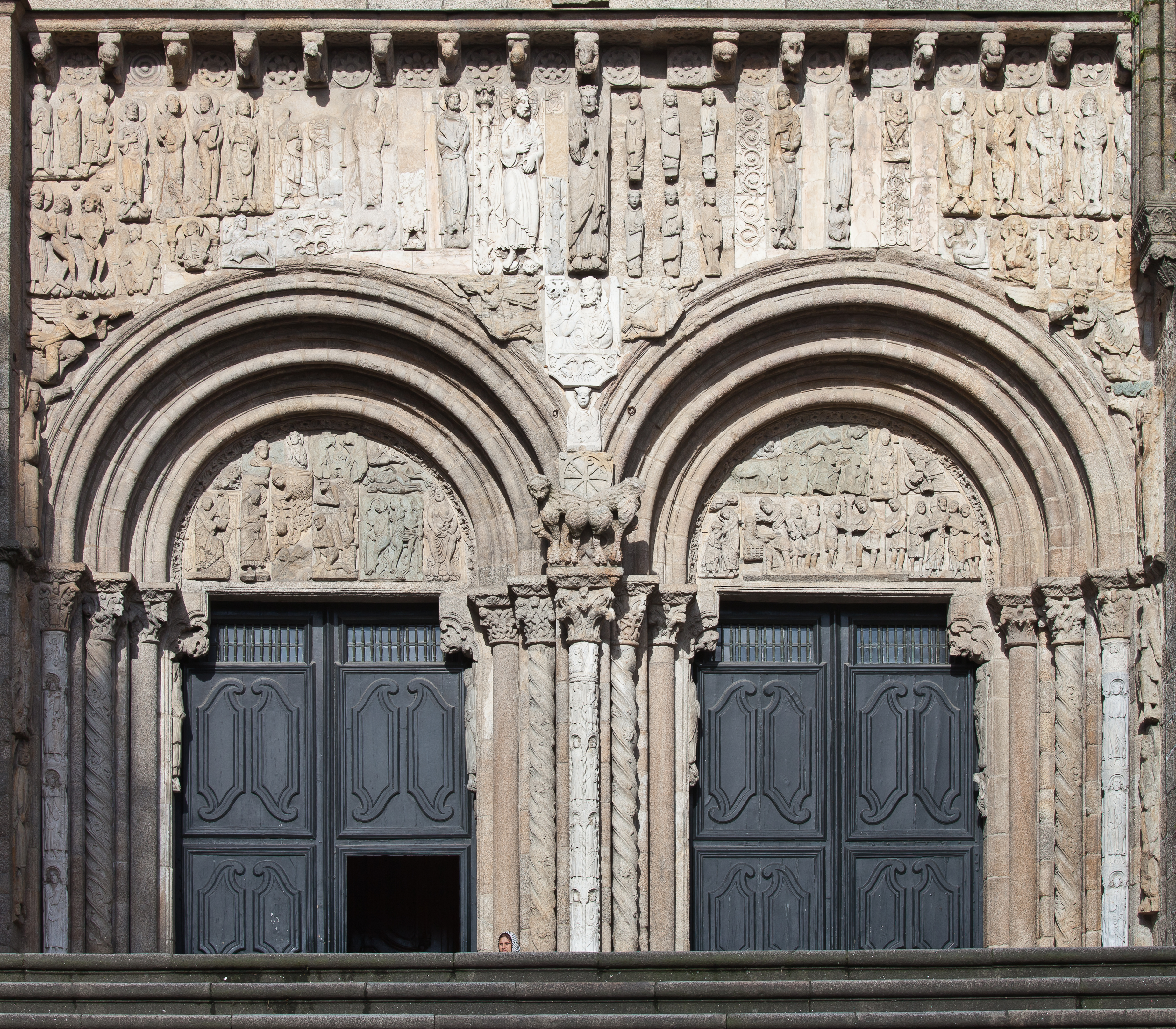
Plaza de Platerías, de la catedral de Santiago de Compostela

En la región gallega debe reconocerse como centro artístico para su escultura la catedral de Santiago de Compostela por sus antiguas portadas y su admirable Pórtico de la Gloria. Los relieves de las dos portadas del crucero (hoy en la del Sur, pues la del Norte fue destruida en el siglo XVIII y rehecha en estilo renacentista) acusan influencia de la escuela de Toulouse y datan de los años 1137-1143. Pero los relieves y estatuas del famoso Pórtico debidas como toda la fábrica al inspirado maestro Mateo y terminadas en 1188 revelan un genio artístico independiente y superior a todas las escuelas de su tiempo. La obra de escultura del Pórtico se desarrolló en las tres puertas de este correspondientes a las tres naves del templo y formadas por los respectivos arcos redondos y abocinados, que insisten sobre series de columnillas románicas. Su composición artística es, en breve resumen, como sigue: debajo de las columnillas aparecen como subyugados y oprimidos diferentes monstruos que simbolizan los vicios morales. En el parteluz de la puerta central (única que lo tiene y en el cual apoya el dintel con su tímpano) se fija la estatua sedente del apóstol Santiago y a la misma altura sobre el primer cuerpo formado por el conjunto de las demás columnillas se apoyan las estatuas de todos los apóstoles y de muchos profetas, cada uno con su libro o su filactería donde se inscribió alguna sentencia alusiva al personaje. En el tímpano se ostenta la imagen de Cristo sentado en su trono quedando a sus lados los cuatro evangelistas, de aspecto juvenil y con sus atributos propios, quedando el resto del tímpano lleno de figuras de ángeles y santos. En las arquivoltas de dicho arco central se destacan veinticuatro figuras representando los misteriosos ancianos del Apocalipsis para completar la idea del cielo. Mientras que en las arquivoltas del arco lateral izquierdo otras figuras representan el limbo de los Santos Padres y en el derecho, el purgatorio y el infierno. 
No es posible dar con otro monumento de aquella época donde llegan a unirse tan bella y ordenada composición, con tanta sobriedad y relativa calma de las actitudes y a la vez con una ejecución técnica tan propia y expresiva. A su imitación o por su influencia se labraron en el siglo XIII otros pórticos y portadas de iglesias, siendo el que más de cerca le sigue aunque de más acentuada forma gótica y de inferior mérito el llamado Pórtico del Paraíso de la catedral de Orense. También parecen de filiación compostelana las estatuas del siglo XII de la Cámara Santa de Oviedo.

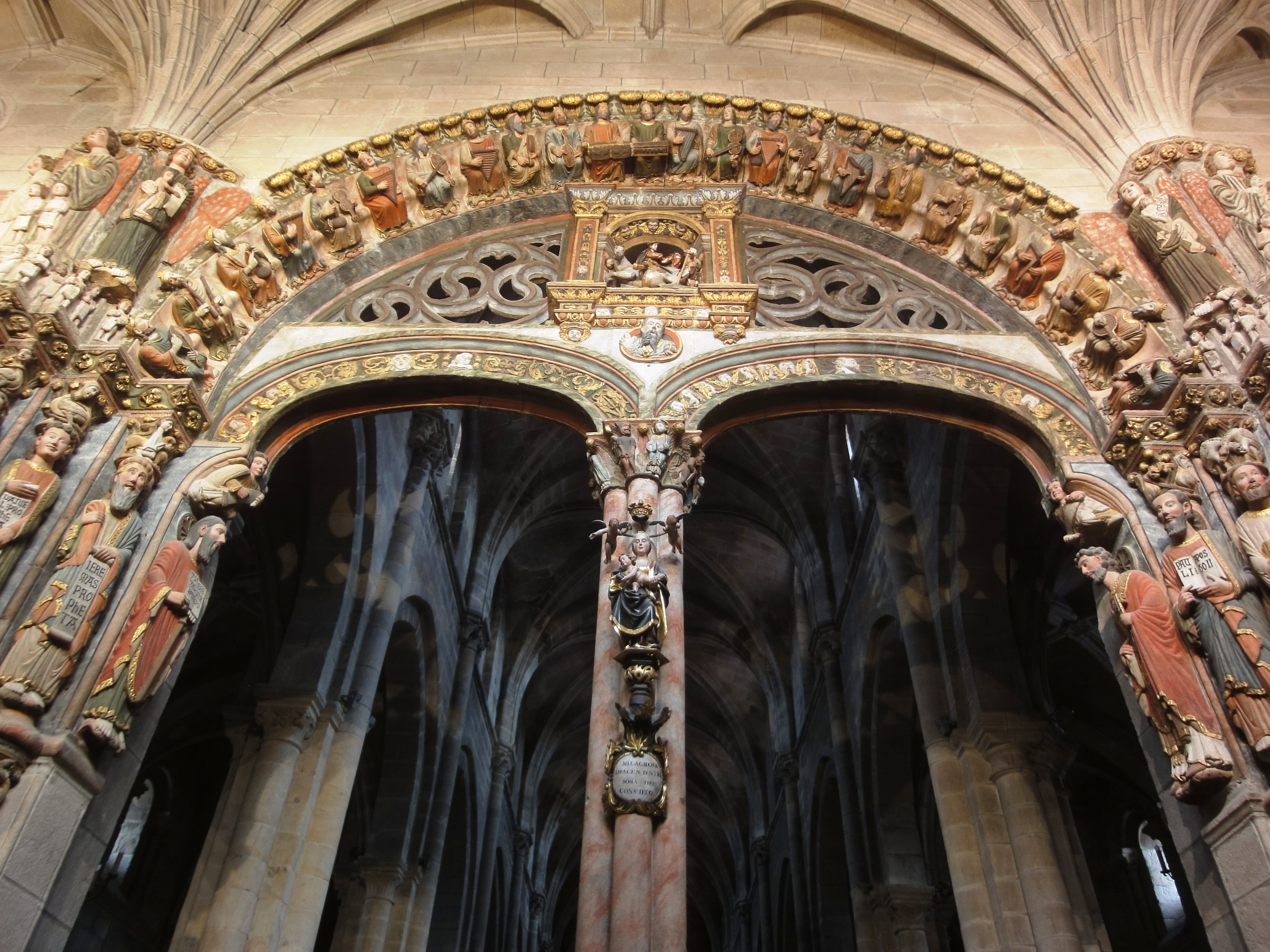
Pórtico del Paraíso  de la catedral de Orense
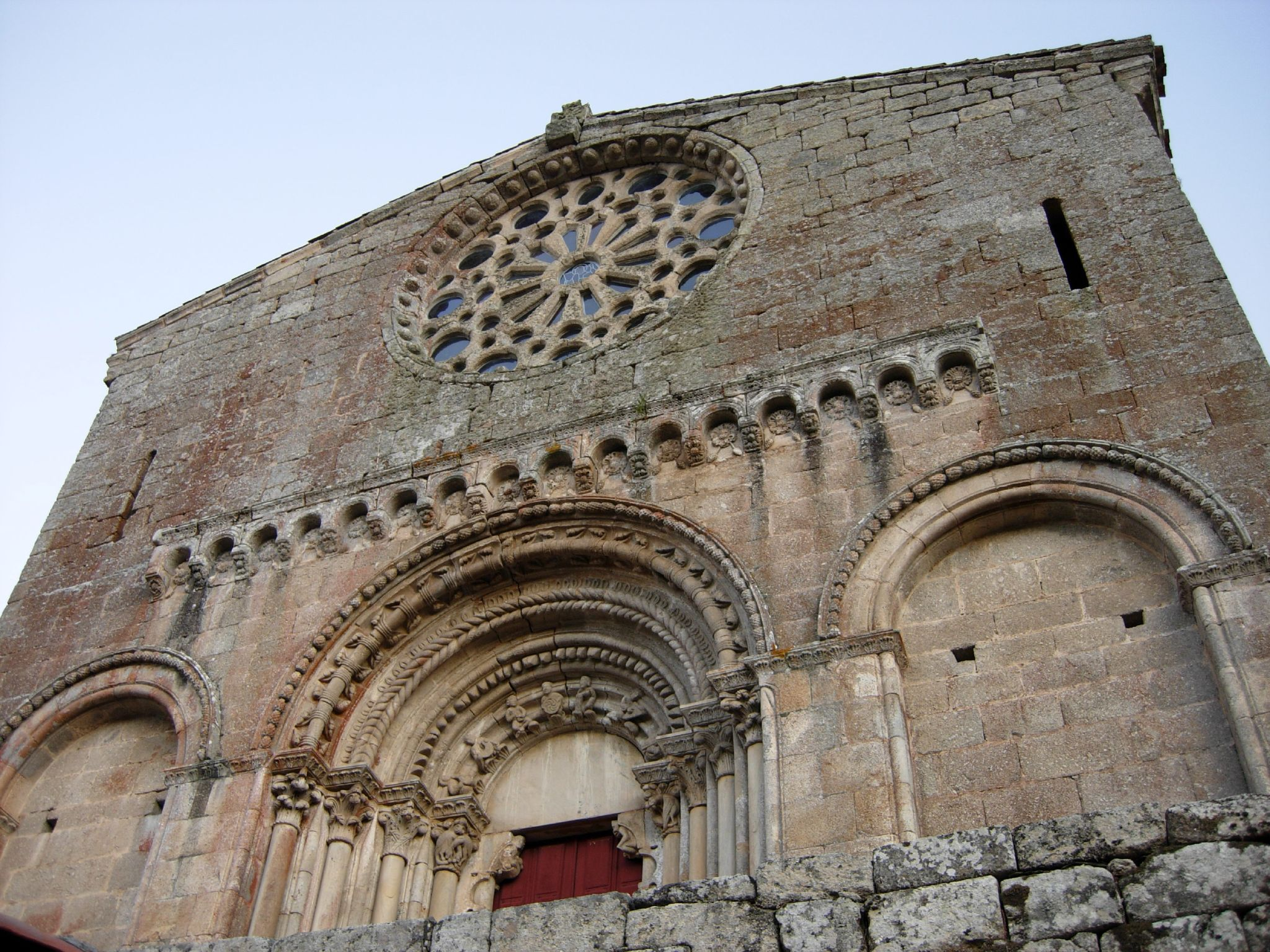
Iglesia de Santo Estevo de Ribas de Miño
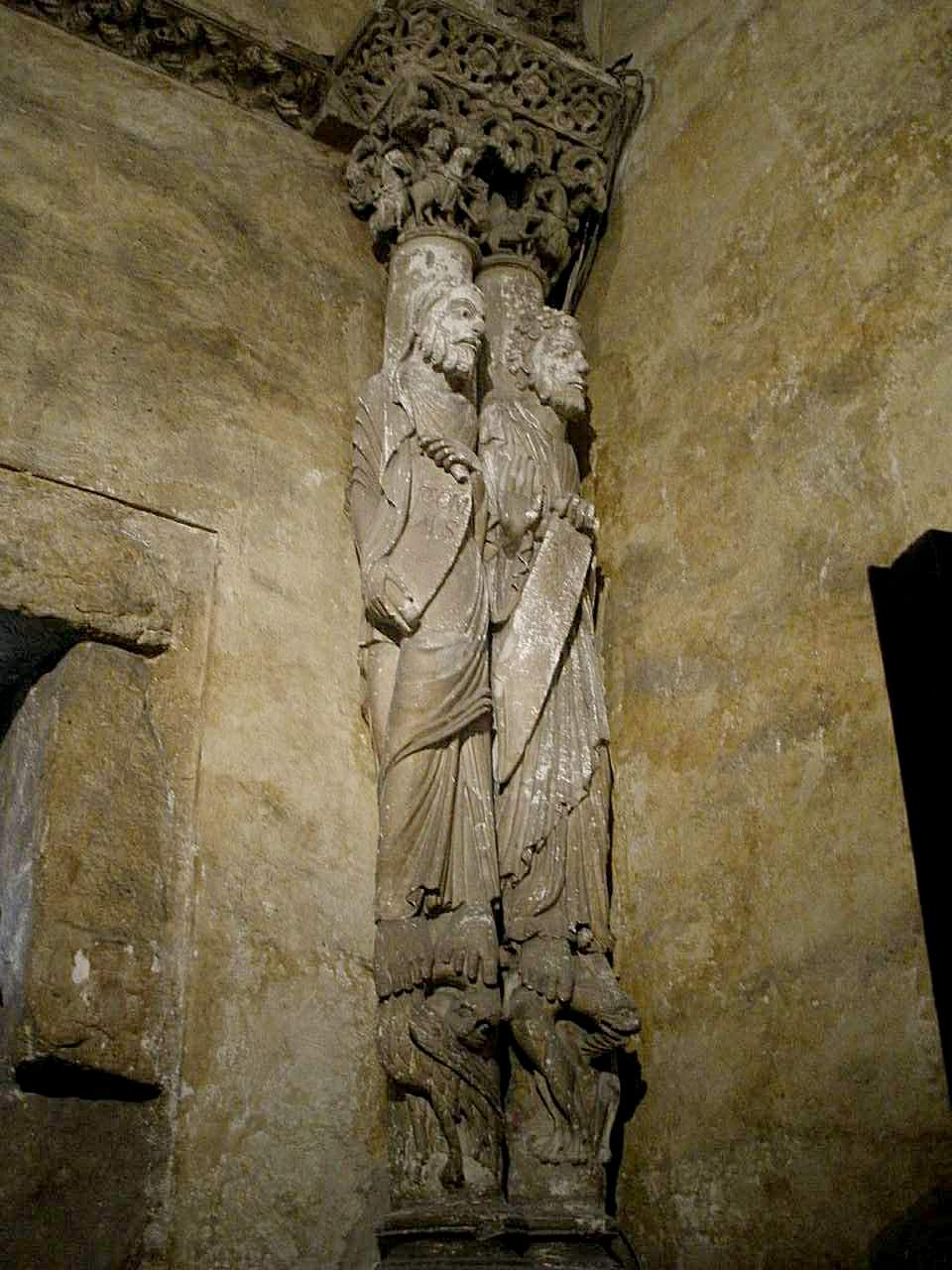
Cámara Santa de la catedral de Oviedo.
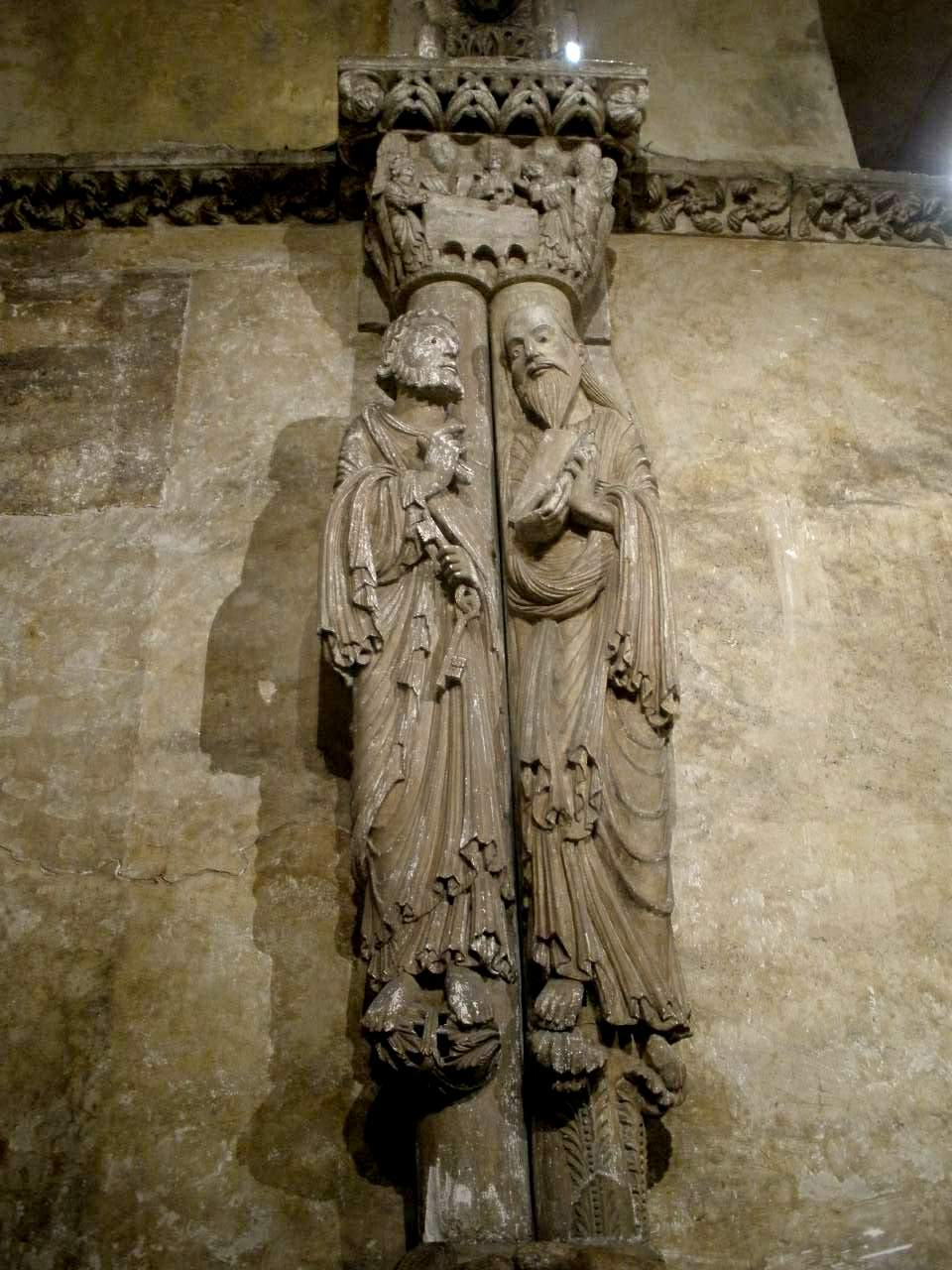
Ídem.
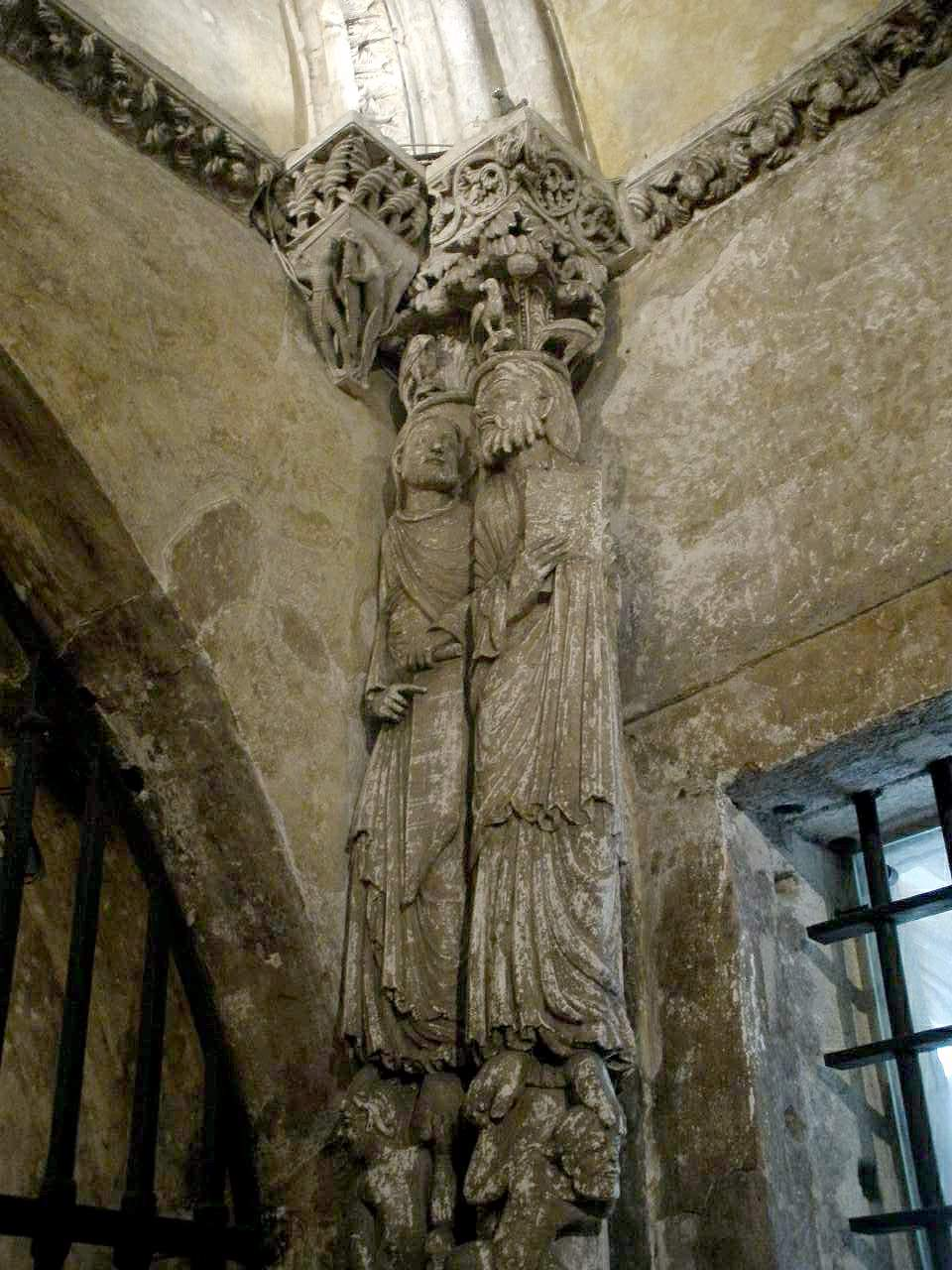
Ídem.

#### Escultura funeraria

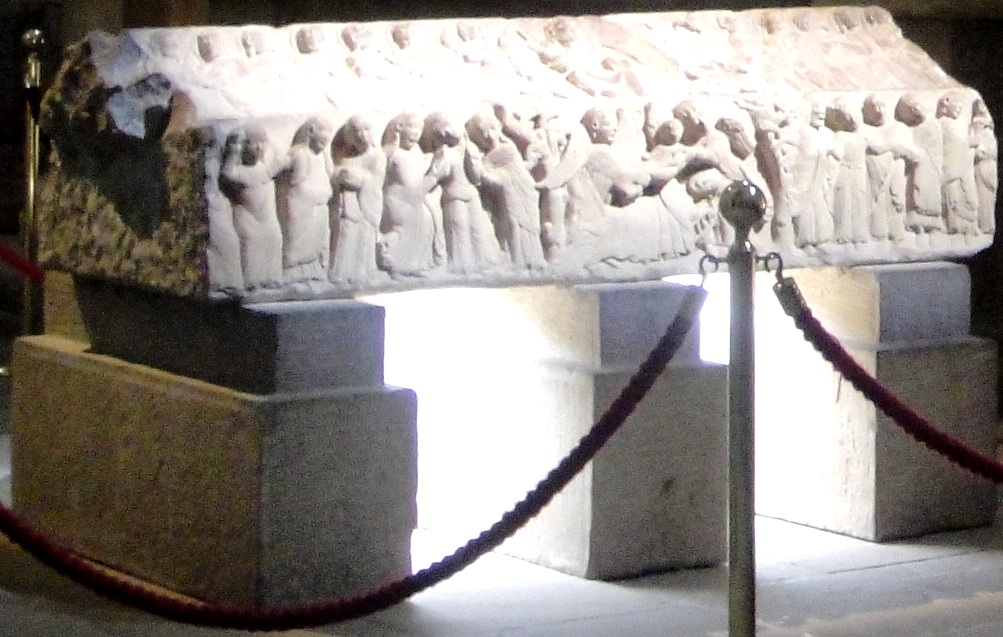
Tapa del sepulcro de Doña Blanca.

La escultura funeraria en la época románica fue muy escasa en las figuras aunque no en símbolos. Se celebra como obra más importante del siglo XII el sepulcro antiguo de Doña Blanca, madre de Alfonso VIII, en el monasterio de Santa María la Real de Nájera, del que solo se conserva la tapa, en cuyos relieves delanteros se representa la muerte de dicha reina y el tránsito de su alma en forma de niña, llevada sobre un lienzo por dos ángeles; a los lados del lecho mortuorio figuran escenas de dolor de la familia, asunto que se reprodujo muchas veces en sarcófagos en los dos siglos siguientes.

#### Marfiles

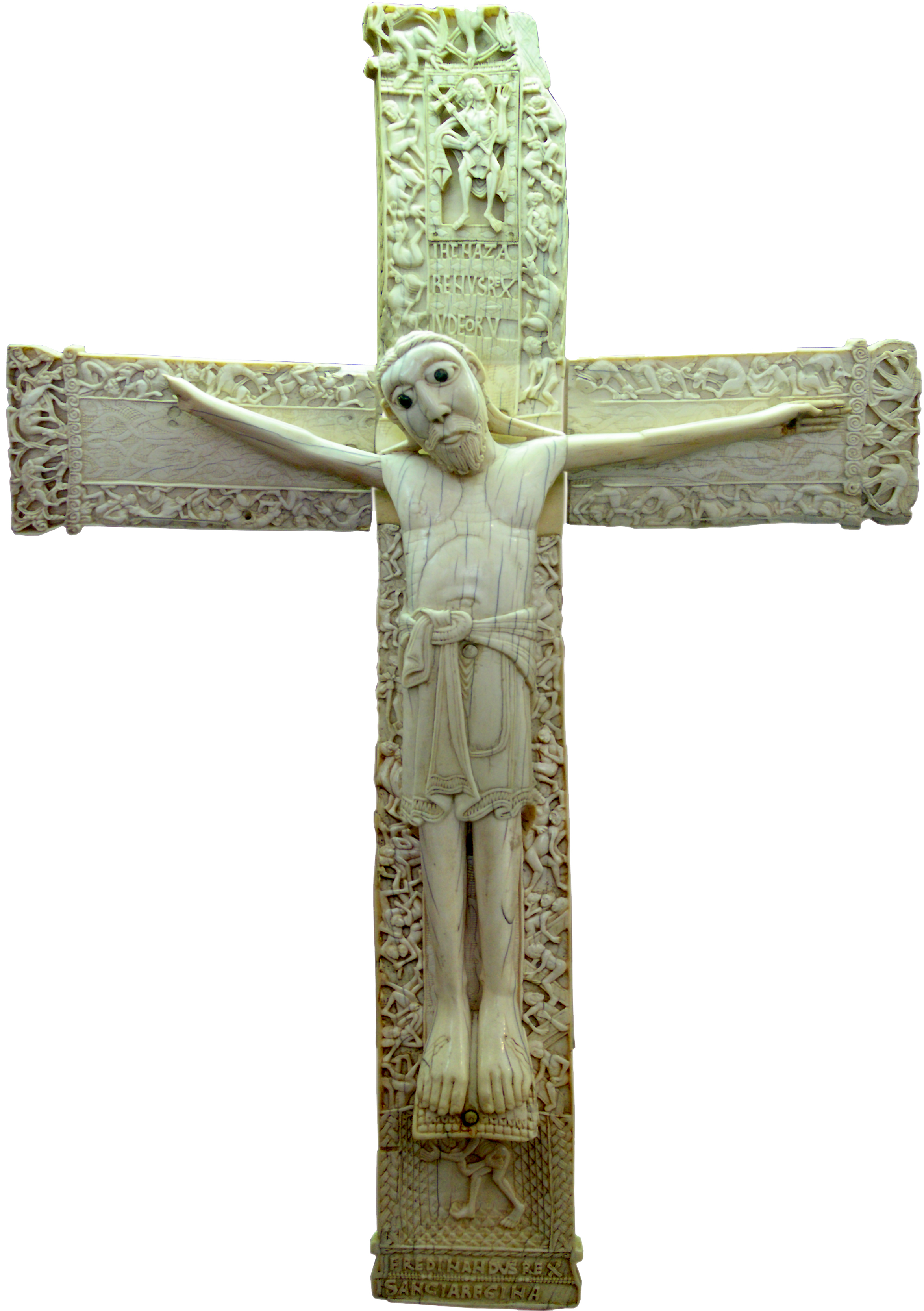
Crucifijo de don Fernando y doña Sancha.

Como obras de escultura en marfil son justamente celebrados los relieves de las dieciséis placas adheridas a la urna-relicario de San Millán que representan, con gran sentimiento religioso, escenas de la vida del santo y algunos pasajes del Evangelio. Se conservan, con otros marfiles, en el monasterio de San Millán de la Cogolla; datan del año 1033 y fueron labrados, con dos estilos diferentes, por un tal Rodolfo y su padre, de nombre desconocido. De la misma época es el precioso crucifijo de marfil que los reyes de León, Fernando I y Sancha, donaron a la colegiata de San Isidoro en el año 1063. Esta joya artística, notable por la profusión de labores que la embellecen, refleja poderosas influencias del estilo árabe, mas no por eso ha de atribuirse a un artista musulmán. Del mismo siglo y del siguiente son unas tapas con marfiles en la catedral de Jaca. De orfebrería y bronce son trabajos dignos de mención especial los frontales o antipéndiums de Silos y las arquetas, cruces y crucifijos de diferentes iglesias y museos.

### Escultura gótica
En la península ibérica, la transición del románico es bien visible en el Pórtico de la Gloria de la catedral de Santiago de Compostela, una obra que aún conserva vestigios de su policromía. Durante la evolución inicial del gótico ibérico, la influencia del gótico francés fue dominante y aunque en general, los resultados fueran menos prolíficos que en Francia, adquirió unas características muy singulares: una asimilación de las influencias árabes, una tendencia recurrente al arcaísmo y el gusto por una decoración floral exuberante. Estuvo vinculado al entorno arquitectónico y los monumentos funerarios se fueron haciendo cada vez más aparatosos.  Ejemplos significativos de un gótico en su plenitud se pueden observar en las catedrales de Burgos y de León, que se encontraban en los caminos de peregrinación de la época y fueron decoradas con una estatuaria importante. La política de acercamiento con Francia se reflejaba en el matrimonio de Luis VIII con Blanca de Castilla, hija del rey Fernando III el Santo, este hecho y el que el obispo de Burgos Mauricio había pasado en París años de estudio y conocía la nueva arquitectura y escultura que se practicaba en Francia, propició la venida de artistas galos procedentes de Reims y Amiens, cuando empezaron la reconstrucción de las catedrales de Burgos y León.
A lo largo del siglo XIII, el resto de los reinos cristianos españoles, se mantuvieron más o menos ajenos al gótico y las iglesias siguieron utilizando el estilo románico. Se importaron muchas piezas de dimensiones pequeñas del estilo gótico francés destinadas a la devoción privada y se tiene noticia que varios artistas franceses trabajaron por diversos lugares de la península realizando este tipo de obras. Obras de finales del siglo XIII fueron la Virgen del mainel de la catedral de Tarragona y el apostolado de la misma puerta. En el siglo XIV, el estilo francés ya se había instalado por completo en centros de escultura monumental de Navarra y la Corona de Aragón. De esta fase son buenos ejemplos las catedrales de Barcelona, Pamplona y Zaragoza. Al mismo tiempo, la escultura se aplicó de manera diversa en otros espacios, como tumbas, coros y edificios civiles. De la primera década, se pueden citar los sepulcros de Pedro III de Aragón, Jaime II y de su esposa Blanca de en el monasterio de Santes Creus. Otro artista de la época fue Jaime Cascalls que trabajó en diversas obras del monasterio de Poblet y realizó la escultura exenta del rey Pedro IV de la catedral de Gerona. Del escultor Pere Moragues es el sepulcro del obispo Lope Fernández de Luna de la Seo de Zaragoza.
- Monumentos funerarios  góticos
- Sepulcros reales del monasterio de Poblet (1359-1382)
- Sepulcro del rey Pedro III  (monasterio de Santes Creus)
- Sepulcro de Carlos III de Navarra (1413-1419) de Janin Lomme (catedral de Pamplona)
- Sepulcro de Alfonso VIII, rey de Castilla (Monasterio de Santa María la Real de Las Huelgas)

A partir del siglo XV, llegó la influencia del arte flamenco y alemán, influencia que se mantuvieron hasta la llegada del clasicismo renacentista durante el reinado de Carlos I, ya en el siglo XVI. En ese momento, fue disminuyendo el interés por la decoración monumental, como en otros lugares de Europa, y proliferaron los retablos y las obras portátiles. Los últimos ejemplos de grandes estatuas de fachada gótica se encuentran en la catedral de Oviedo y en la de Sevilla y, en algunas partes de la catedral de Toledo. Jean de Valenciennes realizó la puerta del Mirador de la catedral de Palma, en su taller se formó Guillem Sagrera que realizó para la misma puerta las figuras de san Pedro y de san Pablo.
El influjo del gótico internacional se hizo patente en la obra de Pere Johan, que entre otras realizó el Sant Jordi (San Jorge) para el palacio de la Generalidad de Cataluña, el retablo mayor de la catedral de Tarragona y el bancal de la Seo de Zaragoza. La pervivencia del estilo gótico es mayor que en otros países, como puede comprobarse al comparar dos ejemplos de escultura funeraria: el famoso Doncel de la catedral de Sigüenza (aún gótico) y el sepulcro de los Reyes Católicos en la catedral de Granada (ya renacentista). Incluso hasta el comienzo del siglo XVI puede considerarse gótico el estilo proveniente del norte de Europa (Alemania y Flandes) de las sillerías del coro de las catedrales de Ciudad Rodrigo, de Toledo y Nueva de Plasencia, debidas a Rodrigo Alemán.
En la Corona de Castilla fue más habitual que triunfaran escultores del norte de Europa (Lorenzo Mercadante, Gil de Siloé o Felipe Bigarny), predominando la influencia flamenca, de modo que se ha podido definir un estilo denominado hispanoflamenco. La escultura comenzó a independizarse de la arquitectura con la consolidación y expansión del retablo y las obras portátiles. Un lugar destacado ocupó la familia Egas o Cueman, artífice de la transición del gótico al renacimiento en el centro peninsular con Juan Guas y Sebastián de Almonacid, responsable quizá del Doncel de la catedral de Sigüenza —o alguien vinculado a su taller de Guadalajara—. En el reino de Navarra destacó Janin Lomme de Tournai.
Vasco de la Zarza, discípulo de Domenico Fancelli el autor del sepulcro de los Reyes Católicos, ya puede considerarse plenamente renacentista. En la transición al siglo XVI, apareció una escuela ecléctica llamada plateresco, que desarrolló un estilo decorativo en las fachadas con estatuas enmarcadas por una abundante y compleja ornamentación geométrica y vegetal. Lo mismo sucedió con los retablos platerescos, la riqueza y sofisticación de los cuales sobrepasan los del norte de Europa de la misma etapa: su apariencia es claramente diferente. Uno de los autores más notables en la realización de retablos fue Gil de Siloé, y Alejo de Vahía que destacó en la ejecución de imágenes independientes de grandes dimensiones.
Portugal tuvo su inicio del gótico hacia el 1250, pero la escultura no fue el arte más favorecido. Los principales ejemplos se concretan en algunas tumbas de la nobleza, entre ellas las del rey Pedro I de Portugal e Inés de Castro que se encuentran en el monasterio de Alcobaza. Los centros de producción más importantes fueron Coímbra, Lisboa, Santarém y Évora. Entre finales del siglo XV y XVI, se desarrolló el estilo manuelino, una derivación del gótico que incorporaba elementos clásicos. Su principal monumento es el Monasterio de los Jerónimos de Belém en Lisboa, con un portal diseñado por Juan de Castillo, ricamente decorado con estatuas y varios ornamentos.
- Portada del Juicio de la catedral de Tudela.
- Portada de la Virgen Blanca de la fachada occidental de la catedral de León.
- Virgen Blanca del parteluz de la portada de la Virgen Blanca
- Virgen de los Reyes en el pórtico de la iglesia de Santa María de los Reyes (Laguardia), siglo XIV. Es de los pocos policromados que se conservan.
- Vista general del pórtico de Laguardia.
- Pórtico de la Majestad (ca. 1290) de la colegiata de Toro
- Capilla de los Corporales en la colegiata de Daroca, de Juan de la Huerta, ca. 1460.

- Retablos góticos
- Retablo del Espíritu Santo (1394) de Pere Serra, altar mayor de la basílica de Santa María de Manresa
- Retablo mayor de la Catedral de Zaragoza, de Pere Johan
- Retablo mayor de la cartuja de Miraflores (1496-1499), de Gil de Siloé
- Retablo de la capilla del Santo Cáliz (1441-1446) de la catedral de Valencia, de Antoni Dalmau y Julià lo Florentí y los escultores Joan de Sagrera, Joan de Sogorb y Arnau de Bruselas
- Retablo mayor de la catedral de Sevilla (1482-1564), mayor retablo de la cristiandad.[Nota 1]
- Retablo del Monasterio de Santa Maria del Paular (Rascafria )

## Edad Moderna

### Escultura renacentista y manierista
La aparición de la escultura del Renacimiento en España y del arte renacentista en general tuvo lugar casi un siglo después de los comienzos de este estilo en Italia. El quattrocento no existió como tal estilo renacentista pues predominaban todavía las formas y el gusto por el gótico. Ya en 1339 había llegado a Cataluña el arte de los pisanos con el sepulcro de Santa Eulalia (catedral de Barcelona). Casi un siglo después, el florentino Giuliano de Nofri, discípulo de Ghiberti, junto con otros de mano española, labró en el trascoro de la catedral de Valencia algunos relieves. Pero estos ensayos y tentativas quedaron aislados hasta la verdadera penetración de las ideas y formas escultóricas del Renacimiento italiano con los artistas florentinos que vinieron a trabajar a España a finales del siglo XV y comienzos del XVI, extendiéndose el nuevo gusto por obra de extranjeros de varias nacionalidades y por algunos españoles que aprendieron en Italia. Aun así, no logró implantarse con firmeza el estilo hasta el reinado de Carlos V.
El estilo hispanoflamenco dominante durante todo el siglo XV evolucionó hasta confluir con el gusto italiano, proceso visible en las familias Egas —a la que pertenecen también Juan Guas, Sebastián de Almonacid y Alonso de Covarrubias— y Siloé —Gil de Siloé y su hijo Diego de Siloé, también arquitecto que había viajado a Italia— y el borgoñón Felipe Vigarni (relieves de la Pasión con adornos platerescos de sabor italiano en el trasaltar mayor de la catedral de Burgos, parte de la sillería del coro de la catedral de Toledo, con su retablo mayor —obra colectiva de un gran plantel de artistas, que marca la transición entre el Gótico y el Renacimiento español— y la parte escultórica del retablo de la catedral de Palencia).
En el siglo XVI, que corresponde al cinquecento italiano, aparecieron las primeras demostraciones, como consecuencia de las relaciones políticas y militares con Italia y bajo el mecenazgo y tutela de los reyes y de la nobleza. La escultura renacentista se hizo presente a través de tres vías distintas: 
- escultores italianos mandados llamar por los mecenas y que realizaron sus obras en España, como el gran marmolista Domenico Fancelli (1469-1519) —sepulcros del infante D. Juan (1497) en la iglesia de Santo Tomás de Ávila, de los Reyes Católicos en Granada y mausoleo mural de Diego Hurtado de Mendoza (1509) en la catedral de Sevilla)—, el especialista en terracota Pietro Torrigiano —San Jerónimo, Virgen— y Jacobo Florentino, llamado el Indaco, también arquitecto;
- obras importadas, procedentes de los talleres italianos, como el San Juanito del taller de Miguel Ángel para la ciudad de Úbeda y unos cuantos relieves del taller de la familia Della Robbia. También muy influyente fue el mausoleo del virrey Ramón Folc de Cardona-Anglesola (1522) realizado en Nápoles por Giovanni da Nola, y enviado a España por su viuda;
- primera generación de artistas españoles.[An. 1] compuesta por Vasco de la Zarza ( c. 1470-1524) (trascoro de la catedral de Ávila), Felipe Vigarny (c. 1475-1543) (retablo mayor de la catedral de Toledo), Bartolomé Ordóñez (ca. 1480-1520) (sillería del coro de la catedral de Barcelona, sepulcros de Cisneros en Alcalá de Henares y de Juana la Loca y Felipe el Hermoso en la capilla Real de Granada) y Diego de Siloé (c. 1495-1563) (sepulcro de don Alonso Fonseca en Iglesia de las Úrsulas de Salamanca).[a][An. 2]

Los escultores españoles del siglo XVI han sido etiquetados con diferentes denominaciones acuñadas inicialmente para la arquitectura: «isabelino» —o «Reyes Católicos»—, «cisneriano», «plateresco», «purismo» —o «Príncipe Felipe», o «fase serliana»—, «manierismo», «romanismo», «herreriano», etc.. Además de los ya citados destacan el catalán Juan Sanz de Tudelilla y el riojano Arnao de Bruselas (fl. 1536-1564) (trascoro de la Seo de Zaragoza), el navarro o francés Esteban de Obray (sillería del coro de El Pilar), los burgaleses Rodrigo (c.1520-1577) y Martín de la Haya (retablo mayor de la catedral de Burgos), y muchos otros (Jamete, Diego Guillén, Andrés de Nájera, Pedro Arbulo Marguvete, Juan Miguel de Urliéns). Gran fama alcanzaron los plateros y broncistas Vergara el Viejo, Cristóbal de Andino (c. 1490-1543), la familia de los Becerril (Alonso, Francisco, Cristóbal, etc.) y los Arfe (especialmente, Juan de Arfe) a quienes se deben primorosas obras de mobiliario eclesiástico. En Santiago de Compostela se desarrolló durante el siglo XVI un notable trabajo de los maestros azabacheros.
En el segundo tercio del siglo XVI, destacan: 
- en la escuela castellana,  el palentino Alonso Berruguete (c. 1490-1561) (sillas altas del coro de la catedral de Toledo —en competencia con las de Vigarni, las de Berruguete son de un estilo más visiblemente clásico-italiano—, sepulcro del cardenal Tavera, busto de Juanelo —de atribución debatida—[41]), el francés Juan de Juni (1506-1577) (retablos mayores de las iglesias de Santiago y la Antigua en Valladolid y otras obras en Segovia, Ciudad Rodrigo y otras poblaciones de Castilla), Inocencio Berruguete y Francisco Giralte;

- en Aragón, Gil Morlanes el Viejo (c. 1445-1517) y Gil Morlanes el Joven (fl. siglo XV-1547), padre e hijo (portada de Santa Engracia de Zaragoza, retablo y sepulcros de la capilla de San Bernardo en la Seo). Morlanes el Viejo fue desde 1493 «escultor de Fernando el Católico».[Ca. 1] Pero los tres grandes escultores renacentistas fueron el valenciano Damián Forment (c. 1480-1540) (basamento del retablo mayor de la catedral de Barbastro y los de la catedral de Santo Domingo de la Calzada y de El Pilar de Zaragoza), Gabriel Joli y Juan de Moreto.

En el último tercio cambió por completo el gusto renacentista español que se inclinó al clasicismo representado sobre todo en la figura del arquitecto Juan de Herrera. Fueron llamados a la corte de Felipe II y a la obra de El Escorial los italianos Leoni (León y Pompeyo, padre e hijo) y Jacome da Trezzo (1515-1589), además del español Juan Bautista Monegro (ca. 1545-1621) (estatuas de los reyes de Judá en el patio de los Reyes).  A partir de ese segundo tercio surgieron en distintas regiones españolas unos artistas que llegaron a ser los grandes maestros de Renacimiento español, que aunque siguieron las normas italianas, supieron dar a sus obras un carácter puramente español, creando escuela en las distintas regiones del ámbito nacional. El material utilizado fue el mármol y el bronce, pero sobre todo la madera policromada y estofada. De los talleres de los grandes maestros salieron gran cantidad de retablos, sillerías de coro, imágenes y escultura funeraria.
También en esta etapa trabajaron el andaluz Gaspar Becerra (1520-1568) (Virgen de la Soledad del convento de Nuestra Señora de la Victoria (Madrid), destruida por un incendio en 1936, antiguo retablo de las Descalzas Reales —destruido por un incendio en 1862—, retablo mayor de la catedral de Astorga (1558-1584), el vallisoletano Esteban Jordán (1530-1598) (retablo mayor y sepulcro del obispo Lagasca en la iglesia de la Magdalena de Valladolid, retablo mayor de Santa María de Medina de Rioseco), Pedro López de Gámiz y el guipuzcoano  Juan de Ancheta (1533-1588) (retablo mayor de Santa María de Tafalla).).
- Sepulcro de los Reyes Católicos, de Domenico Fancelli, y de Juana la Loca y Felipe I el Hermoso, de Bartolomé Ordóñez, en la capilla real de Granada.
- Sepulcro de El Tostado (1520-1524), de Vasco de Zarza
- Capilla del Condestable (1524-1525), de Felipe Bigarny en colaboración con Diego de Siloé (catedral de Burgos)
- Retablo en alabastro del monasterio de Santa María de Poblet (1527-1529), de Damián Forment
- Sillería del coro de la catedral de Toledo (1495-1498 y 1539-1543), obra de Rodrigo Alemán, Alonso Berruguete y Felipe Bigarny
- San Jerónimo (ca. 1525), obra maestra de Pietro Torrigiano (Museo de Bellas Artes de Sevilla)[Pe. 1]
- Retablo de San Benito el Real (Valladolid) (1527-1532), de Alonso Berruguete

### Escultura barroca
La evolución de la escultura barroca en España tuvo un desarrollo propio apenas influido por las escuelas extranjeras, ya que ni los escultores más destacados viajaron al exterior, como sí habían hecho en el siglo anterior, ni fueron numerosos los escultores extranjeros que trabajaron en España —salvo el flamenco José de Arce, el portugués Manuel Pereira o el alsaciano Nicolas de Bussy— ni la importación de obras fue significativa.
La escultura barroca española dependió casi enteramente de los encargos de la Iglesia, por lo que la mayoría de las obras fueron retablos para adornar los altares y pasos procesionales para la Semana Santa. El retablo cobró un enorme protagonismo en los espacios religiosos, tanto por su tamaño, que se fue haciendo mayor con el tiempo, como por su complejidad y espectacularidad, que alcanza su punto máximo. En su realización intervienen prácticamente todas las disciplinas artísticas (arquitectura, talla, policromía, dorado). Tipologías específicas, como el retablo-relicario, el retablo-escenario, el baldaquino, etc., aunque no surgen en el Barroco, llegan entonces a su máxima expresión.
Los temas mitológicos y profanos están ausentes y la temática en esta etapa fue casi exclusivamente religiosa, tanto de los encargos privados como institucionales, destinados a la devoción privada y a la pública. Destaca con mucho la imaginería, siendo el material más utilizado la madera, siguiendo la tradición hispana, con policromía y la técnica del estofado, tanto en bulto redondo como en relieve. Se procura una gran verosimilitud de las figuras, calificada habitualmente de «realismo» o «naturalismo», caracterizadas por sus gestos y posturas muy expresivas; las imágenes tienen un perfecto acabado a las que se añaden postizos para reforzar el verismo (cabello natural, ojos y lágrimas de cristal, ricas vestiduras de tela real), e incluso efectos de articulación y movimiento real en algunos casos, y por la escenografía que las introduce en la vida real como si fuera un decorado teatral. La finalidad era provocar una profunda emoción religiosa en el espectador. Se buscaba impresionar al devoto y atraerlo, según los dictados del Concilio de Trento (el énfasis de la Contrarreforma en el culto a los santos a través de imágenes y reliquias por reacción a la opinión contraria de la Reforma protestante).
La talla en piedra generalmente se limitó a la decoración escultórica de las portadas (fachadas-retablo). Sólo en el ámbito de la Corte aparece la estatuaria monumental (los retratos ecuestres en bronce de Felipe III y estatua ecuestre de Felipe IV se encargaron en Italia, a Pietro Tacca, y también existen modelos de estatua ecuestre de Carlos II un monumento similar para Carlos II, de Giacomo Serpotta).
En la escultura barroca española se reconocen distintas etapas. A principios de siglo se observa el paso del romanismo manierista al naturalismo barroco que a lo largo de la centuria evolucionaría buscando un mayor efectismo a través de los gestos, posturas o del uso de postizos. Este mayor barroquismo es claramente observable en la arquitectura de los retablos. Cronológica y estilísticamente se distinguen dos fases en el Barroco escultórico español:
- El Barroco clasicista o pleno que, arrancando del manierismo de fines del siglo XVI, se prolonga hasta finales del siglo XVII (y que, por su duración, también es objeto de subdivisión). Parte de los supuestos clasicistas, de raigambre renacentista y manierista, que se impusieron a partir del gran programa escultórico escurialense; y avanza hacia un mayor naturalismo según transcurre el siglo, buscando la verosimilitud en la representación, no reñida con el efectismo. Existieron dos escuelas fundamentales:
  - la escuela castellana, centrada en Valladolid y Madrid, caracterizada por la severidad, la austeridad y un realismo extremo, cuyas señas de identidad son la talla completa, el dolor y la crueldad con abundancia de sangre, profundo dinamismo, caricaturización de los personajes malvados, intenso modelado y unos rostros con fuerte expresividad. Escultores de esta escuela son Francisco del Rincón (c.1567-1608), el gallego Gregorio Fernández (1576-1636), Juan de Ávila (1652-1702) y su hijo Pedro de Ávila (1678-1742), Luis Salvador Carmona (1708-1767) (todos ellos pertenecientes al ámbito vallisoletano), y en Madrid Juan Sánchez Barba (1602-1673) y el portugués Manuel Pereira. En Toro, el taller de Sebastián Ducete y Esteban de Rueda crea una escultura influida por Juni y Fernández, pero con una temática menos dramática y de tono más amable.
  - la escuela andaluza, con centros en Sevilla (escuela sevillana), Granada (escuela granadina) y Málaga (escuela malagueña), de mayor artificiosidad, revestida a veces de idealismo, en que predomina la serenidad y las imágenes bellas y equilibradas con un modelado suave. Los grandes escultores de esta escuela son Juan Martínez Montañés (1568-1649), Alonso Cano (1601-1667), Alonso y Pedro de Mena (1628-1688), Fernando Ortiz, José de Mora, Pedro Roldán y su hija Luisa Roldán (la Roldana), Juan de Mesa(1583-1627), José Risueño, Bernardo de Mora, Andrés de Carvajal y Pedro Duque y Cornejo, José Montes de Oca. Hay que destacar la influencia que la escuela sevillana tuvo en el desarrollo de la escultura en los territorios americanos tanto por la continua exportación de obras como por el establecimiento en ultramar de artistas formados en sus talleres. A mediados del siglo XVII se estableció en Madrid el portugués Manuel Pereira (dos famosas estatuas de San Bruno).

- Escuela castellana
- Paso de La elevación de la Cruz (1604), de Francisco de Rincón
- Piedad (1620), de Gregorio Fernández (Monasterio de Santa Clara (Carrión de los Condes))
- Cristo yacente (1634) de Gregorio Fernández (Museo del Real Monasterio de San Joaquín y Santa Ana, Valladolid)
- El Señor Atado a la Columna (1619), de Gregorio Fernández (iglesia de la Vera Cruz, Valladolid)
- La fe (1753), de Luis Salvador Carmona

- Escuela andaluza
- Inmaculada La Cieguecita  (1629-1631) en la capilla de la Inmaculada de la catedral de Sevilla, de Juan Martínez Montañés
- Retratos de Felipe IV e Isabel de Borbón (1632) en la capilla real de Granada, de Alonso de Mena
- San Juan Bautista (1634), de Alonso Cano
- Magdalena penitente  (1664), de Pedro de Mena
- Descendimiento de Cristo (ca. 1666), de Pedro Roldán
- Detalle del retablo mayor (1670-1675) de la iglesia del Hospital de la Caridad (Sevilla), de Pedro Roldán
- Jesús del Gran Poder (1620) en la Basílica de Jesús del Gran Poder de Sevilla, de Juan de Mesa

- El Barroco final o triunfante, de finales del siglo XVII, prolongado en la primera mitad del siglo XVIII, cuando el gusto de las cortes europeas se define en el estilo rococó. La espectacularidad triunfa sobre el verismo. Se busca anonadar al fiel mediante la riqueza de materiales, de formas, el brillo del oro, lo grandioso y complicado de los diseños. Tanto las esculturas exentas como los retablos y pasos procesionales se vuelven más sofisticados, imponiéndose definitivamente los postizos, los retablos a modo de tramoya, las policromías muy ricas. Los tipos humanos tienden hacia una cierta idealización, buscando la gracia y la dulzura en contraposición al acercamiento a lo real del primer periodo. No fue ajena a este cambio de gusto la llegada al trono español en 1701 de la dinastía Borbón, francesa, que importó nuevas modas y gustos que no tardaron en imponerse, llamando a artistas franceses e italianos para la decoración de los palacios y jardines reales, aunque la imaginería religiosa mantuvo su singularidad. El napolitano Nicolás Salzillo y su hijo Francisco Salzillo desarrollaron su actividad en Murcia, en donde elaboraron un estilo en transición hacia el rococó y el neoclasicismo al no profundizar en los aspectos dramáticos de las escenas, ahondando en conceptos naturalistas y de idealizada belleza, iniciando la escuela murciana que continuaría en autores posteriores como Roque López o Juan Porcel.

- Barroco triunfante
- La Oración del Huerto (1754), paso procesional de Francisco Salzillo
- Apóstoles durmientes en La oración del Huerto  (1759), de Francisco Salzillo

El  tardobarroco o rococó español de la primera mitad del siglo XVIII tiene un estilo muy ornamentado, dominado por las espectaculares portadas y retablos del considerado churrigueresco castellano (la familia Churriguera, Pedro de Ribera, Narciso Tomé), o en Galicia a la fachada del Obradoiro de Santiago de Compostela (Fernando de Casas Novoa), o en Valencia a la portada del Palacio del Marqués de Dos Aguas (Ignacio Vergara).
- Portada del Real Hospicio de San Fernando (1726) (Madrid), de Pedro de Ribera
- Transparente de la catedral de Toledo (1729-1732), de Narciso Tomé
- Puerta del palacio del Marqués de Dos Aguas (ca. 1740), de Ignacio Vergara e Hipólito Rovira, Valencia
- Fuente de Apolo, en el Paseo del Prado de Madrid
- Estatua de Carlos III (Jardín Botánico de Madrid, la original en la plaza Mayor de Burgos), modelado de Alfonso Bergaz y fundición de Domingo Urquiza, 1784.[47]
- Jardines del palacio de La Granja.

Con el reinado de Carlos III (r. 1759-1788) se impuso el gusto neoclásico. La escultura hispana fue haciéndose más simple y austera en la segunda mitad del siglo XVIII, no tanto por agotamiento de las fórmulas barrocas, que seguían siendo populares (aunque suavizadas en sus elementos más extremos —Luis Salvador Carmona—), como por la imposición en las élites del nuevo gusto neoclásico a través de la Real Academia de Bellas Artes de San Fernando (fundada en 1752, siendo sus primeros directores Juan Domingo Olivieri, Felipe de Castro y Juan Pascual de Mena) y de la crítica ilustrada. El año 1777 la Real Academia de Bellas Artes de San Fernando asumió la aprobación de los proyectos para los retablos dictando la sustitución de la madera policromada por «mármoles y piedras adecuadas».

## Edad Contemporánea

### Escultura neoclásica
La escultura neoclásica tuvo un desarrollo particular y menos visible que en otras artes. En ella pesó poderosamente la tradición imaginera de obras en madera policromada, que había sido habitual en las costumbres devocionales de los españoles, por lo que apenas existía una escultura monumental que no estuviera ligada a las necesidades religiosas. Por ello los primeros indicios de cambio se encaminaron hacia el barroco francés que trajeron los escultores cortesanos.
Desde la Academia, artistas como Francisco Gutiérrez (1727-1782) o Manuel Álvarez de la Peña (1727-1797) crearon esculturas en materiales nobles, en muchos casos destinadas al ornato urbano. Gutiérrez fue autor de la fuente de Cibeles (1780-1786) y colaboró en la parte escultórica de la puerta de Alcalá, ambas en Madrid. Álvarez esculpió la fuente de Apolo o de las Cuatro Estaciones y Juan Pascual de Mena (1707-1784), un precursor de las nuevas tendencias, la fuente de Neptuno, ambas en el paseo del Prado de Madrid. Un discípulo de Mena, el valenciano Manuel Tolsá (1757-1816), viajó  a la Nueva España en 1791 con el nombramiento de director de escultura de la Academia de San Carlos de la Ciudad de México, donde realizará la estatua ecuestre de Carlos IV (1793-1802). 
Pero la imaginería no desapareció y los escultores, aprovechando las enseñanzas de la Academia, llegaron a hacer una escultura policromada de gran calidad. Un ejemplo fue José Esteve (1741-1802), formado en la Academia de San Carlos de Valencia, autor de bellísimas imágenes como la Inmaculada de la catedral de Valencia. Con Esteve colaboró José Ginés (1768-1822) en la elaboración del Belén del Príncipe (Palacio Real y Academia de San Fernando), un género aún habitual.
Con Juan Adán (1741-1816), que se formó en la Academia de Zaragoza y estuvo pensionado en Roma, se produjo el paso definitivo al neoclasicismo. Nombrado en 1795 escultor de cámara, realizó los retratos de Carlos IV y María Luisa de Parma (1797, Palacio Real); tienen la ampulosidad de los retratos de aparato pero con la severidad en los rostros de la estatuaria romana. Suya fue la Venus del parque de El Capricho de la Alameda de Osuna, una interpretación realmente fiel de los modelos romanos.
El cordobés José Álvarez Cubero (1768-1827) es un ejemplo del neoclasicismo español que, aunque había recibido una educación inicial en el barroco, luego completó su formación en París y en Roma, donde entabló amistad y fue asistente del italiano  Antonio Canova y luego también escultor de la corte en el exilio del rey Carlos IV. Fue escultor de cámara de Fernando VII y su célebre grupo La defensa de Zaragoza es muy representativo de este neoclasicismo hispano que debe tanto a la estatuaria clásica como a la lección del mismo Canova que así llegó a España.
En Cataluña, las enseñanzas del clasicismo de la escuela de la Lonja de Barcelona, se manifestaron en el escultor Damià Campeny (1771-1855), que pensionado en Roma, también estuvo en contacto con Canova. Entre sus obras destaca una serie de estatuas mitológicas, Cleopatra y Lucrecia muerta, (1804, Lonja de Barcelona) —que tiene toda la serenidad de la escultura clásica pero algunos atisbos de melancolía romántica— y la Virgen del Crucifijo de Lepanto (1830, catedral de Barcelona).  La escultura neoclásica tuvo un largo epílogo en la obra de Antonio Solá (1787-1861), que trabajó en Roma desde 1803 y fue propuesto por Canova y Thorvaldsen, como miembro de la Academia romana de San Lucas, de la que llegaría a ser presidente entre los años 1837 y 1840. Fue autor de Venus y Cupido (1830, Museo de Arte de Cataluña) y del grupo de Daoiz y Velarde (1830, Madrid, plaza del Dos de mayo), un uso convencional del clasicismo para retratar a los héroes románticos.  
En Canarias destacó la personalidad de Fernando Estévez (1788-1854), máximo representante del clasicismo en el archipiélago canario. Su obra está formada principalmente por escultura religiosa, aunque también realizó composiciones pictóricas, fue un hábil urbanista y diseñó monumentos conmemorativos. Admirador de Canova y defensor de todo lo que significara progreso, desempeñó el cargo de catedrático de Dibujo en la Academia de Bellas Artes de Canarias. Es recordado por haber realizado la imagen de Nuestra Señora de Candelaria (1827), patrona de Canarias y la magnífica talla del Nazareno (1840) de Santa Cruz de La Palma.
- Esculturas neoclásicas
- Sepulcro de Fernando VI (1760-1765), de Francisco Gutiérrez Arribas (Iglesia de las Salesas Reales (Madrid))
- Busto de Manuel Godoy (1794), de Juan Adán (Real Academia de Bellas Artes de San Fernando)
- Lucrecia muerta (1804) de Damià Campeny, Lonja de Mar, Barcelona
- Ganímedes (1804), de José Álvarez Cubero (RABASF)
- Isabel de Braganza (c. 1826), de José Álvarez Cubero (Museo del Prado, Madrid)
- Nuestra Señora de Candelaria (1827-1828) de Fernando Estévez
- Matanza de los inocentes (1834) de Antonio Solá (Real Academia Catalana de Bellas Artes de San Jorge, Barcelona)

- Obras públicas urbanas
- Fuente de Apolo (1777), de Manuel Álvarez de la Peña (Madrid)
- Fuente de Cibeles (1777-1782), de Francisco Gutiérrez (figura de la diosa y el carro) y Roberto Michel (los leones)
- Fuente de Hércules y Anteo (1780-1784) de Juan Adán (jardín del Parterre, Aranjuez)
- Fuente de Neptuno (1777-1786), de Juan Pascual de Mena (Madrid)
- La Fuente del Viejo (1818) de Damià Campeny (plaza de Sants, Barcelona)
- Grupo de Daoiz y Velarde (1830) de Antonio Solá (plaza del Dos de Mayo en Madrid)

### sigloXIX
El realismo, y especialmente la escultura realista, no tiene una definición precisa en España y por ellos unos límites cronológicos claros. La segunda mitad del siglo XIX está presidida por la realización de una escultura conmemorativa academicista de convenciones neoclásicas, con monumentos en todas las ciudades, y más que en ninguna en Madrid, con una importante serie de esculturas urbanas, especialmente las dispuestas en el Parque del Retiro. También fueron muchos los encargos de monumentos funerarios, con la inauguración de grandes cementerios, como el cementerio de San Fernando de Sevilla (1852), cementerios barceloneses de Pueblo Nuevo (ampliado en 1849) y de Montjuic (1883), y los madrileños, especialmente el de San Isidro y el de San Justo (1847), la Necrópolis del Este, iniciada en 1883, que incluía el cementerio civil, el hebreo y el católico o de la Almudena (1884). En 1901 se inauguró el Panteón de Hombres Ilustres siendo muchos los panteones realizados.
También fueron muchos los encargos escultóricos destinados al ornato de los edificios públicos, siendo especialmente notables los programas escultóricos de la Biblioteca Nacional (1866-1892), y del palacio de la Música Catalana (1905-1908), o la representación animalística asociada con la escultura romántica (por ejemplo, los leones de las Cortes de Ponciano Ponzano). Un proyecto algo más tardío, fue el Monumento a Alfonso XII en los Jardines del Retiro, compuesto por una columnata a un lado de un gran estanque con muchas esculturas que rodean a una torre mirador que soporta la estatua ecuestre del rey (1904) en bronce y mármol, obra de Mariano Benlliure, y en el que participaron más de veinte escultores, entre los que cabe destacar a Josep Clarà y Mateo Inurria. 
Escultores notables de mediados del siglo XIX fueron el zaragozano Ponciano Ponzano (1813-1877) y el madrileño Sabino Medina (1812-1888). Ponzano se formó como alumno de Cubero y fue pensionado en Roma en 1832 para completar su formación, asistiendo a las clases de Thorvaldsen —del que ya en España escribiría una biografía—, Tenerani y Antonio Solá. A su regreso a España, en 1839, fue nombrado académico de mérito de la Real Academia de Bellas Artes de San Fernando. Desde 1871 ejerció como profesor en la Academia. Su amistad con Francisco Javier de Quinto y Cortés, conde de Quinto y jefe de la casa real, le ayudó a ser el escultor oficial del Congreso, siendo su obra más importante el frontón del palacio de las Cortes (1848), que constituye el mayor conjunto escultórico del siglo XIX en España y representa alegóricamente los poderes de la Cámara. También, tras ganar el concurso que se convocó, realizó los dos leones de bronce situados en la escalinata de acceso al edificio. Medina también se formó artísticamente en Roma. Una de sus obras más relevantes, fue una escultura de Murillo para la ciudad de Sevilla, inaugurada en 1864, que se colocó en la plaza del museo, frente al entonces Museo Provincial de Pintura, hoy Museo de Bellas Artes. Posteriormente se realizó una réplica de la misma que se situó frente a la fachada sur del Museo del Prado, inaugurada por el rey Amadeo I. Intervino también en la decoración del Palacio de las Cortes de Madrid, en cuyo Salón de sesiones, en la parte alta del testero, se encuentran cuatro efigies que simbolizan La Marina, La Agricultura, El Comercio y Las Ciencias
La elección de temas de sensibilidad social y las moderadas innovaciones estéticas que preceden al estallido de las vanguardias, corresponde a los escultores de finales del siglo XIX y comienzos del siglo XX, como Ricardo Bellver (1845-1924), Arturo Mélida, (1849-1902), Antonio Susillo (1855-1896), Agustín Querol (1860-1909), Mariano Benlliure (1862-1947), Aniceto Marinas (1866-1953) y Miguel Blay (1866-1936).
Otros escultores coetáneos, como Josep Clará, Josep Llimona, Mateo Inurria, Victorio Macho, Mateo Hernández, Nemesio Mogrovejo, Julio Antonio, Emiliano Barral o Francisco Asorey, manteniendo los principios figurativistas, serán los que darán paso a las vanguardias del segundo tercio del siglo XX, que es cuando se produce la auténtica ruptura formal en la escultura contemporánea española (Pablo Gargallo, Julio González, Alberto Sánchez Pérez) que volverá a reconducirse hacia un tratamiento más tradicional en la escultura del franquismo.
- Leones de las Cortes, de Ponciano Ponzano (1851, modelo inicial en yeso pintado y 1865 los actuales en bronce).[53]
- Monumento a Murillo (réplica de 1871), de Sabino Medina, delante de la Puerta de Murillo, entre el Museo del Prado y el Jardín Botánico de Madrid (el original es de 1859  y está en Sevilla).[54]
- El ángel caído (1877), de Ricardo Bellver
- Monumento a Colón (Valladolid) (1891), de Antonio Susillo.
- Tumba de Cristóbal Colón (1891), en la Catedral de Sevilla, de Arturo Mélida

- Monumento a Velázquez (1899), de Aniceto Marinas, ante la puerta oeste del Museo del Prado
- Monumento_a_Federico_Rubio (1906) de Miguel Blay (parque del Oeste, Madrid)
- Estatua ecuestre de Alfonso XII (1908) de Mariano Benlliure (jardines del Retiro, Madrid)
- El entierro de Joselito (1920), de Mariano Benlliure

### Escultura delsigloXX
Los inicios del siglo XX fueron prometedores para la escultura española.Destacan figuras como Ángel Ferrant (1890-1961), Alberto Sánchez Pérez (1895-1962), Pablo Gargallo (1881-1934), Julio González (1876-1942) y Daniel González Ruiz (1893-1969). La escultura entra plenamente en la vanguardia con la obra de dos artistas de renombre internacional: el aragonés Gargallo, iniciado en el novecentismo, que comenzó a hacer esculturas metálicas, de fuerte expresionismo y un cierto aire esquemático y primitivista (Gran Bailarina, 1929, El profeta, 1933); y Julio González, que utilizó el hierro soldado, acercándose a formas casi abstractas (Mujer peinándose, 1932, El hombre cactus, 1939).

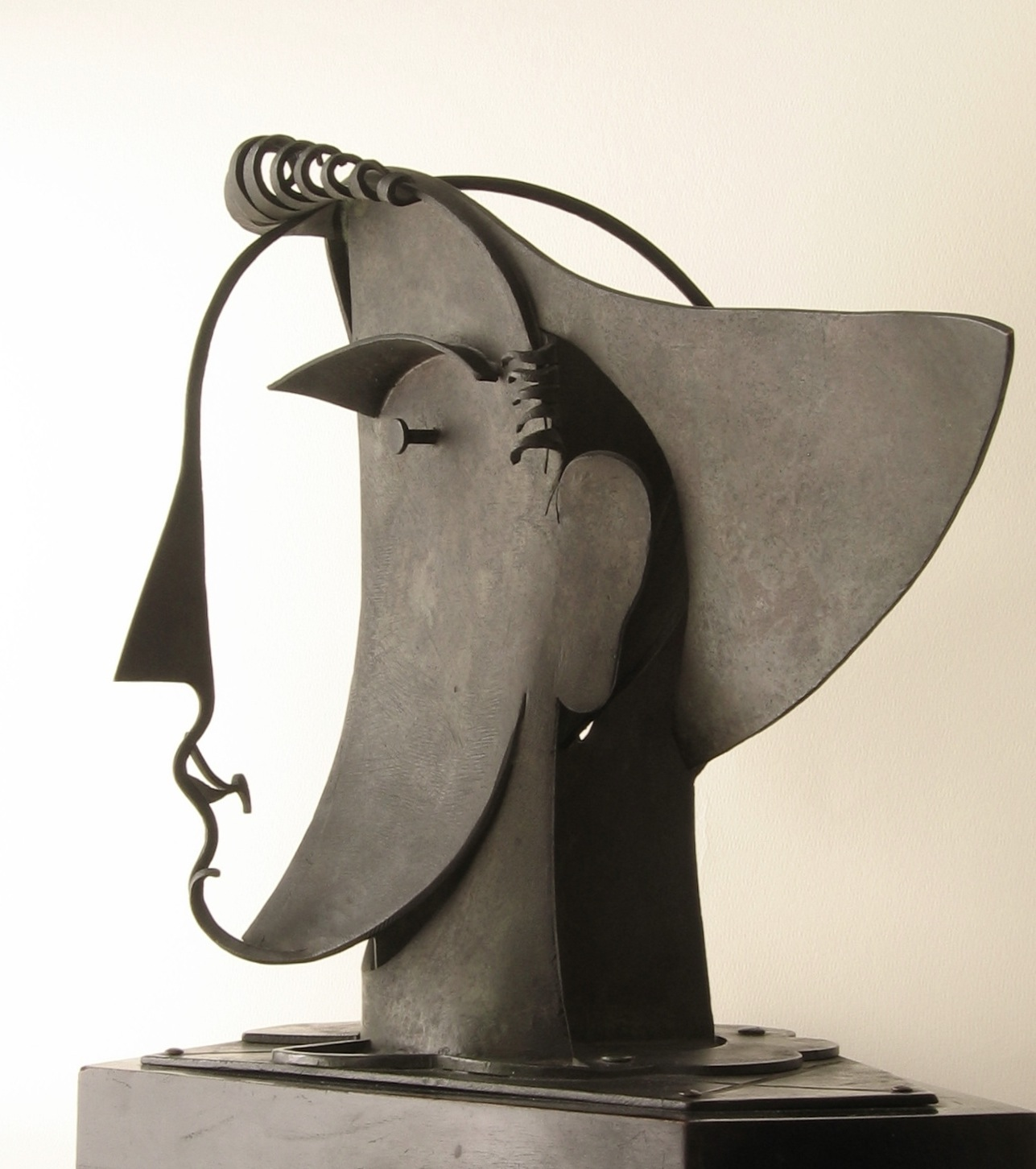
Tête d'Arlequin II (1929), de Pablo Gargallo
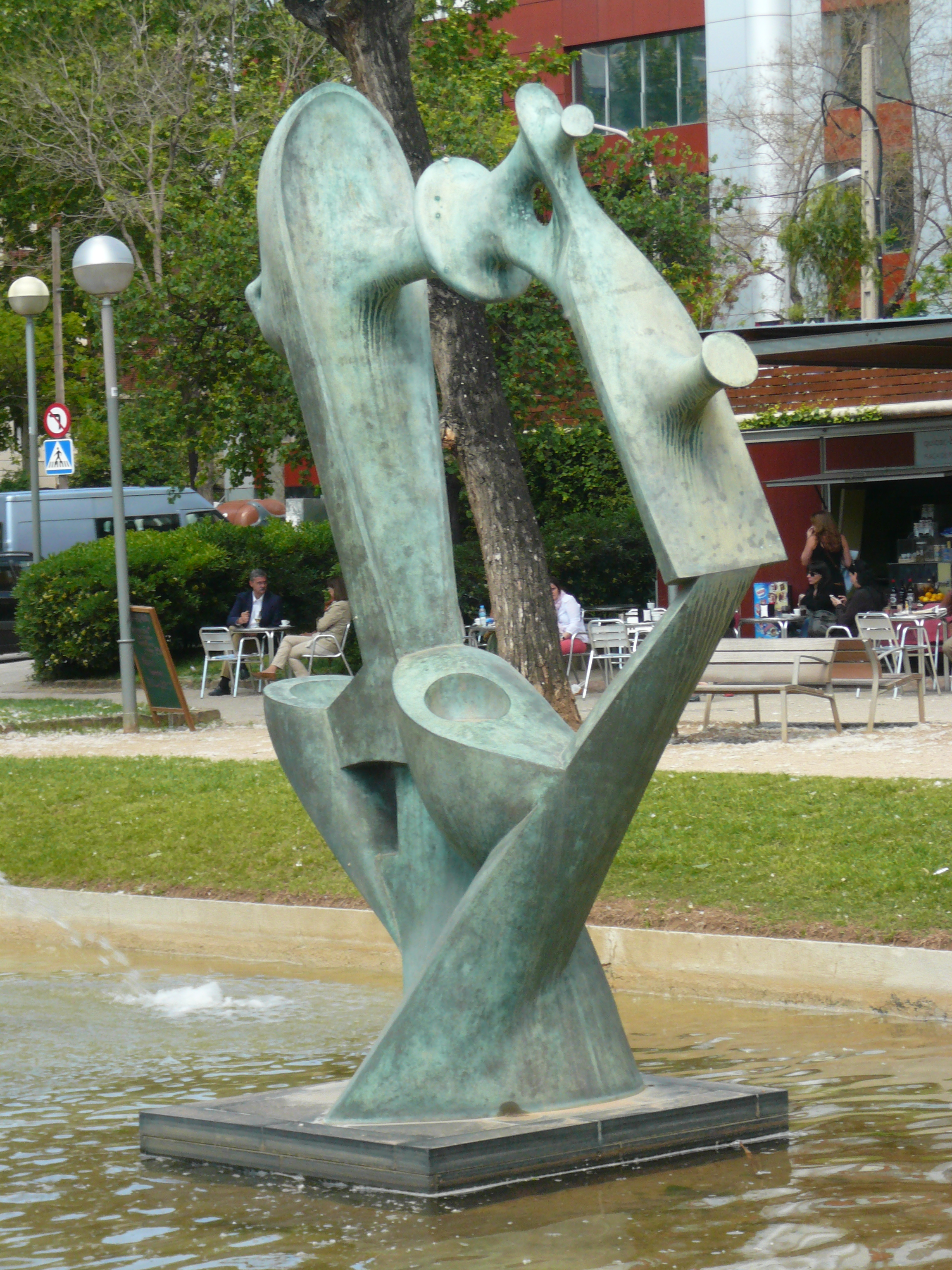
Enginyeria tèxtil (1961, rec. en bronce de 1999), de Ángel Ferrant (Pl. Ferran Casablancas, Sarrià-Sant Gervasi, Barcelona)
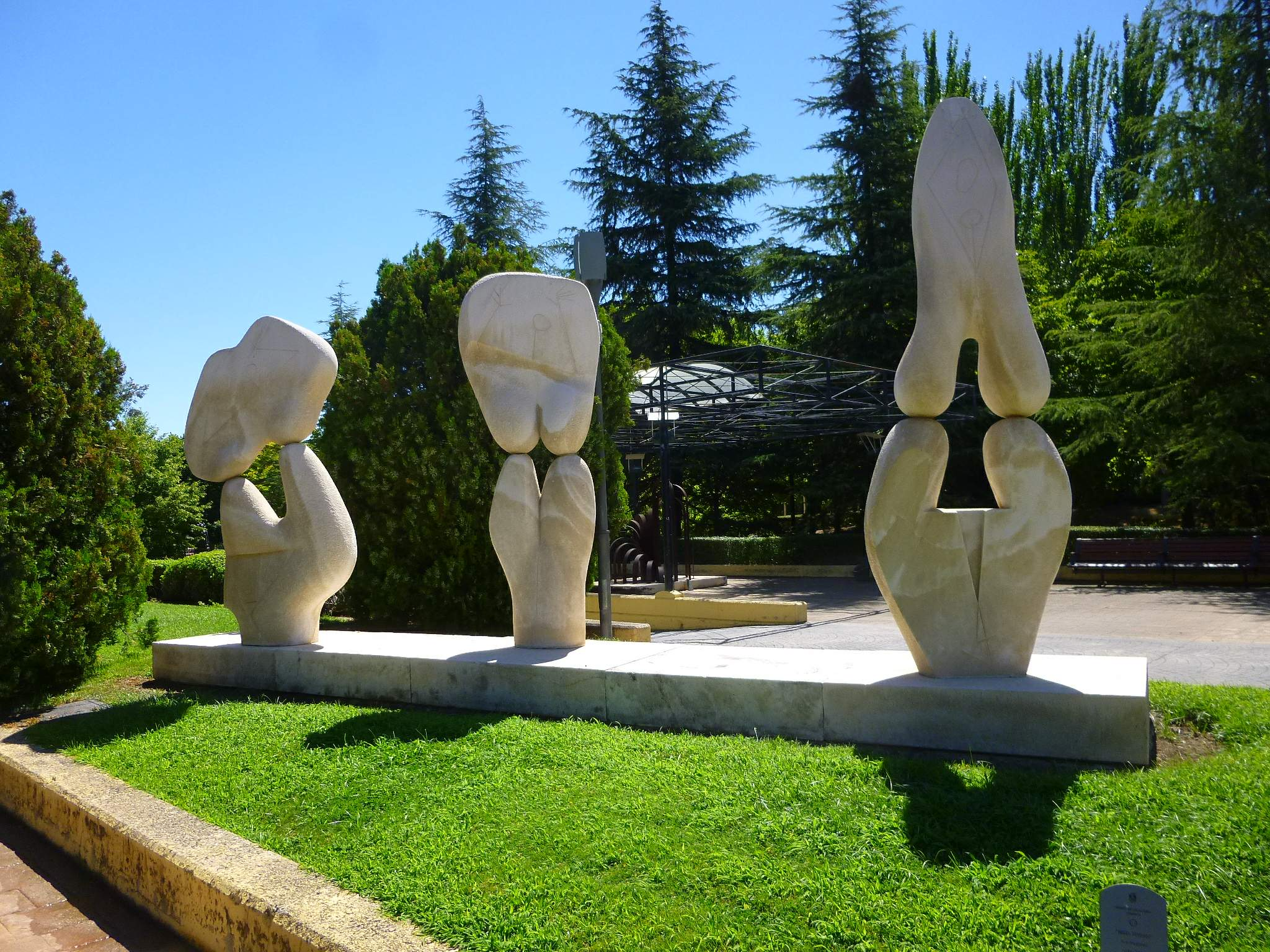
Tres Mujeres (1948),  de Ángel Ferrant en el Museo de Escultura al Aire Libre de Leganés
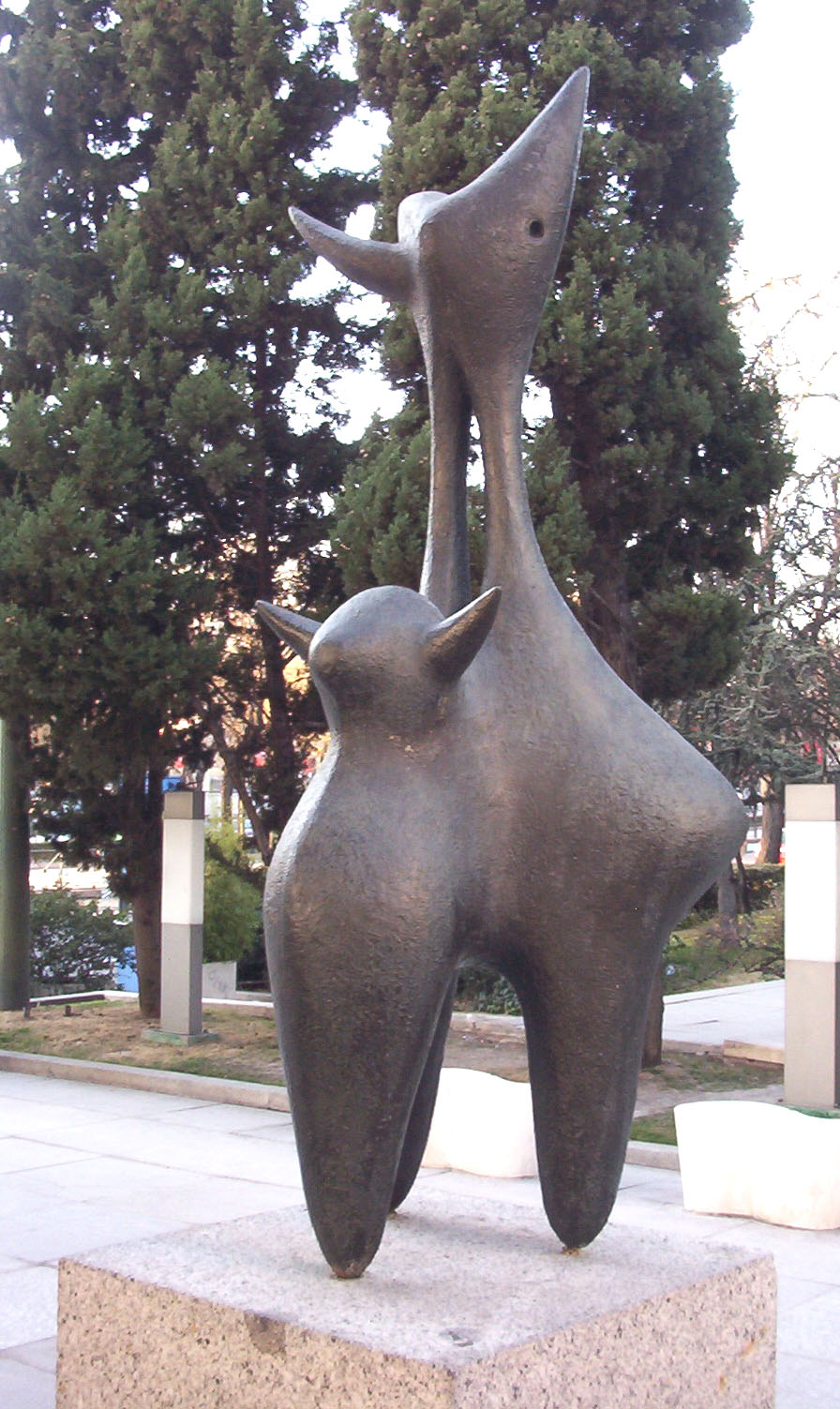
Toros ibéricos (1958-1960), de Alberto Sánchez (Museo de Escultura al Aire Libre de La Castellana, Madrid)

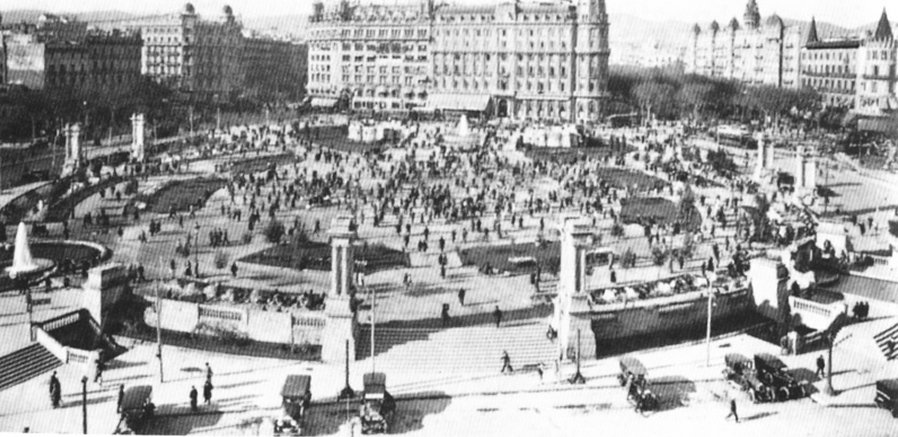
La plaza de Cataluña en 1927, una muestra de los mejores escultores catalanes del momento

En el ámbito catalán del Novecentismo, la escultura tuvo la figura excepcional de Josep Clarà (1878-1958), autor de obras figurativas, sólidas y compactas, de aire mediterráneo (La Diosa, 1908-1910; Juventud, 1928). El rosellonés Arístides Maillol (1861-1944) hace contundentes figuras femeninas (Mediterráneo, 1902-1905). Manolo Hugué (1872-1945) tiene un estilo mezcla de clasicismo y primitivismo (Bacante, 1934). Otros escultores destacados son: Frederic Marès (1893-1991) (Homenaje a Barcelona, 1928), Enric Casanovas (Monumento a Narcís Monturiol, 1918), Julio Antonio (1889-1919) (Tarragona a los Héroes de 1811, 1910-1919) y Apel·les Fenosa (1899-1988) (Guitarrista, 1923). Igualmente cabe remarcar el proyecto colectivo realizado en la Plaza de Cataluña para la Exposición Internacional de 1929, donde participaron los mejores escultores del momento.

Esculturas de artistas relacionados con el Novecentismo
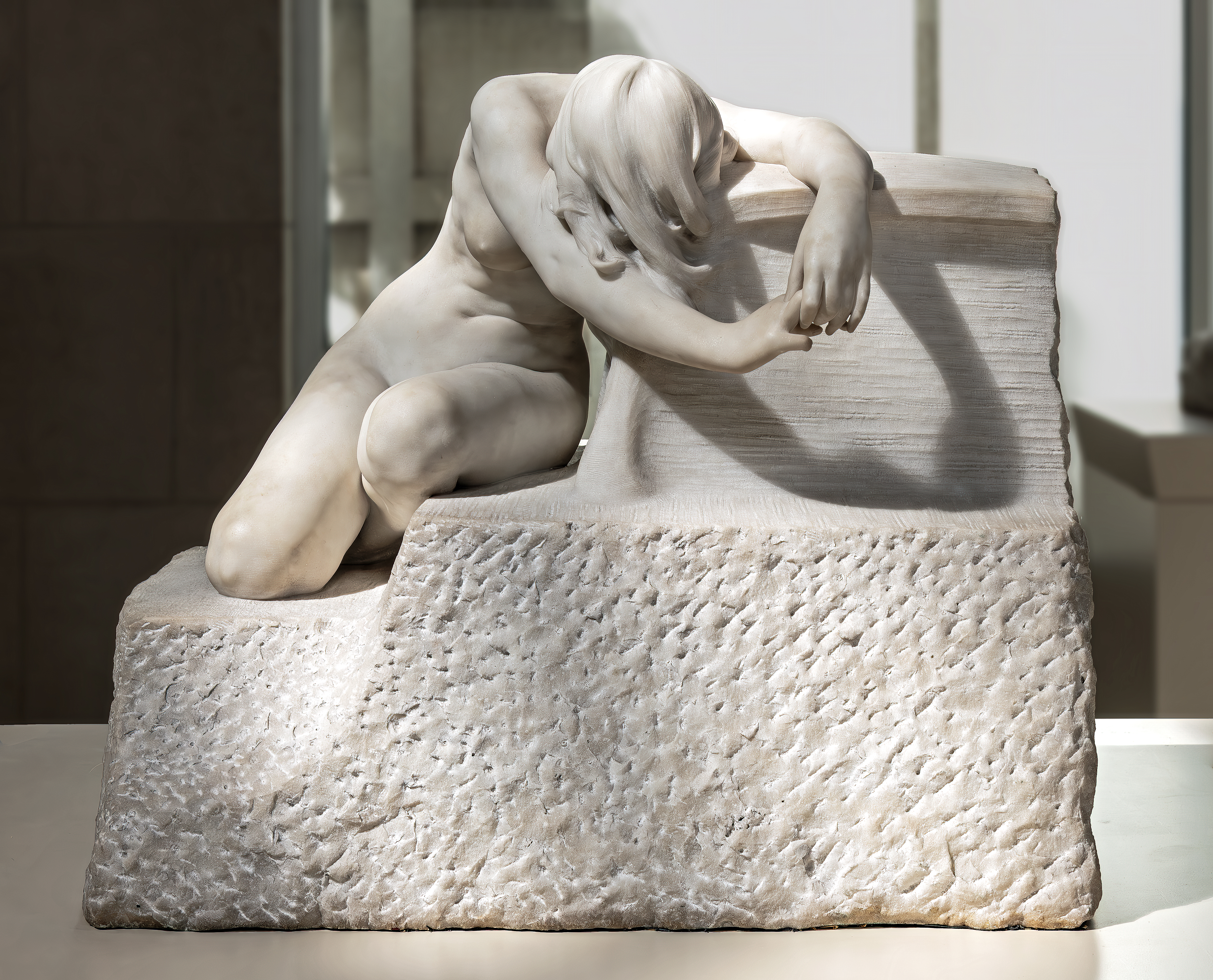
Desconsuelo (1903), de Josep Llimona (Museu Nacional d'Art de Catalunya, Barcelona)
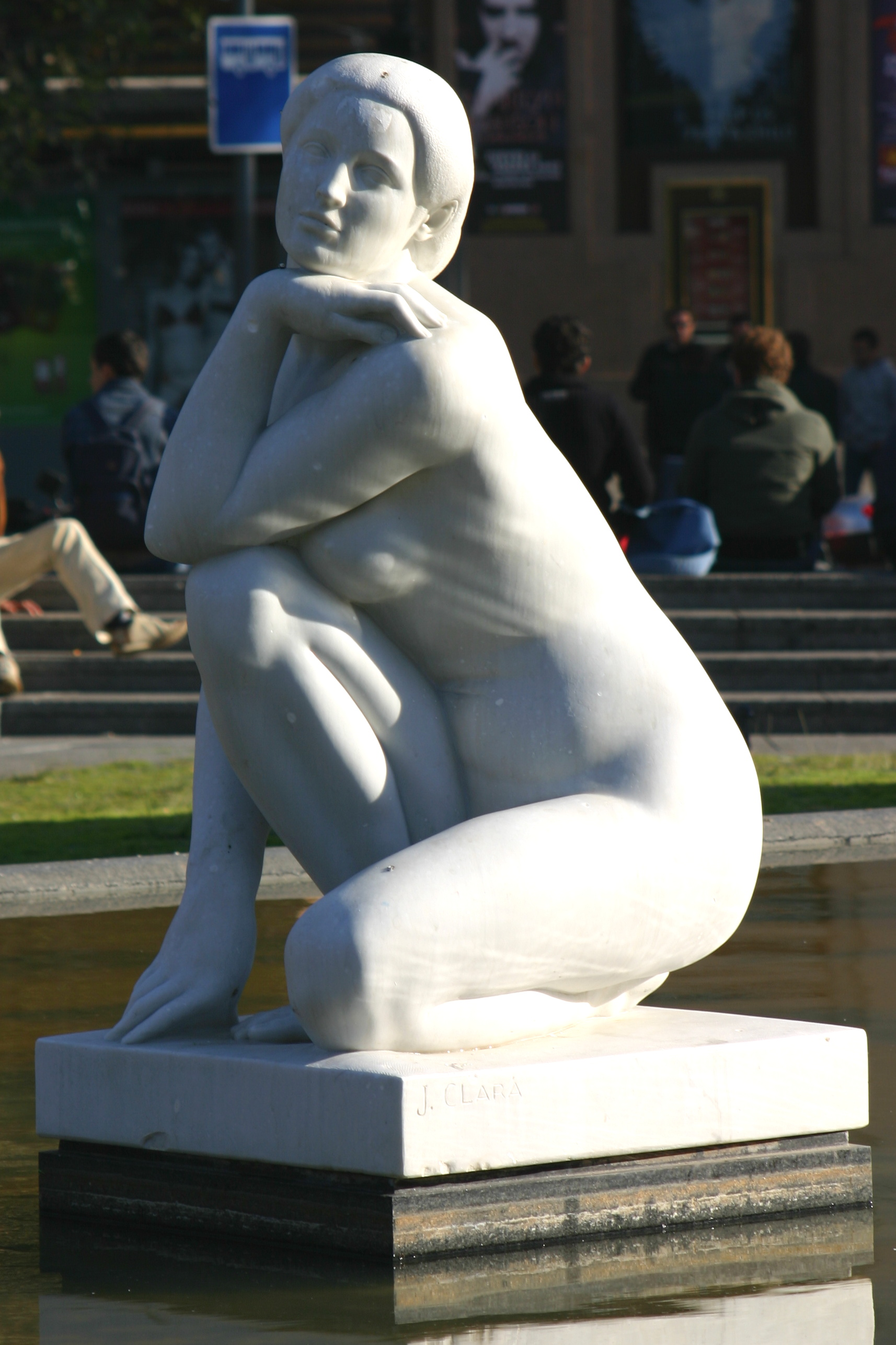
La Diosa (1909), de Josep Clarà
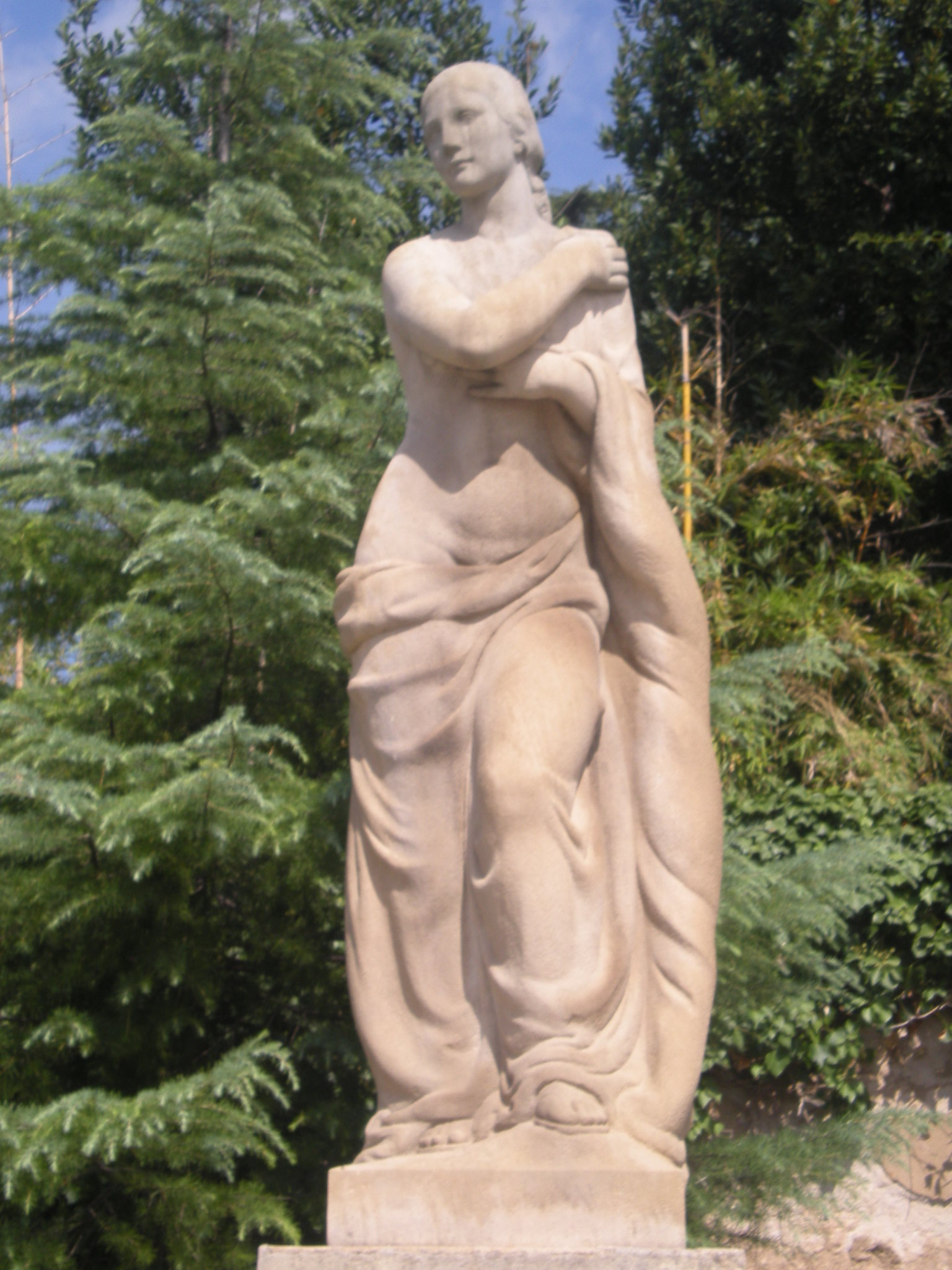
Estàtua exterior B (1926-1927), de Enric Casanovas (Palau de Pedralbes)
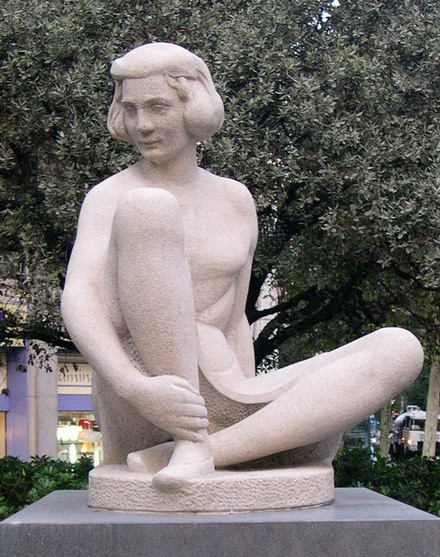
Repòs (1930), de Manolo Hugué
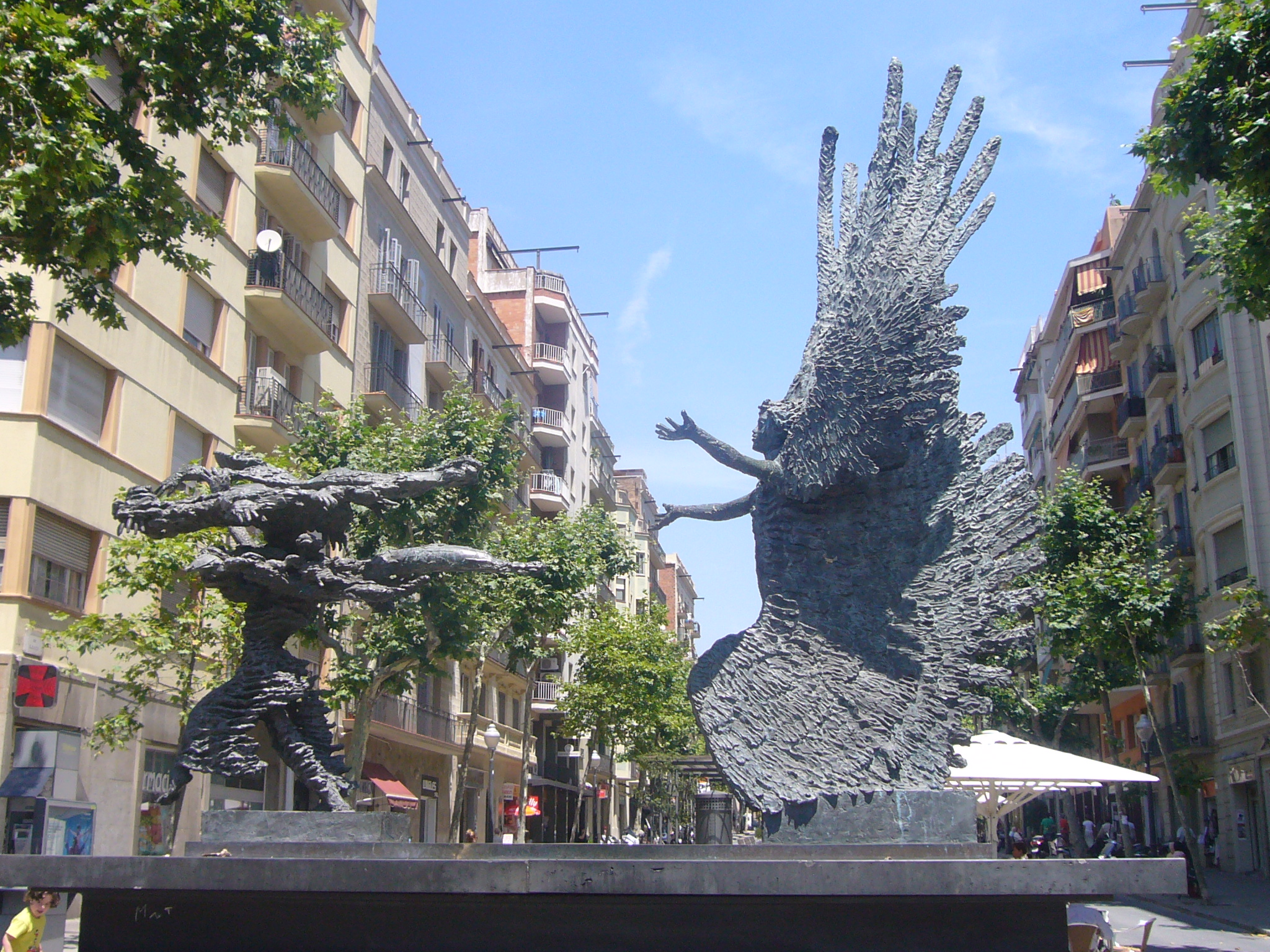
El bon temps perseguint la tempesta (1978, basada en una obra de 1957), de Apel·les Fenosa

#### Escultura en el franquismo
La poderosa escultura española vanguardista del periodo de entreguerras había quedado descabezada (en 1934 había fallecido Pablo Gargallo, en 1942, Julio González y Alberto Sánchez Pérez y Apel·les Fenosa se habían exiliado), un hiato que causó la continuidad de las formas clásicas o academicistas, adecuadas a la ideología oficial (José Capuz (1884-1964), Victorio Macho (1887-1966),  Florentino Trapero (1893-1977), Juan de Ávalos (1911-2006) o  Carlos Ferreira de la Torre (1914-1990)). Muy significativamente, a la muerte de Mariano Benlliure (1947), ABC tituló «Benlliure muere, pero no se rinde». No obstante, tanto Benlliure como Victorio Macho hubieron de pasar «la inevitable depuración» por haber trabajado para el bando republicano (bustos del general Miaja y de la Pasionaria respectivamente). También seguía productivo durante los años de la posguerra Josep Clarà.
- Estatua ecuestre de Franco (1964), de José Capuz (Valencia)[Nota 2]
- Monumento a Calvo Sotelo (1960), de Carlos Ferreira (Madrid, plaza de Castilla)
- Monumento a Jacinto Benavente (1962), de Victorio Macho (Madrid, parque del Retiro)
- Monumento a Carrero Blanco (1976), de Juan de Ávalos (Santoña)

En la década de 1950 se produjo un renacer del arte español, con la llegada de la siguiente generación, que se lanzó a la innovación con obras expresionistas y abstractas, la llamada escultura abstracta española: Pablo Serrano (1908-1985),  Pablo Palazuelo (1915-2007), Eusebio Sempere (1923-1985), Martín Chirino (1925-2019) y Andreu Alfaro (1929-2012).  Destacó un núcleo vasco de escultores: Jorge Oteiza (1908-2003), Eduardo Chillida (1924-2002), Agustín Ibarrola (1930-2023), Néstor Basterretxea (1924-2014), Patxi Xabier Lezama (n. 1967)). En los años setenta, ya en plena Transición, la formación del Museo de Escultura al Aire Libre del Paseo de la Castellana en Madrid, significó todavía un escándalo cultural, centrado en las dificultades para exhibir La Sirena Varada de Chillida.
- Camins_de_llibertat (o Al_vent (1965), de Andreu Alfaro (Sant Cugat del Vallès)
- Monumento a Miguel de Unamuno (1968) de Pablo Serrano (Salamanca)
- Móvil (1972), de Eusebio Sempere (Museo de Escultura al Aire Libre de La Castellana, Madrid)
- Proyecto para un monumento IV B (1978), de Pablo Palazuelo (Museo de Escultura al Aire Libre de La Castellana, Madrid)
- meditarranea-iii (1971), de Martín Chirino (Museo de Escultura de lewganes)

- Esculturas la escuela vasca
- Friso del Santuario de Aránzazu (1950-1968), de Jorge Oteiza
- Homenaje a Malevitch (1999, sobre un original de 1957), de Jorge Oteiza (Tarrasa)[60]
- Sirena Varada (1972), de Eduardo Chillida (Museo de Escultura al Aire Libre de La Castellana, Madrid)

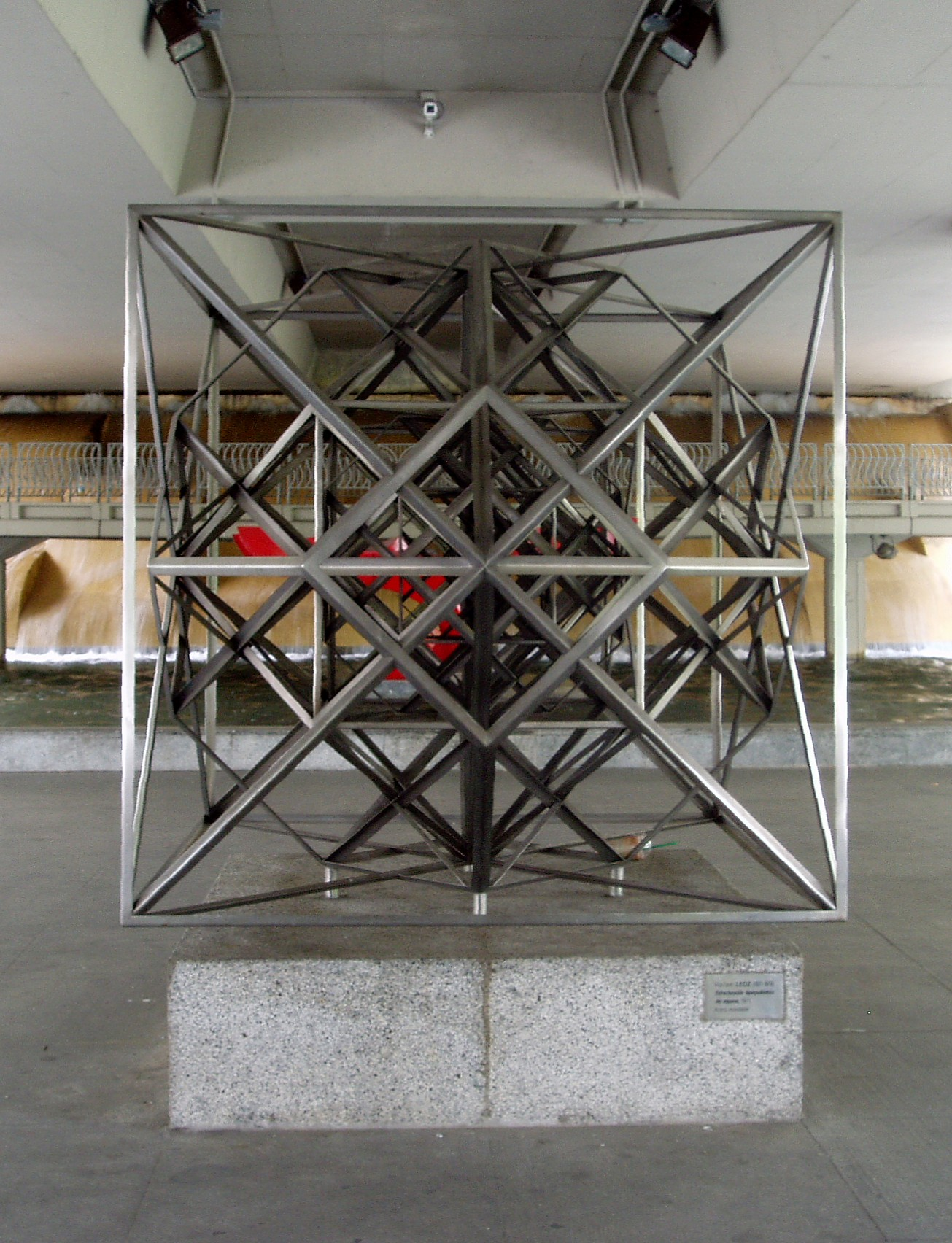
Estructuración hiperpoliédrica del espacio, Rafael Leoz, antes de 1975.

En la década de 1950, después del nefasto periodo de la guerra civil y la posguerra, se produjo el renacimiento del arte español y en concreto de la escultura con las obras expresionistas y abstractas de Pablo Serrano (1908-1985), las voces de Jorge Oteiza (1908-2003) y Eduardo Chillida (1924-2002), cargadas de renovación y contenido cultural vasco, la abstracción de Eusebio Sempere (1923-1985), Martín Chirino (1925-2019) y Andreu Alfaro (1929-2012) 

#### Escultura la etapa democrática
(1982-1985) de Agustín Ibarrola ]]
[[Bakearen Usoa - Nestor Basterretxea - Donostia - 2015-5-6.jpg|thumb|Paloma de la paz]] (1980) de Néstor Basterretxea  

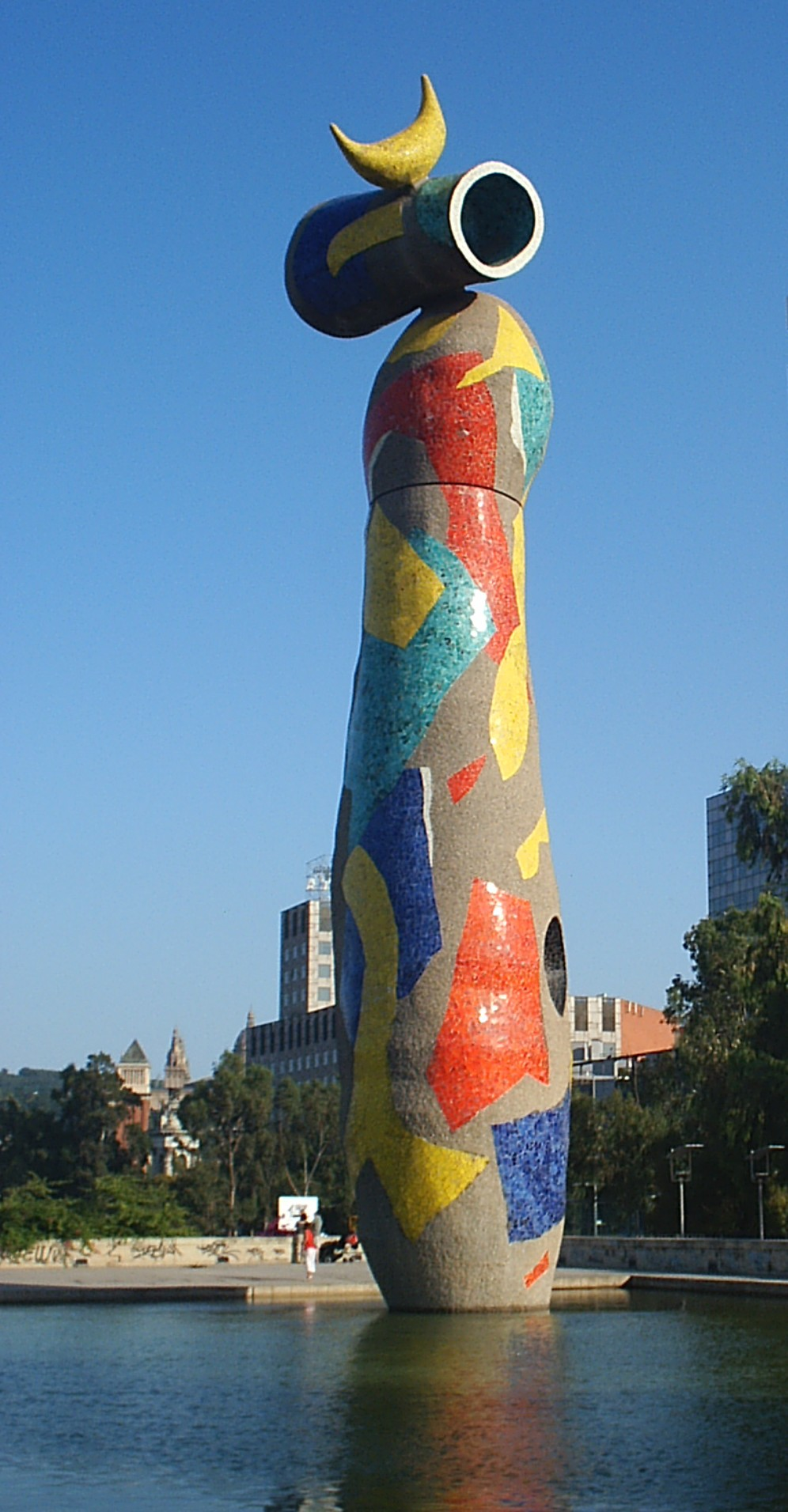
Dona i ocell, de Joan Miró, en el parque de su nombre en Barcelona, 1983.

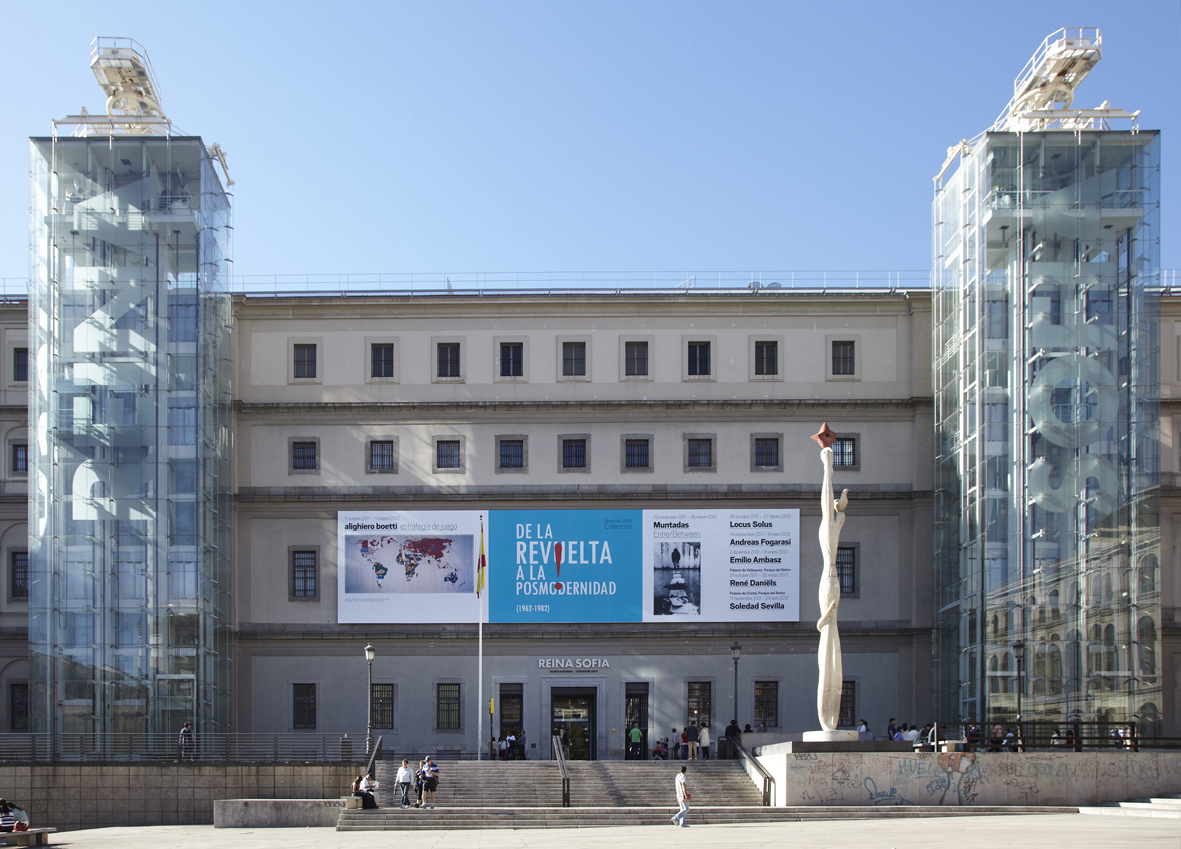
El pueblo español tiene un camino que conduce a una estrella (1937), recreación de la misma obra en la entrada del Pabellón de la República Española en la Expo de París, ahora en la fachada del Museo Nacional Centro de Arte Reina Sofía.

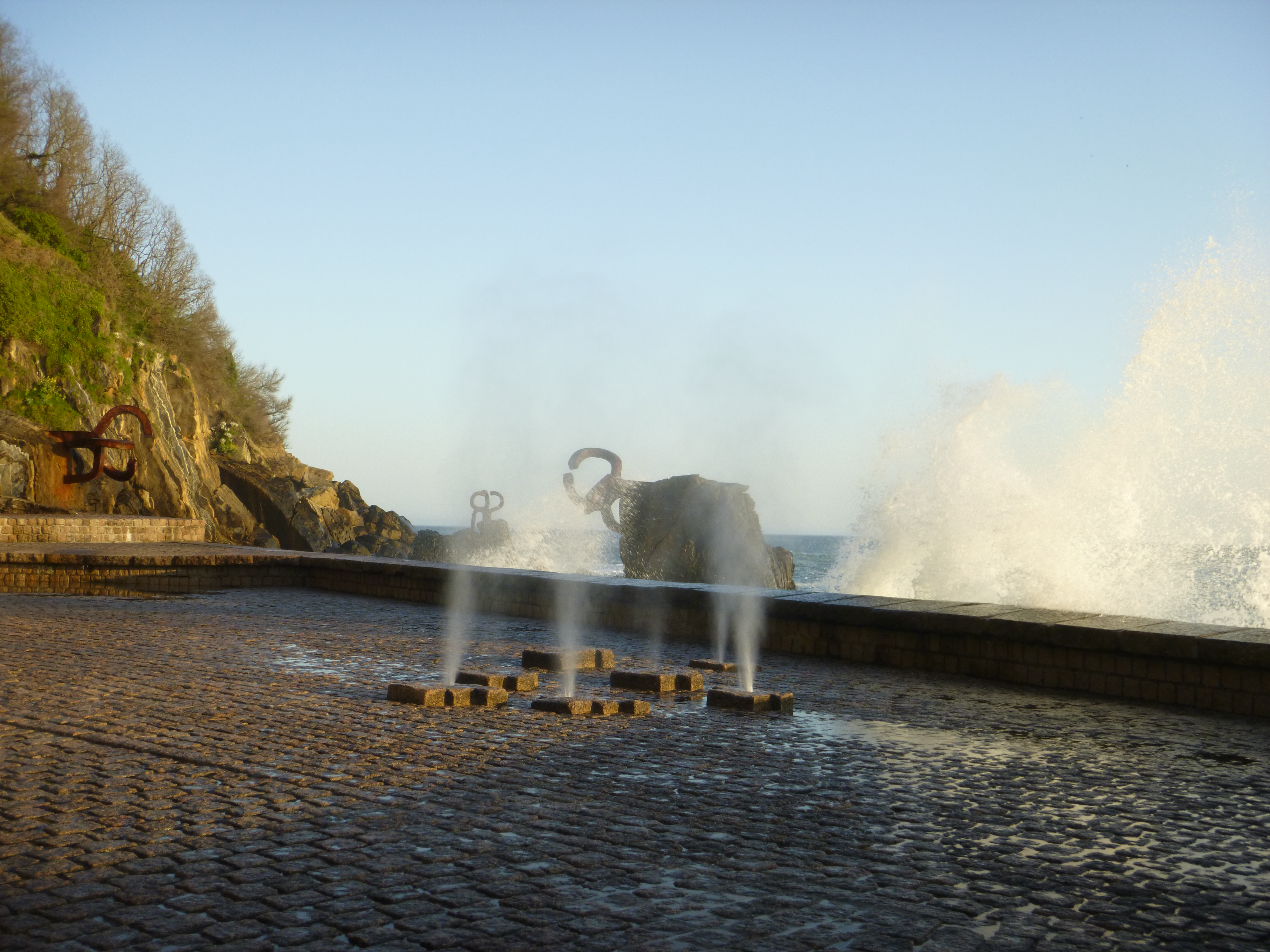
Peine del viento (1976) de Eduardo Chillida (Playa de Ondarreta, San Sebastián)

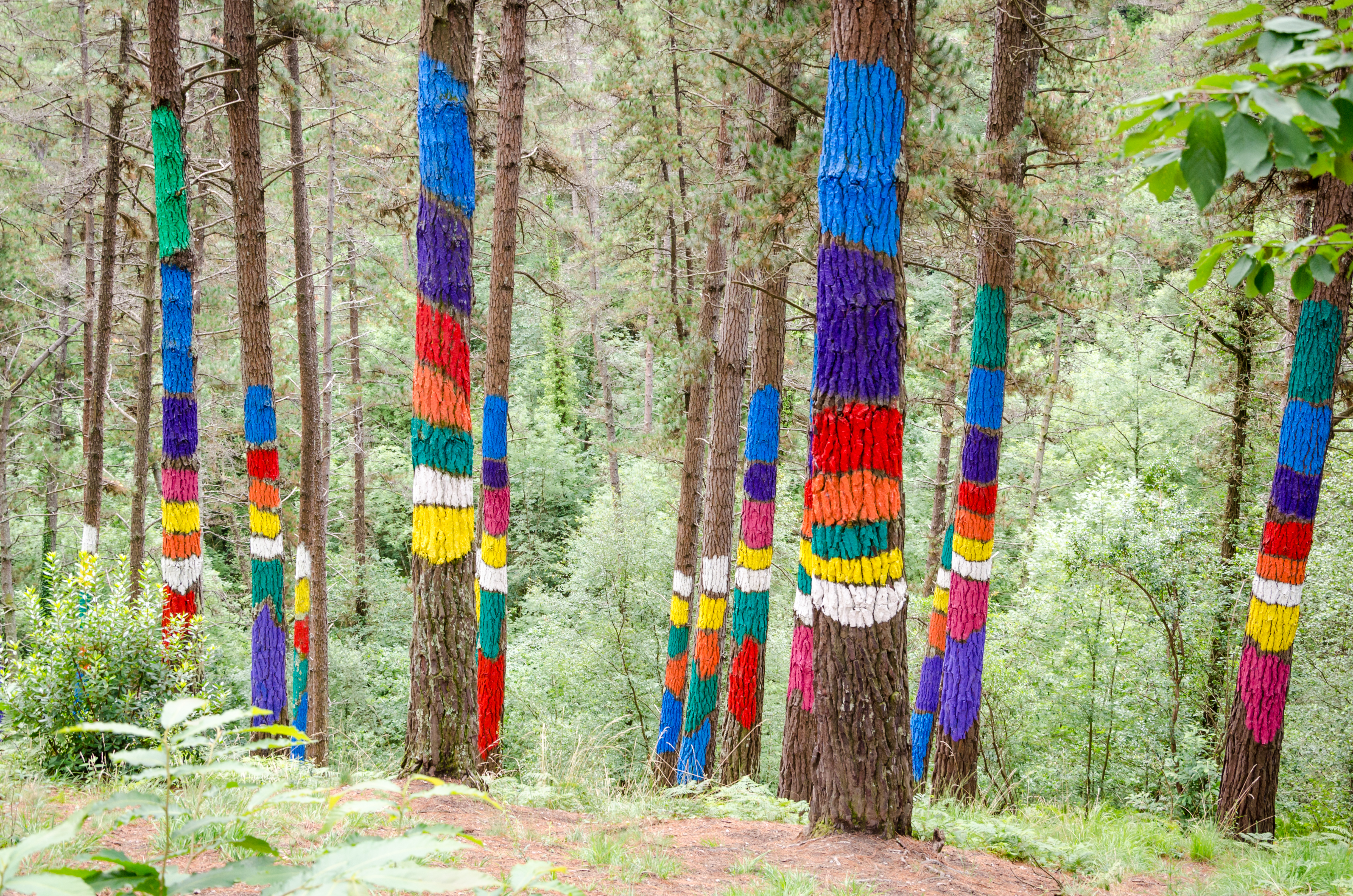
Bosque de Oma

Destaca el hiperrealismo de Antonio López (n. 1936).

## Instituciones españolas vinculadas a la escultura
- Museo Arqueológico Nacional (Madrid, 1867). En las capitales de provincia, a partir de los trabajos de las Comisiones de Patrimonio Histórico-Artístico (desde 1835, con la Desamortización de Mendizábal) y las sucesivas legislaciones de protección del patrimonio, se crearon museos donde se centralizaban todo tipo de fondos histórico-artísticos y se fueron recogiendo los nuevos hallazgos arqueológicos (destacadamente, fondos escultóricos); se les dieron distintas denominaciones, habitualmente las de Museo Arqueológico Provincial, Museo Provincial de Bellas Artes o similares. La nueva estructura autonómica del Estado hizo modificar la denominación y ámbito competencial de algunos de ellos a finales del siglo XX.[61] Se ha creado, además, el Museo Nacional de Arqueología Subacuática (Cartagena).
- Museo Nacional de Arte Romano (Mérida)
- Fundación Santa María la Real - Centro de Estudios del Románico[62] (Aguilar de Campoo).
- Museo Nacional de Escultura (Valladolid).
- Museo del retablo (Burgos).
- Museo Salzillo (Murcia).
- Casa-Museo Benlliure[63] (Valencia).
- Museo Pablo Gargallo (Zaragoza).
- Museo Pablo Serrano (Zaragoza).
- Chillida-Leku.
- Museo Oteiza[64] (Pamplona).
- Museo de Reproducciones Artísticas (Madrid -entre 1877 y 2012-, sus fondos se trasladaron al de Valladolid).[65] Hay un Museo de Reproducciones Bilbao (Bilboko Berreginen).[66]
- Museo de Escultura al Aire Libre de la Castellana o Museo de Arte Público (Madrid). Museo de Escultura al Aire Libre de Cáceres. Museo de Escultura al Aire Libre de Alcalá de Henares. Museo de Escultura de Leganés.[67]

Instituciones culturales generalistas tienen colecciones de gran importancia:
- Museo Nacional de Arte de Cataluña (Barcelona).
- Museo del Prado (Madrid -inaugurado como "Museo Nacional de Pintura y Escultura"-).
- Real Academia de Bellas Artes de San Fernando (Madrid).
- Centro de Arte Reina Sofía (Madrid).
- Fundación Juan March.

Los museos diocesanos suelen reunir, en el entorno de la catedral o el palacio episcopal de cada sede, colecciones de arte sacro reunidas con fondos procedentes de toda su diócesis, entre las que destacan distintos tipos de muestras escultóricas (tallas en piedra y madera, orfebrería, eboraria). Las diócesis de Castilla y León, mediante la Fundación Las Edades del Hombre, celebran anualmente notables exposiciones temáticas en distintos edificios históricos con los fondos artísticos eclesiásticos ese territorio.